# Cathédrale de Winchester
La cathédrale de la Sainte Trinité, Saint Pierre, Saint Paul et Saint Swithun communément connue sous le nom de cathédrale de Winchester, est la cathédrale de la ville de Winchester (Royaume-Uni) dans le Hampshire (comté), une cathédrale anglaise de style roman normand parmi les plus grandes du genre dans l'Europe du Nord. Elle est le siège de l'évêque de Winchester et l'église mère de l'ancien diocèse de Winchester. Construite après la conquête normande de l'Angleterre, elle a subi de nombreuses modifications en style gothique primitif, gothique décoré et gothique perpendiculaire. Important centre d'enluminures, son scriptorium a produit la Bible de Winchester. La cathédrale est dirigée par un chapitre sous l'autorité du doyen de Winchester.
La cathédrale telle qu'elle se présente aujourd'hui a été construite de 1079 à 1532 et est dédiée à la Sainte Trinité, aux apôtres Pierre et Paul et à l'évêque de Winchester Swithun. Elle possède une très longue et très large nef de style gothique perpendiculaire, un arrière-chœur en style gothique primitif, des transepts et une tour normands. La longueur hors tout de sa nef en fait la plus longue cathédrale médiévale du monde, seulement dépassée par des églises plus récentes comme la basilique Saint-Pierre, la basilique Notre-Dame-de-la-Paix de Yamoussoukro, la cathédrale de Liverpool, la cathédrale Saint-Jean-le-Théologien de New York et la basilique Notre-Dame d'Aparecida. D'une superficie de 53 480 pieds carrés (4 968 m2), elle est aussi la sixième plus grande cathédrale par sa superficie au Royaume-Uni, dépassée seulement par Liverpool, la cathédrale Saint-Paul de Londres, la cathédrale d'York, la cathédrale de Westminster et la cathédrale de Lincoln.
Attraction touristique majeure, la cathédrale a attiré 365 000 visiteurs en 2019, soit une augmentation de 12 000 par rapport à 2018.
C'est aussi le lieu de sépulture de plusieurs rois et de l'écrivaine Jane Austen.

## Histoire

### Bâtiments antérieurs
La ville de Winchester est une des premières capitales de type moderne dans l'Europe latine : ville de couronnement et de sépulture des rois de Wessex d'abord, de l'Angleterre unifiée ensuite et siège de tous les outils de gouvernement qui seront déplacés vers Londres par Guillaume le Conquérant et ses successeurs.
Bien que des églises soient documentées à Winchester dès 164, la première église chrétienne remonte à v. 648, lorsque le roi Cenwalh de Wessex construit un petit bâtiment en forme de croix sur un terrain adjacent immédiatement au nord du site actuel, ,,. Ce bâtiment, connu sous le nom de Old Minster (« Vieux Monastère »), minster étant le titre honorifique accordé à plusieurs cathédrales anglaises, devient la cathédrale du nouveau diocèse de Winchester en 662,, une vaste zone s'étendant de la Manche à la Tamise, l'évêché ayant été transféré de Dorchester on Thames par l'évêque Wine. La conception de cette église primitive ne peut être confirmée, car aucune trace autre que le plan au sol n'existe aujourd'hui, mais Wolstan mentionne une tour d'entrée située à une certaine distance de l'extrémité ouest. Wine meurt vers 672 ; l'un de ses successeurs, Swithun, évêque de la ville au milieu du IXe siècle, deviendra l'un des évêques les plus célèbres de Winchester.
On ne sait pas si Swithun lui-même agrandit l'ancienne cathédrale, mais il est rapporté dans Acta Sanctorum que de 963 à 984, l'évêque Æthelwold de Winchester étend considérablement l'église, les travaux étant terminés par l'évêque suivant, Alphège. L'église est reconsacrée en 993 et se compose d'une tour centrale, de bas-côtés nord et sud, de transepts, d'une crypte et d'une abside, et est brièvement la plus grande église d'Europe. Sur le même site se trouve également la New Minster, en concurrence directe avec la Old Minster voisine. La nouvelle cathédrale est commencée par Alfred le Grand et achevée en 901 par son fils Édouard l'Ancien. Un monastère créé en 903, est installé au nord de la cathédrale, ainsi qu'un autre monastère de femmes sans équivalent en Angleterre vers l'an mil. Le corps de Swithun, qui selon ses souhaits avait été enterré dans le cimetière à l'extérieur de l'église, est ramené à l'intérieur et installé dans un magnifique sanctuaire,,,. Les reliquaires contiendraient les restes des rois anglo-saxons tels Eadwig et son épouse, la reine Ælfgifu, d'abord inhumés dans l’Old Minster avant d'être réinhumés dans l'édifice actuel. L’Old Minster est détruit en 1093.
Winchester est un lieu d'un pèlerinage important depuis 971 avec sa cathédrale Old Minster et les reliques de Swithun.

### Cathédrale normande

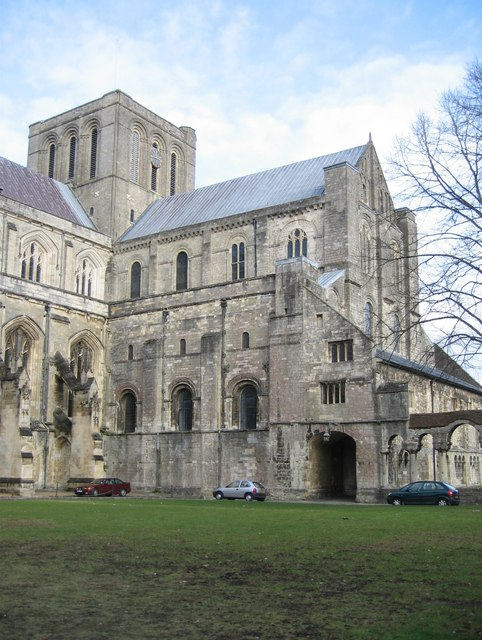
Transept roman, croisillon sud.

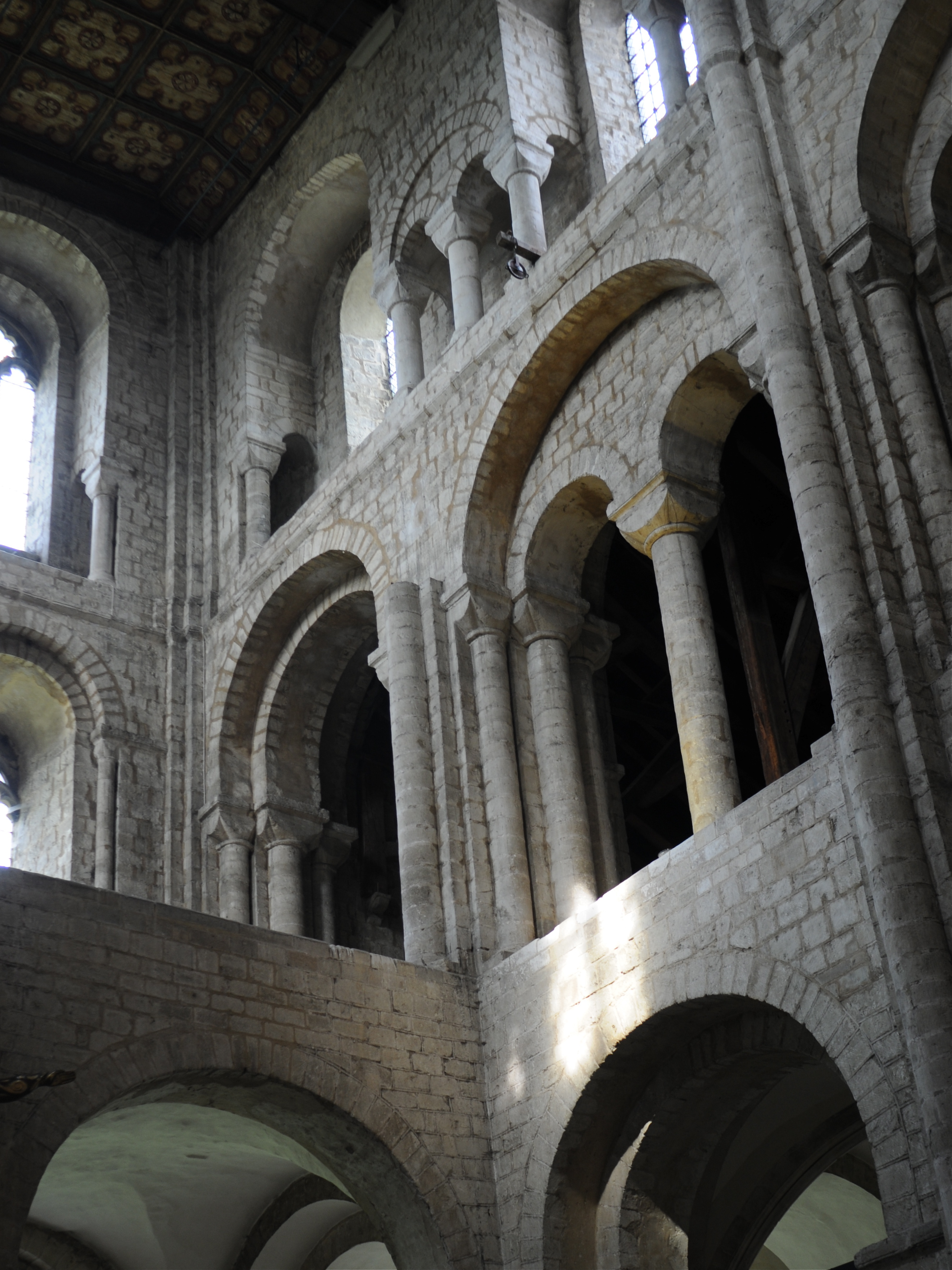
Transept roman avec tribune et coursive.

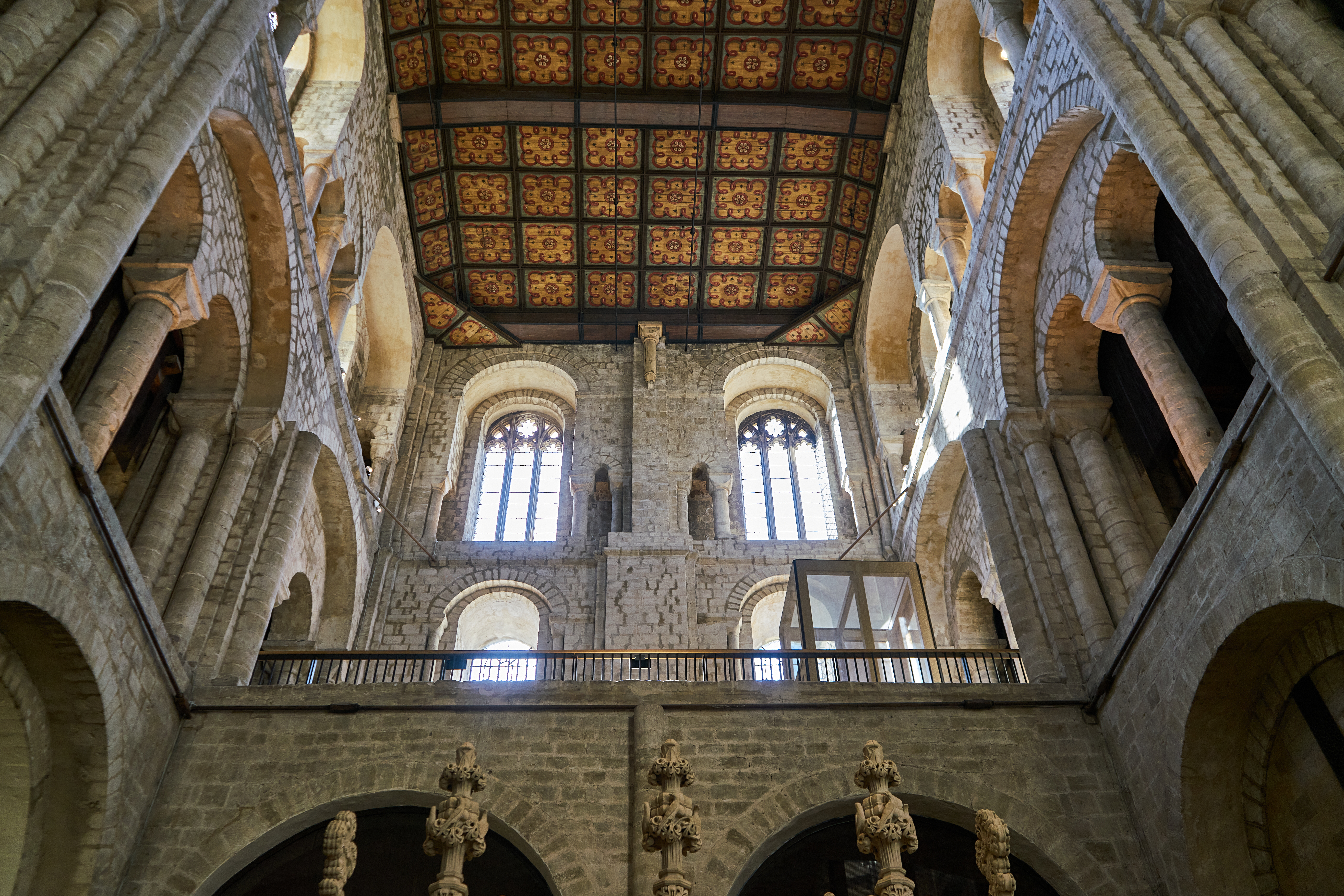
Transept sud normand.

Avant la conquête normande de l'Angleterre en 1066, dans le litige entre le roi Harold et Guillaume le Conquérant, le pape donne raison à Guillaume car il s'engage à réformer l'Église d'Angleterre. Après 1066, la reconstruction complète des cathédrales saxonnes d'Angleterre par les Normands est le plus important programme de constructions ecclésiastiques de l'Europe médiévale  constitué des plus grandes structures érigées dans l'Europe chrétienne depuis la fin de l'Empire romain. Toutes les cathédrales médiévales d'Angleterre à l'exception de la cathédrale de Salisbury, de la cathédrale de Lichfield et de la cathédrale Saint-André de Wells ont des traces d'architecture normande. Les cathédrales de Peterborough, Durham et Norwich sont presque entièrement normandes. Il reste des parties normandes importantes dont les transepts et la crypte de la cathédrale de Winchester.
Lorsque Guillaume le Conquérant envahit l'Angleterre en 1066, il commence à installer ses propres évêques normands à la place des évêques anglo-saxons. Il nomme Lanfranc  abbé de l'abbaye Saint-Étienne de Caen, archevêque de Cantorbéry en 1070 pour restructurer l'Église d'Angleterre. Pendant les absences du roi, Lanfranc et Odon de Bayeux dirigent le conseil qui administre le royaume.
Il installe son ami et parent Vauquelin  comme premier évêque normand de Winchester en 1070. Guillaume le Conquérant porte symboliquement la couronne à Old Minster en 1070, se considérant comme héritier des rois d'Angleterre, ce qui explique l'œuvre colossale de la cathédrale de Winchester élevée à partir de 1079 par le Norman Vauquelin de Winchester, chapelain royal et évêque de Winchester de 1070 à 1098. Vauquelin commence la construction d'une immense nouvelle cathédrale normande, sur un site juste au sud de l'Old et New Minsters, qui est le site du bâtiment actuel,. La nouvelle cathédrale est consacrée avec l'achèvement de l'extrémité le 8 avril 1093 en présence de presque tous les évêques et abbés d'Angleterre ; les nombreuses tombes des rois saxons sont déplacées de l'ancienne cathédrale vers la nouvelle cathédrale. Le lendemain, la démolition de l'Old et du New Minsters commence et progresse rapidement, ne laissant pratiquement aucun vestige. La silhouette de l'ancienne cathédrale est encore visible aujourd'hui au nord de la nef actuelle.
Les travaux commencent par l'est avec la crypte et le chevet, ils progressent rapidement vers les transepts et la tour centrale ; ceux-ci sont certainement terminés en 1100 lorsque Guillaume le Roux est enterré sous la tour de passage. Les travaux de la nef sont probablement interrompus en 1107 lorsque la tour centrale s'effondre sur la tombe de Guillaume le Roux,, mais redémarrent après la reconstruction de la tour avec un renforcement des structures, et sont achevés avant la mort de Guillaume Giffard, qui est évêque de Winchester de 1100 à sa mort en 1129. Le niveau d'une grande partie de ces travaux de construction est très élevé, et en tant que tel, une grande partie survit dans le bâtiment actuel, notamment dans les transepts qui ont une apparence presque telle que Vauquelin les a laissés. Ce bâtiment est de taille monumentale, avec plus de 500 pieds (152,4 m) de longueur, et constitue toujours le noyau du bâtiment actuel,,.
Des fouilles montrent que l'église primitive comporte un massif ouest de plus de 12 m de largeur. Ce massif compris, la cathédrale est une des plus importantes de son époque avec Saint-Pierre de Rome et Cluny III. Les bâtiments monastiques l'entourent encore en partie, le cloître est au sud ; Wolvesey Castle, la résidence épiscopale est commencée vers 1110 par Guillaume Giffard. Un château fort s'élevait à l'ouest, construit en 1066 par Guillaume le Conquérant.
Cette splendeur marque un temps d'arrêt sous le règne d'Étienne (1135-1154) avec le palais royal qui brûle en 1141 pendant l'Anarchie anglaise. La ville commence à décliner vers 1110, la cathédrale romane est achevée et, sous l'épiscopat d'Henri de Blois (1129-1171) frère du roi Étienne, la résidence épiscopale, Wolvesey Castle, à son tour,.
Seuls la crypte et le transept subsistent de l'église romane. La crypte, avec un plan à déambulatoire reproduisant jadis l'ancien chœur roman, est fréquente en Angleterre pendant la période romane mais extrêmement rare dans l'École normande d'où procède l'architecture religieuse dite normande en Angleterre. Le transept construit en deux campagnes avant la tour avec ses trois étages, ses baies en plein-cintre, sa coursive au niveau des fenêtres hautes et ses voûtes d'arêtes reproduit fidèlement celui de l'abbatiale Saint-Étienne de Caen. L'extrémité des croisillons est occultée par une tribune comme à Saint-Étienne de Caen, à l'abbaye de Cerisy-la-Forêt, à l'abbaye Saint-Georges de Boscherville et à la cathédrale de Lincoln dans son état primitif. C'est une disposition absolument usuelle à l'École romane normande. Il semble que le chœur normand soit terminé à l'est par une abside ronde.

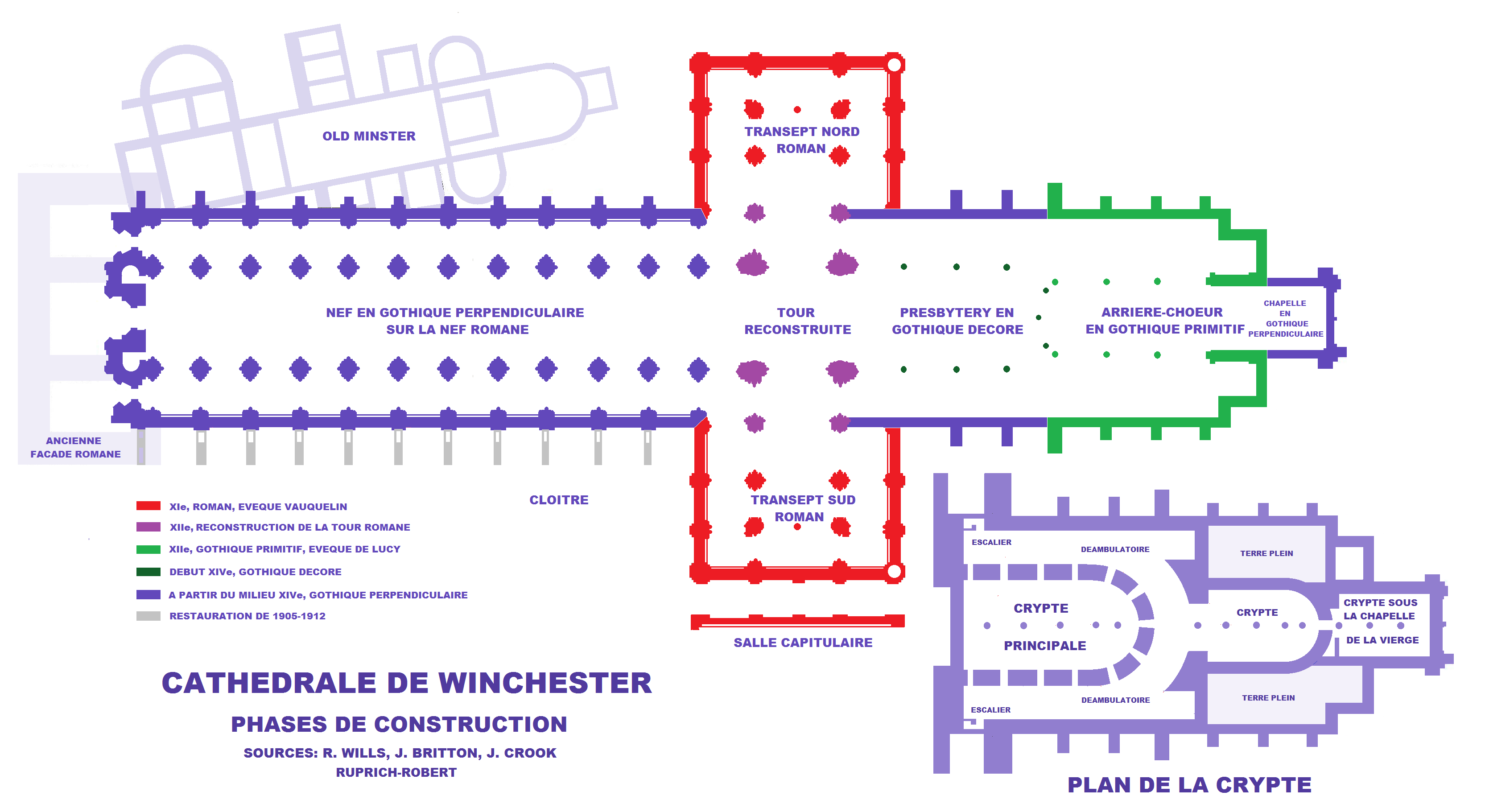
Plans des phases de construction et de la crypte.

L'architecture de la cathédrale de Winchester n'est donc pas purement normande même si son ampleur, les techniques et les détails sont inspirés du duché, le plan de la crypte, donc du chœur, montrent que dès 1080, les maîtres d'œuvre anglais s'émancipent des modèles normands.
Cette influence des pays du nord-est de la France et de la Belgique est liée aux hommes de ces régions qui ont largement contribué à la conquête et à l'encadrement du clergé anglais. Elle représente sans doute aussi une concession de l'évêque aux coutumes liturgiques locales suivies dans les monastères voisins. La cathédrale de Winchester est le manifeste de la défiance des conquérants normands sur le site même où siège la monarchie dont Guillaume se proclame l'héritier.

### Extensions gothiques

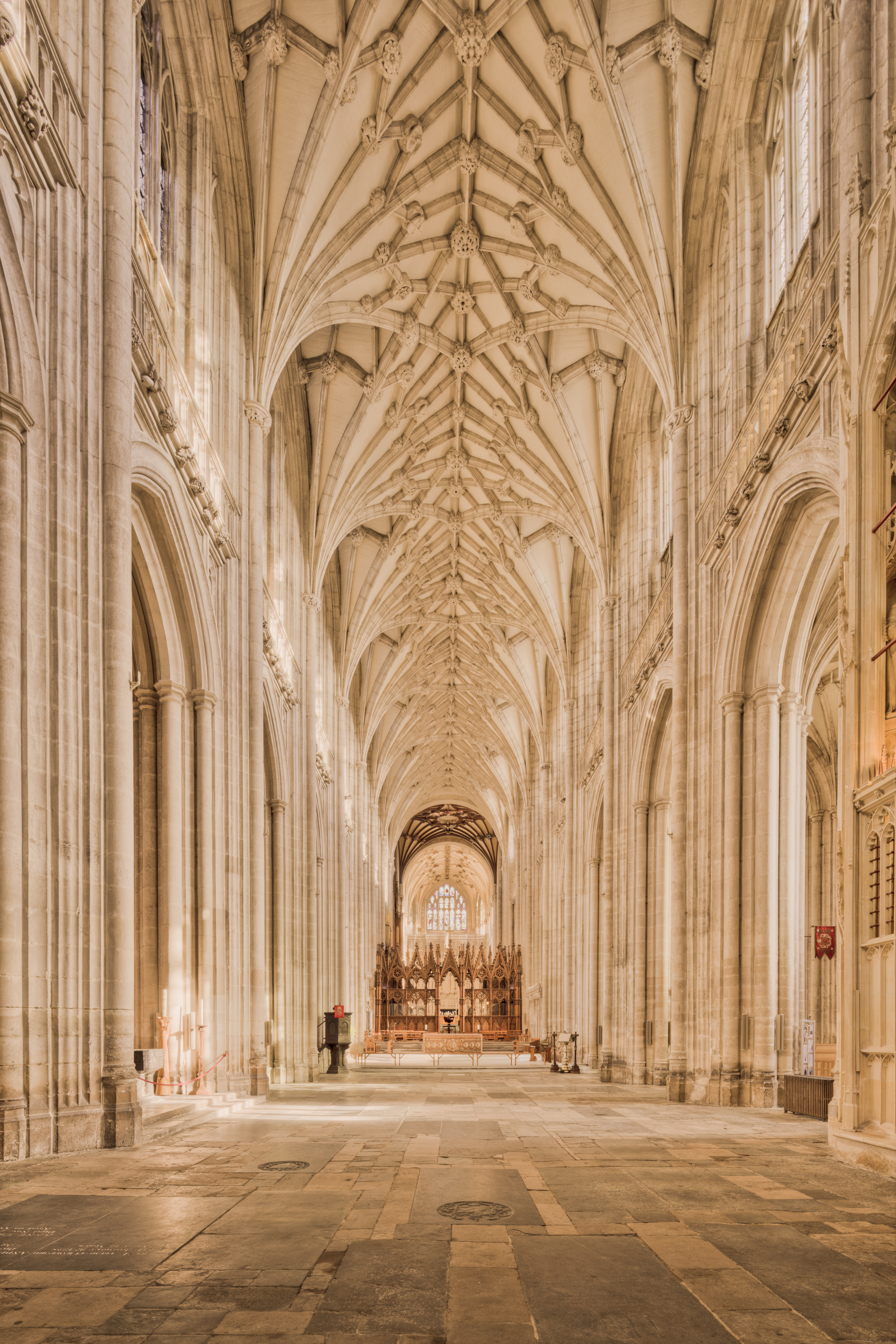
Nef gothique remodelée de Wykeham, la plus longue d'Europe.

La première modification de la cathédrale de Vauquelin a eu lieu en 1202 lorsque Godfrey de Luci, évêque de 1189 à 1204, commence la construction d'un nouvel arrière-chœur en style gothique primitif. Luci meurt en 1204, mais les travaux se poursuivent sous les évêques successifs, aboutissant finalement à la démolition de l'abside normande,,.
Cet arrière-chœur se compose de trois nefs séparées les unes des autres par trois arcs de chaque côté. La nef centrale est un peu plus large que les nefs latérales. Chaque nef se termine à l'est par une chapelle ; la partie actuelle de la chapelle axiale de la Vierge est l'œuvre de Hunton Avant à la fin du XVe siècle.
Les agrandissements et reconstructions suivants n'ont lieu qu'au milieu du XIVe siècle, lorsqu'en 1346, l'évêque Edington démolit la façade ouest normande et commence à construire une nouvelle façade de style gothique perpendiculaire, avec une immense fenêtre ouest, qui existe toujours aujourd'hui. Edington commence également la rénovation de la nef, mais celle-ci est principalement réalisée par ses successeurs, notamment William de Wykeham et son maître maçon, William Wynford, qui remodèlent la nef massive normande en un chef-d'œuvre gothique perpendiculaire. Ils y parviennent en enchâssant la pierre normande dans de nouvelles pierres de taille, en recoupant les piliers avec des moulures gothiques et des arcs en ogive, et en réorganisant la nef à trois niveaux en deux niveaux, en prolongeant l'arcade vers le haut dans ce qui était le triforium et en prolongeant la claire-voie vers le bas pour la rejoindre. Le plafond en bois est remplacé par une voûte décorative en pierre. Après la mort de Wykeham en 1404, ce travail de remodelage se poursuit sous les évêques successifs et est achevé vers 1420, ,,,.
Le successeur de Wykeham, Henry Beaufort (1405-1447) effectue moins de modifications, ajoutant seulement une chapelle de chantry sur le côté sud de l'arrière-chœur, bien que les travaux sur la nef se poursuivent. De 1450 à 1528, sous la direction des évêques William Waynflete, Peter Courtenay, Thomas Langton et Richard Fox, d'importants travaux de reconstruction et d'agrandissement sont effectués sur le chœur normand et l'arrière-chœur gothique primitif. Ces travaux comprennent la construction d'autres chapelles de chantry dans l'arrière-chœur, le remplacement de l'extrémité est normande avec un chœur gothique perpendiculaire et l'extension de  l'arrière-chœur de Luci en une Lady chapel (chapelle de la Vierge consacrée à Marie). Contrairement à la reconstruction de la nef quelque 100 ans plus tôt, le presbytère gothique est voûté en bois et peint pour ressembler à de la pierre, comme à la cathédrale d'York. Avec ses extensions progressives, l'extrémité est désormais d'environ 110 pieds (33,528 m), au-delà de celui construit par Vauquelin,,,,.

#### Fonts baptismaux
Les fonts baptismaux, qui datent du milieu du XIIe siècle, consistent en un bloc carré de calcaire bleu-noir extrait aux environs de Tournai en Belgique. Il est supporté par des colonnes de la même pierre et richement décoré sur ses quatre faces avec des scènes de la vie légendaire de saint Nicolas à côté d'images symboliques : saint Nicolas apparaissant en songe à l'Empereur Constantin - saint Nicolas apaisant une tempête - Un enfant ressuscité rendu à ses parents - saint Nicolas dotant trois jeunes filles pour les sauver du déshonneur - saint Nicolas ressuscitant trois écoliers assassinés par un aubergiste - Des animaux apocalyptiques vaincus par des guerriers armés.

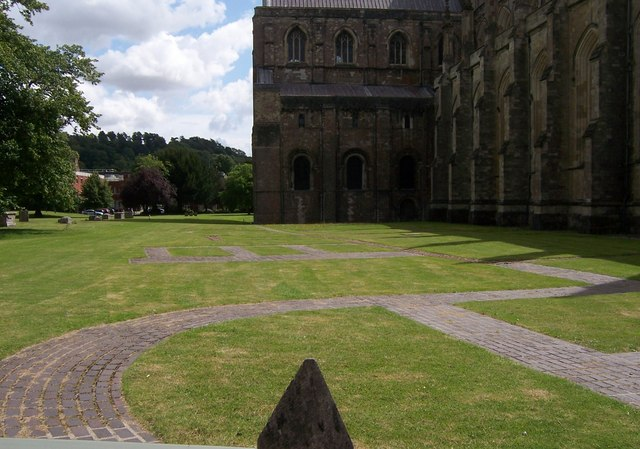
Traces d'Old Minster.
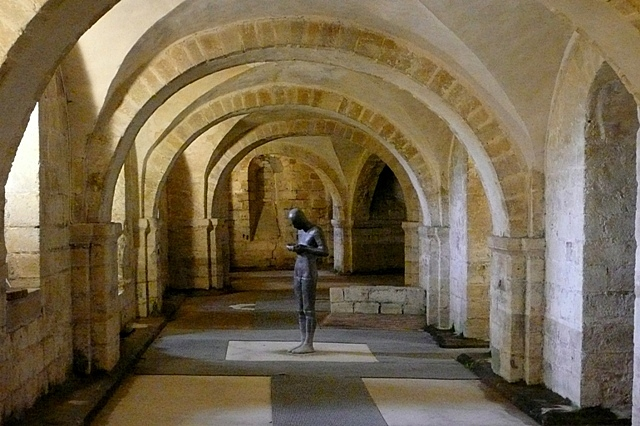
Crypte romane.
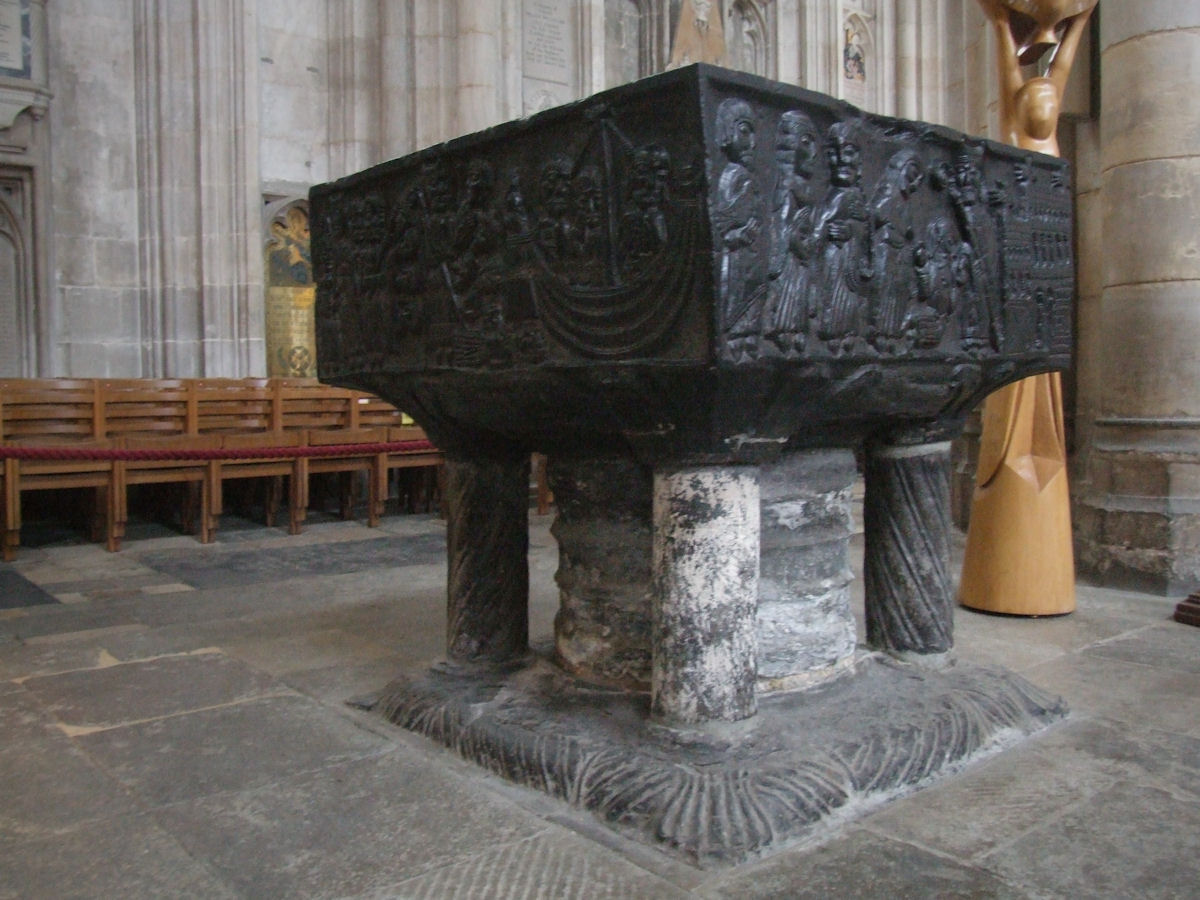
Fonts baptismaux.

### Dissolution des monastères
Le roi Henri VIII prend le contrôle de l'Église catholique en Angleterre et se déclare chef de la nouvelle Église d'Angleterre. La fondation bénédictine, le prieuré de Saint-Swithun, est dissoute. Le prieuré se rend au roi en 1539. Richard Pollard et Thomas Wriothesley, 1er comte de Southampton viennent démonter les sanctuaires et l'autel ; le sanctuaire de saint Swithun est détruit. L'année suivante, un nouveau chapitre est formé et le dernier prieur, William Basyng, est nommé doyen. Marie Ire y épouse Philippe II, roi d'Espagne, en 1554. Les bâtiments monastiques, y compris le cloître et la salle capitulaire, sont démolis, principalement pendant l'épiscopat de l'évêque réformiste Robert Horne de 1560 à 1580.

### XVIIe–XIXesiècles
D'importants changements à l'intérieur ont lieu au XVIIe siècle, dont l'érection d'un jubé par Inigo Jones en 1638-1639, l'insertion d'une voûte en éventail en bois sous la tour de passage (auparavant la tour était ouverte sur l'église) et la destruction de beaucoup de vitraux et d'images médiévales par des soldats parlementaires en décembre 1642, dont la destruction presque complète de l'immense fenêtre Great West par Cromwell et ses hommes. La fenêtre est reconstituée par les citadins en mosaïque à la suite de la Restauration Stuart, mais elle n'a jamais retrouvé son aspect d'origine, les dégâts étaient trop importants,.
Au XVIIIe siècle, de nombreux visiteurs commentent l'abandon de la cathédrale et de la ville ; Daniel Defoe décrit cette dernière vers 1724 comme « un lieu sans commerce… pas de manufacture, pas de navigation ».
D'importantes restaurations suivent au début du XIXe siècle sous la direction de l'architecte William Garbett puis de John Nash. Jane Austen est enterrée dans l'allée nord de la nef en 1817, et de nombreux visiteurs continuent de venir aujourd'hui pour voir sa dernière demeure.

### Restauration duXXesiècle
Au tournant du XXe siècle, la cathédrale de Winchester est en grave danger de s'effondrer ; à l'été 1905, le doyen, William Furneaux, fait face à la destruction imminente du bâtiment. D'énormes fissures sont apparues dans les murs, certaines d'entre elles assez grandes pour qu'un petit enfant puisse s'y glisser, les murs sont bombés et penchés, et des pierres en tombent. Furneaux fait appel à un architecte de premier plan de l'époque, Thomas G. Jackson. Le pronostic de Jackson est sombre : son examen révèle que l'ensemble du bâtiment incline vers le sud-est et s'enfonce dans le sol meuble, probablement en raison de problèmes dans les fondations. Sur ses instructions, de grandes sections du bâtiment sont étayées avec du bois. En 1905, le coût de la réparation est initialement estimé  à 20 000 £.
Jackson, reconnaissant qu'il est dépassé, fait venir l'ingénieur Francis Fox, dont la société a réalisé des projets comme les tunnels sous la Mersey à Liverpool. Jackson et Fox creusent une tranchée jusqu'aux fondations de l'extrémité est et découvrent que les Normands avaient construit toute la cathédrale sur un « radeau flottant » composé d'une couche de hêtres de 15 pouces d'épaisseur, posés en diagonale l'un sur l'autre. Certains de ces hêtres étaient solides, mais d'autres avaient pourri et s'étaient effondrés, et ce faisant, la cathédrale s'est déplacée et s'est enfoncée dans le sol meuble, qui n'est pas assez solide pour supporter l'énorme poids du bâtiment, provoquant des fissures, des renflements et faisant pencher les murs. Fox enlève une couche de terre végétale et dix pieds d'argile, à quel point ils parviennent au « radeau ». En dessous se trouve une solide couche de tourbe, d'environ 8 pieds d'épaisseur, et en dessous, à une profondeur de 16 à 24 pieds sous le sol de la cathédrale, ils rencontrent une couche de gravier, qu'ils ont l'intention d'utiliser comme nouvelle base pour les fondations.
Jackson et Fox proposent de creuser une série de tranchées, au nombre d'environ 50, autour de l'extrémité est, jusqu'au lit de gravier et de construire jusqu'au « radeau » avec du béton et de la brique. Cependant, les murs supérieurs sont si faibles que creuser sous les fondations sans soutenir les murs peut faire tomber la structure. Fox commence à sceller les murs à l'aide de la « Greathead Grouting Machine » pour combler les fissures. Une fois le jointoiement terminé, un nouveau problème survient : lorsque la tourbe a été creusée pour atteindre le lit de gravier, l'eau s'est précipitée jusqu'à une hauteur de quatorze pieds ; la tourbe a agi comme un sceau et, lorsqu'elle a été brisée, l'eau de la rivière Itchen voisine a inondé les tranchées. Cela pose un problème, car il est extrêmement difficile de poser douze pieds de briques et de béton sous l'eau. Jackson commande une puissante pompe à vapeur pour pomper l'eau hors des tranchées. Cela provoque une rupture entre Fox et Jackson, car Fox pense que la puissance de la pompe à vapeur pourrait déstabiliser davantage les fondations et provoquer l'effondrement du bâtiment. Le pompage commence néanmoins.
Au printemps 1906, des signes montrent que Fox avait raison : la cathédrale continue de bouger et de couler, et cette fois, plus rapidement qu'auparavant. On se rend compte pour la première fois qu'il y a un risque sérieux pour des vies humaines. Fox fait une visite sur place en mars 1906 et s'inquiète car l'eau pompée n'est plus claire, elle est trouble, contenant maintenant de la craie. Il ordonne l'arrêt du pompage. La pompe a altéré une couche de limon crayeux entre le lit de tourbe et de gravier, ce qui a encore déstabilisé le bâtiment. Jackson est contre l'arrêt du pompage, car il ne voit pas d'alternative. Fox convoque le plongeur William Walker de Londres, qui arrive à Winchester le 5 avril 1906.

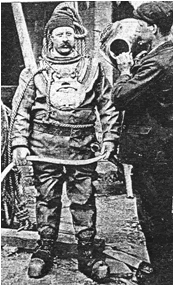
William Walker.

Walker, qui est sans doute le plongeur le plus expérimenté du pays à l'époque, a une tâche extrêmement difficile qui consiste à descendre dans les tranchées inondées dans une combinaison de plongée rudimentaire et immensément lourde et à niveler les tranchées, en enlevant la couche arable de tourbe, puis en posant des sacs de ciment pour boucher l'eau venant d'en bas. La tenue de Walker pèse 200 livres (91 kg) sèche, et les tranchées sont extrêmement exiguës et d'un noir absolu. Il doit tâtonner avec ses mains ; l'eau est pleine de corps et de tombes, ce qui la rend septique. Walker travaille de 6 à 7 heures par quarts presque tous les jours pendant six ans pour y parvenir, plongeant sous une grande partie du bâtiment. Lorsqu'il termine ses travaux en 1911, la pompe peut être utilisée en toute sécurité pour évacuer l'eau sans perturber les fondations. En 1911, des arcs-boutants sont ajoutés le long de la nef sud pour compléter l'ouvrage,,,,.
Un service spécial a lieu le jour de la saint Swithun en 1912, en présence du roi et de la reine pour remercier pour le travail acharné de Jackson, Fox et Walker. Walker est ensuite récompensé par l'Ordre royal de Victoria et est crédité d'avoir sauvé la cathédrale de l'effondrement. Le coût total des travaux s'élève à 113 000 £, soit l'équivalent en 2017 de près de 9 millions de £. Walker a posé plus de 25 000 sacs de béton, 115 000 blocs de béton et 900 000 briques,,

### XXIesiècle

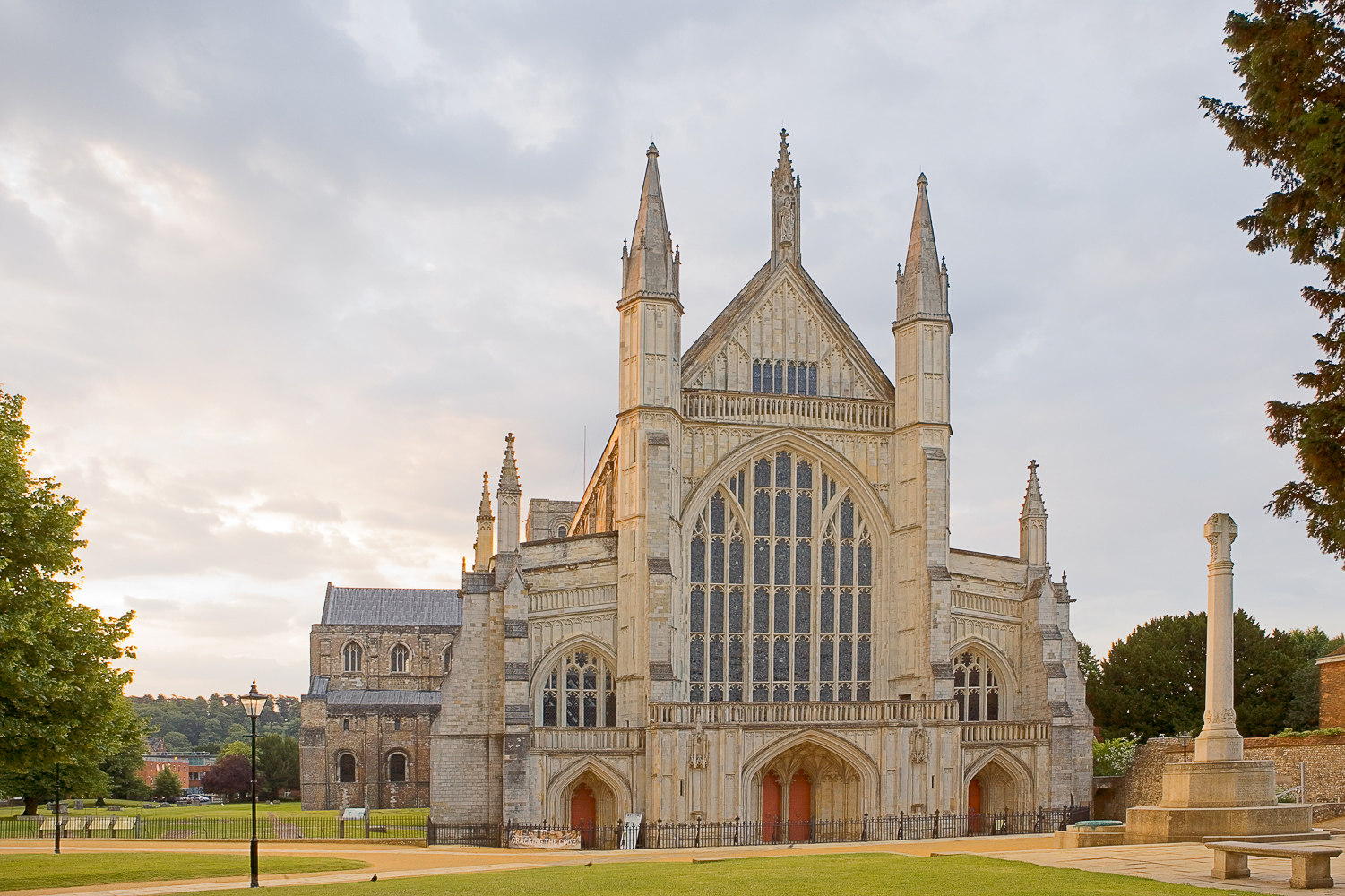
Façade ouest en 2012 après restauration.

Un projet de trois ans de nettoyage et conservation de la nef et la façade ouest, qui ont été nettoyées pour la dernière fois en 1897, est achevé en février 2000. Pendant ces trois années, la nef est couverte d'échafaudages tant à l'intérieur qu'à l'extérieur. À la suite du retrait de l'échafaudage au début de 2000, l'intérieur de la cathédrale est exempt d'échafaudage pour la première fois depuis 1990,.
En août 2006, un incendie quasi catastrophique est évité de justesse, lorsqu'une lanterne céleste volante se coince sur le toit et commence à y mettre le feu. Heureusement, aucun dommage durable n'a lieu et le feu est rapidement éteint. Un porte-parole du Hampshire Fire & Rescue déclare que s'il n'avait pas été repéré, l'incendie aurait pu être d'une ampleur similaire à l'incendie de 1984 à la cathédrale d'York, qui a presque complètement détruit le transept sud.
En mars 2011, une nouvelle extension d'un étage dans le coin de l'allée nord du chœur est achevée. Appelé le bâtiment Fleury après son inauguration officielle par l'abbé de Fleury de l'abbaye de Saint-Benoît-sur-Loire en France, il s'agit de la première nouvelle extension du bâtiment depuis l'agrandissement de la Lady chapel au milieu du XVIe siècle. Le nouveau bâtiment abrite des toilettes, un lieu de stockage et une nouvelle chaudière, remplaçant une installation à proximité à l'hôtel Wessex. La nouvelle extension a coûté 820 000 £, qui ont été collectés par les Amis de la cathédrale de Winchester,.

#### Restauration de 2012-2019

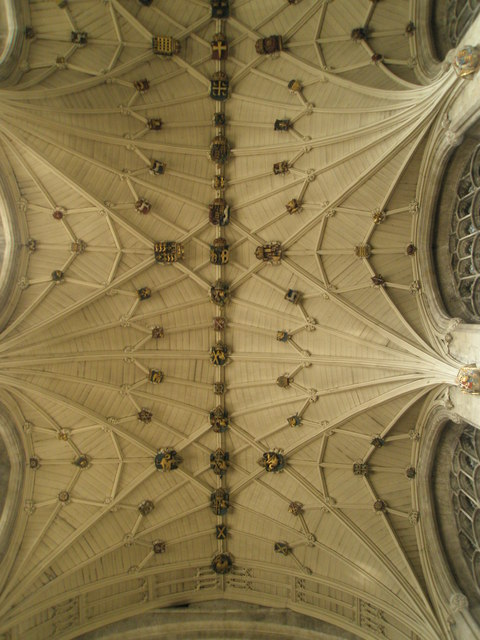
Voûte du chœur en février 2009, avant restauration.

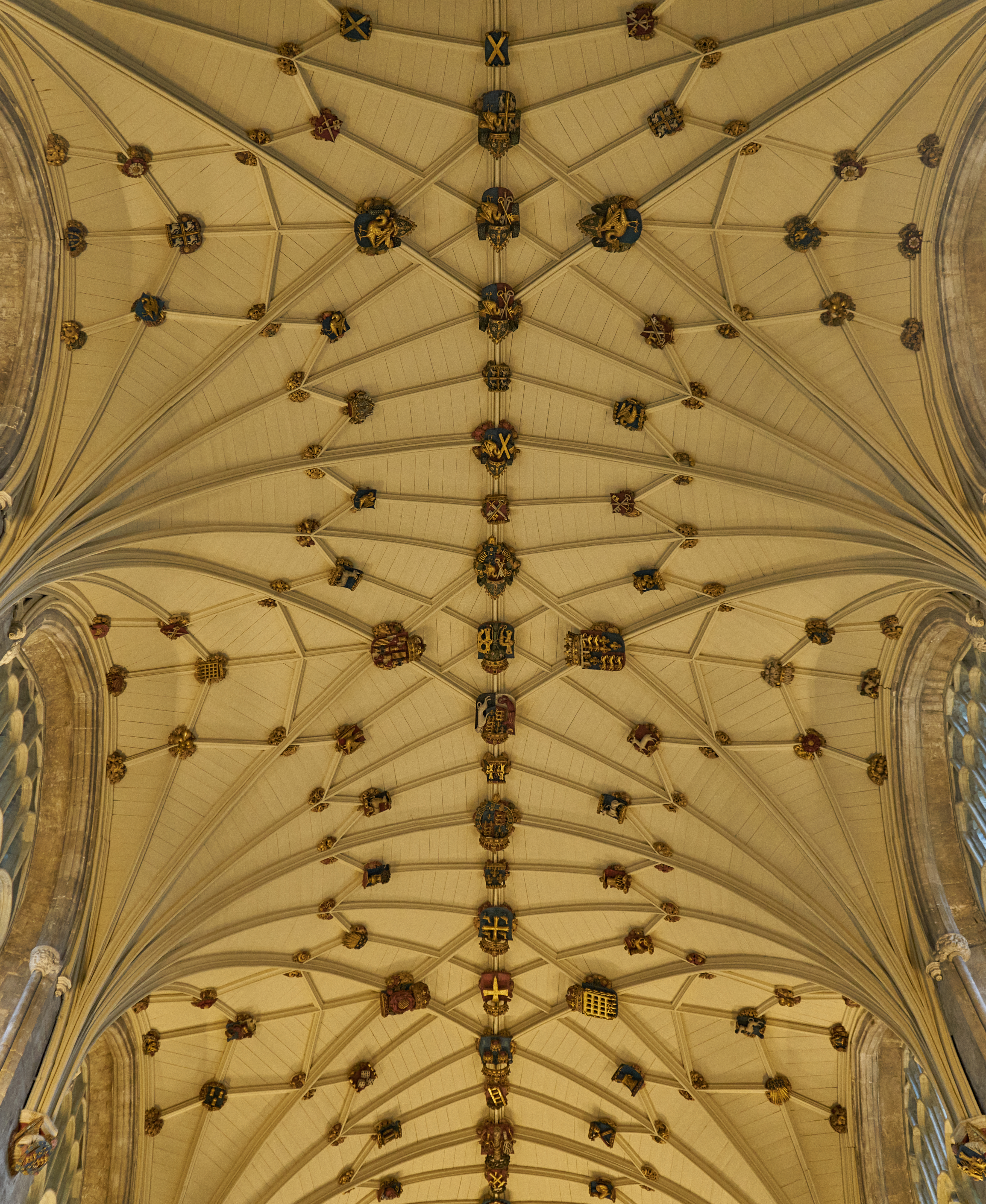
Même voûte en novembre 2020, après restauration.

En septembre 2012, une collecte de fonds commence pour un programme prévisionnel de réparation et d'expansion de 19 millions de livres sterling. Ce projet vise à réparer et à conserver les anciens vitraux de la claire-voie du chœur, à restaurer la voûte en bois du chœur, à remplacer le toit en plomb de l'extrémité est, à recâbler le bâtiment avec un nouveau système de sonorisation et à ouvrir un nouveau lieu d'exposition sur la Bible de Winchester dans le triforium du transept sud.
Fin 2012, un échafaudage en accès interne de haut niveau est érigé dans le chœur pour permettre une inspection minutieuse de la voûte et des fenêtres à claire-voie. La voûte fait l'objet d'une analyse détaillée de sa composition et de ses peintures. Les résultats de l'inspection et de l'analyse révèlent une forte corrosion des fenêtres, dont beaucoup ont des trous et du vitrail effondré ; la défaillance du toit en plomb au-dessus provoque une dégradation de la voûte en bois du chœur du XVIe siècle. Un essai d'élimination de la peinture des années 1950 révèle la peinture du XVIe siècle qui subsiste en dessous sur les près de 200 bossages du toit. En juillet 2013, une subvention de 10,5 millions de livres sterling du Heritage Lottery Fund permet le début des travaux de restauration.
En 2014, un échafaudage suspendu est installé sous la voûte du chœur, où il reste pendant quatre ans. Cet échafaudage, qui pèse 5 tonnes, permet d'approcher de près les voûtes et les fenêtres à claire-voie à réparer. Toujours en 2014, tous ses éléments sont retirés du transept sud, dont 7 000 livres de la bibliothèque, pour lui permettre d'être restauré et préparé pour la nouvelle exposition, « Rois et Scribes », qui doit ouvrir dans le triforium à la fin du projet de restauration. Le transept sud est ensuite empli d'échafaudages et isolé au niveau de l'arc de la tour du reste de la cathédrale, et doit le rester pendant près de trois ans.
En janvier 2015, un échafaudage massif commence à être assemblé à l'extérieur de l'enceinte, pour être surélevé pour couvrir tout le toit du chœur. En mars 2015, une grue de 300 tonnes soulève le cadre d'échafaudage de 27 tonnes à une hauteur de 80 pieds (24,384 m) au-dessus du sol sur le toit. Cet échafaudage, qui a été moulé à la forme du toit, est ensuite recouvert d'une couche imperméable pour permettre d'enlever le plomb en dessous. Au cours des semaines suivantes, 54 tonnes de plomb sont retirées du toit, datant du début du XIXe siècle, et envoyées à Leicester pour être refondues. Cette étape des travaux s'achève en mai 2016 avec l'enlèvement de l'échafaudage extérieur et la fin du remplacement du plomb.
Dans le cadre des travaux de restauration du transept sud en vue de son utilisation comme espace d'exposition, une statue est découverte sur son pignon en 2017. La statue originale, en pierre de Caen, est en très mauvais état. La pierre de Caen est trop tendre comme pierre d'extérieur, notamment sur le faîtage apparent du transept sud où elle est exposée aux vents dominants. La tête a été cisaillée au niveau du cou et plusieurs fissures sont trouvées ailleurs. Le socle supportant la statue est également en très mauvais état. Son examen révèle que la statue remonte à v. 1330 à 1352. Grâce à une subvention du Radcliffe Trust, elle remplacée par une figure grandeur nature nouvellement sculptée d'un ecclésiastique médiéval vêtu d'une aube, en pierre de Portland. En février 2017, il manque encore 200 000 £ pour atteindre l'objectif de collecte de fonds, qui est passé à 20,5 millions de £. Toujours en février, une fosse est créée dans le plancher du transept sud pour permettre l'insertion d'un ascenseur, permettant ainsi à l'exposition sur le triforium du transept sud d'être accessible à tous. Huit pieux sont insérés à une profondeur de 16,4 mètres (53,80577436 pi) sous le sol pour supporter le nouvel ascenseur.

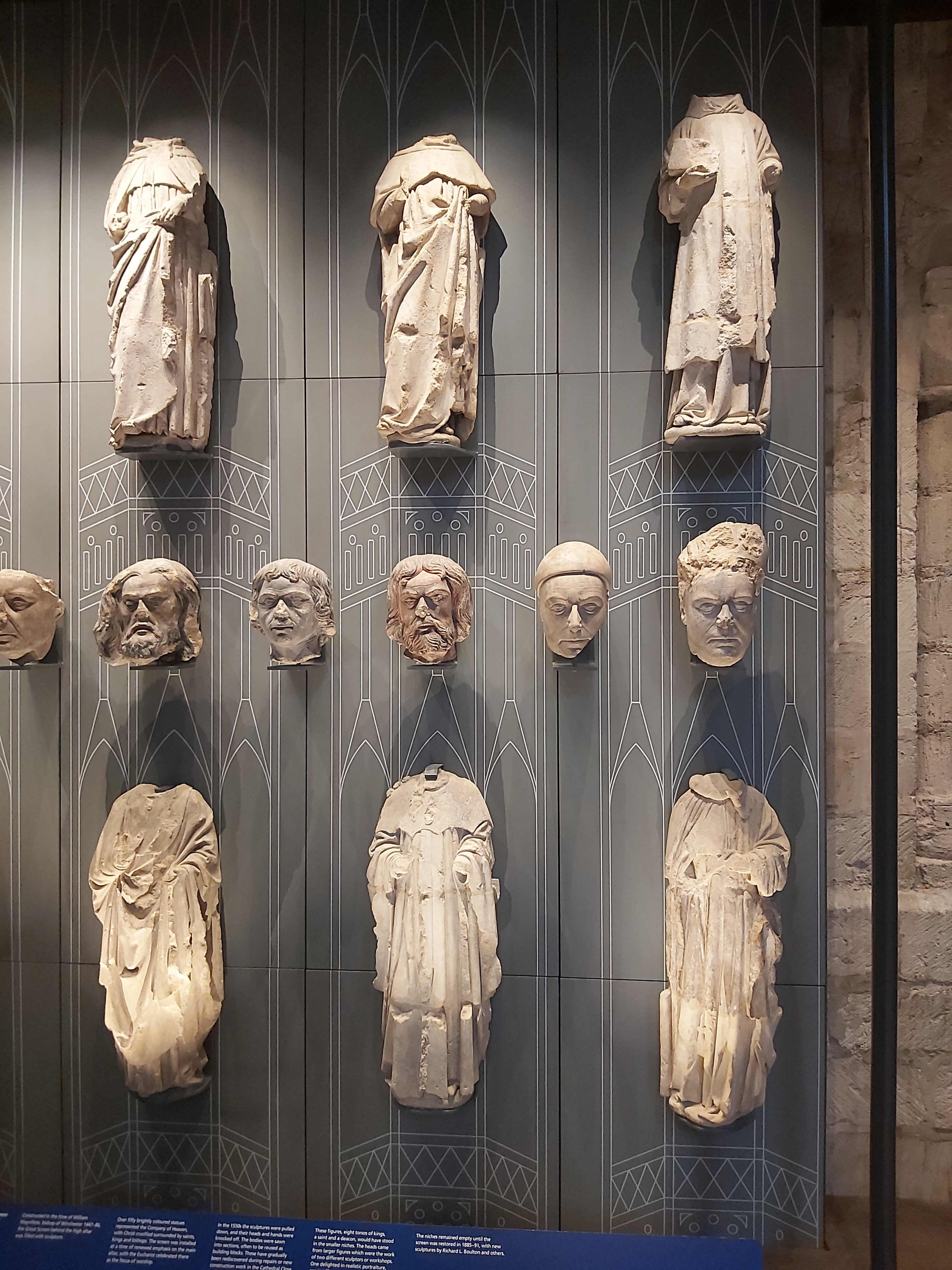
Sculptures en pierre du retable « Great Screen ».

En juin 2017, la cage d'ascenseur et le cadre extérieur sont installés, comprenant 4 tonnes d'acier s'élevant 12,6 mètres (41,33858274 pi) du sol. Pour ce faire, la voûte d'arêtes du XIIe siècle du bas-côté sud du transept est ouverte en première mondiale. La cage d'ascenseur est entièrement autoportante, elle n'exerce aucune pression sur la voûte ou les murs. En novembre, la dernière fenêtre à claire-voie est réinsérée. Ces fenêtres avaient été retirées début 2015 et envoyées à Wells (Royaume-Uni) pour restauration. La grande fenêtre est a également été restaurée mais est si fragile que les travaux de conservation sont achevés in situ. Au moment où ces réparations des fenêtres sont terminées, la conservation de huit fenêtres du transept nord commence, dont le plus ancien vitrail de la cathédrale, datant de 1330. Une nouvelle mezzanine en chêne est installée dans le triforium pour empêcher les visiteurs de marcher sur le sol inégal. L'ascenseur en verre est installé dans le cadre pendant cette période, composé de 18 panneaux, le plus grand pesant environ 550 kilogrammes.
À partir de janvier 2018, l'échafaudage suspendu installé en 2014 est lentement retiré en raison de l'achèvement des réparations de la voûte et des fenêtres, permettant de voir celles-ci pour la première fois depuis près de quatre ans. Le retable en pierre, datant de 1450 à 1476, appelé le « Great Screen » (« Grand Ecran »), est nettoyé pour la première fois depuis 1890.
L'ensemble du projet s'achève le 21 mai 2019, avec l'ouverture de l'exposition « Rois et Scribes » dans le transept sud, la suppression de tous les échafaudages intérieurs et extérieurs et la réouverture du transept sud, fermé depuis cinq ans, soit environ deux ans et demi plus tard que prévu initialement.

## Architecture
La cathédrale de Winchester est l'une des plus grandes cathédrales gothiques d'Europe du Nord et la plus longue en longueur totale. Le bâtiment montre l'évolution des styles de construction architecturaux depuis le normand dramatique des transepts de la cathédrale primitive normande jusqu'au gothique perpendiculaire tardif à l'extrémité est. Le bâtiment actuel a été commencé en 1079 et a été achevé en 1532. La cathédrale a un plan cruciforme, avec une longue nef, des transepts, une tour  centrale, un chœur, un arrière-chœur et une chapelle de la Vierge,. Plusieurs pierres ont été utilisées pour la construire, dont du calcaire de Quarr de l'île de Wight, de la pierre de Bath ou de l'oolithe réutilisé de la vieille cathédrale démolie, de la pierre de Caen de Normandie, de la pierre de taille, de la pierre des carrières de Beer (Devon) et  du marbre de Purbeck. La cathédrale mesure 558 pieds (170,1 m) de long, la voûte a une hauteur de 78 pieds (23,8 m). La tour centrale s'élève à 150 pieds (45,7 m).
Les travaux sont commencés avec l'évêque Edington (1345-1366) qui souhaite que ses biens soient dépensés pour l'achèvement de la nef qui tombe en ruine. Ils débutent par l'extrémité ouest de la façade, deux fenêtres et deux arcs sur la paroi extérieure du côté nord et une fenêtre sur celle du côté sud. La grande fenêtre de l'ouest avec les porches ouest peuvent être attribués à Edington et sont totalement différents des travaux suivants.
Guillaume De Wykehan, évêque en 1367 s'attèle immédiatement à la réparation de tous les bâtiments épiscopaux et achète des carrières de pierre. Le côté sud de la nef est presque terminé et le bas-côté nord commencé. Les structures normandes sont plus conservées dans le côté sud que du côté nord.

### Transepts
Les transepts nord et sud sont les plus anciennes sections inchangées de la cathédrale actuelle, construites sous les auspices de l'évêque Vauquelin de 1079 à 1098. Leur construction est massive, mesurant 209 pieds (63,7032 m) de long avec des murs s'élevant à 75 pieds (22,86 m). Les transepts sont divisés en trois sections de hauteur presque égale, comportant une arcade au niveau du sol, un triforium et un claire-voie. Les deux transepts ont des bas-côtés est et ouest, chacun contenant une petite chapelle. Les fenêtres des transepts sont pour la plupart normandes, à l'exception de la claire-voie et du pignon sud du transept sud dans lesquels des fenêtres gothiques décorées sont insérées, y compris une petite rosace. La voûte du bas-côté du transept sud a été percée lors de la restauration de 2012-2020 pour permettre l'installation d'un ascenseur jusqu'au triforium,,,,.

### Tour
La tour centrale, qui ne s'élève qu'à un étage au-dessus du toit à forte pente de la nef, a été reconstruite dans le style normand après son effondrement en 1107. Il est documenté qu'elle était à l'origine destinée à être plus haute. L'intérieur est très décoré, avec des sculptures en dents de chien, ce qui indique en outre qu'elle était destiné à être un lieu d'éclairage, potentiellement avec un beffroi au-dessus. On ne sait pas si un autre étage était prévu ou non, mais une voûte en bois a été construite en 1635 pour permettre l'installation de cloches au-dessus, fermant ainsi les étages supérieurs de la tour à la cathédrale en contrebas. Sous la tour se trouve le chœur, séparé de la nef par un grand écran en bois complexe datant des années 1870, de George Gilbert Scott. Derrière, se trouvent les stalles du chœur et les miséricordes dont certaines datent de 1308 et sont en chêne sculpté,,,.

### Nef

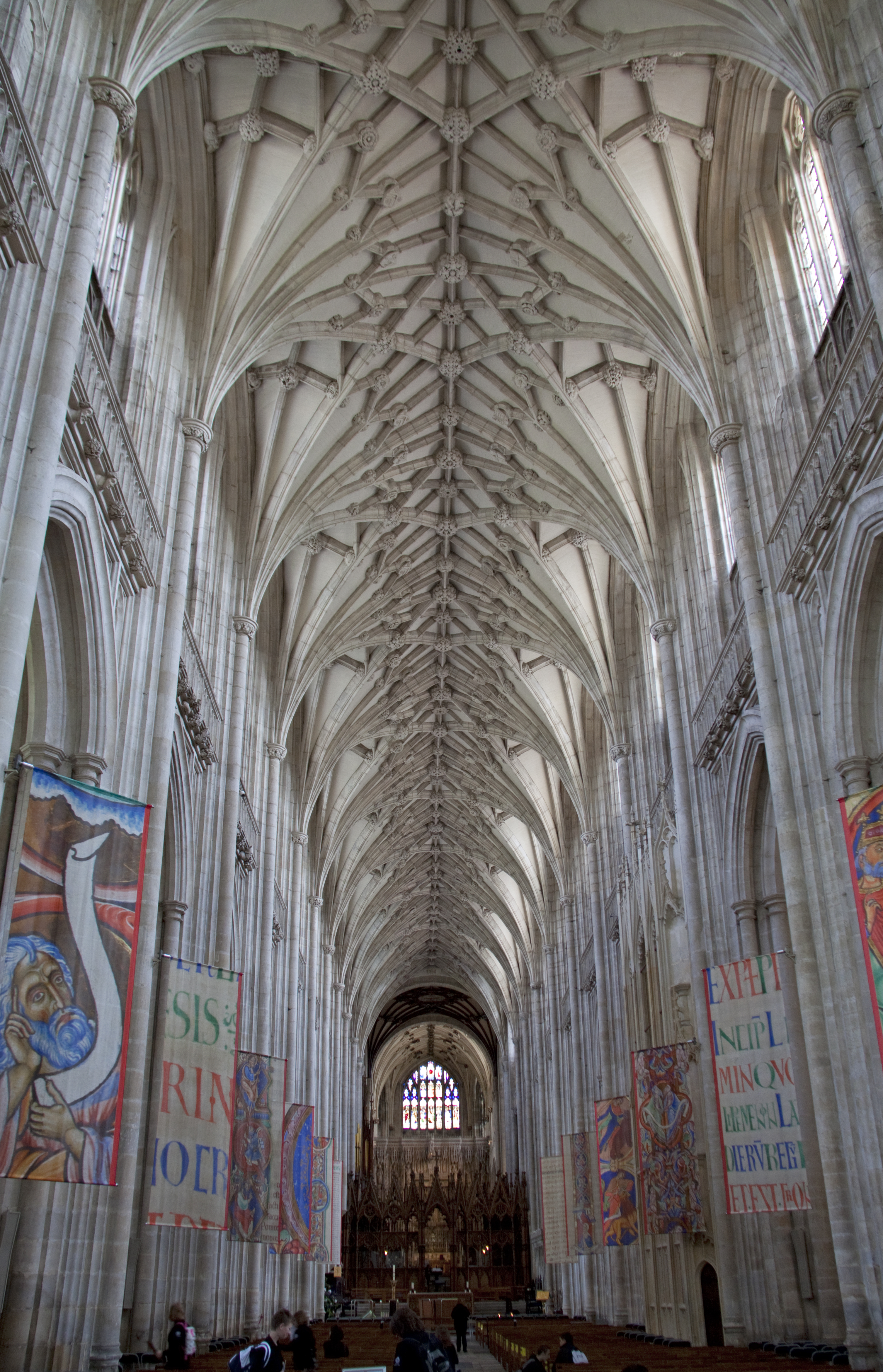
Nef en gothique perpendiculaire.

La nef, construite à l'origine entre environ 1100 et environ 1129, a été remodelée dans le style gothique perpendiculaire de 1346 à 1420, conservant une grande partie de l'œuvre normande originale en l'enveloppant de nouvelles pierres et en remaniant les élévations, en fusionnant la structure à trois niveaux précédente, comme dans les transepts, en deux. C'est l'une des nefs gothiques les plus larges du pays et la plus longue nef de ce type en Europe. Elle a une voûte en pierre spectaculaire, complétée par des centaines de bossages. Les bas-côtés sont également voûtés en pierre et sont plutôt étroits par rapport à la nef centrale, ce qui donne à la fois une impression de largeur et de hauteur. La nef, y compris les bas-côtés, mesure 82 pieds (24,9936 mètres) de large,,,.
La nef est un des plus curieux cas de transformation d'un bâtiment normand en un modèle complet et parfait du XIVe siècle et du XVe siècle dans le style gothique perpendiculaire. Ces travaux sont contemporains de ceux de la cathédrale de Canterbury où on a fait le choix de démolir les structures existantes.
La voûte de la nef est datée par des marques du cardinal Henri Beaufort et de son père et celles de l'évêque Waynflete, successeur immédiat de Wykehan.

### Arrière-chœur et chœur
L'extrémité est de la cathédrale a été construite en deux étapes. La section la plus ancienne est l'arrière-chœur entre le maître-autel et la chapelle de la Vierge, qui a été construit entre 1202 et v. 1220 dans le style gothique primitif anglais. Il possède également une voûte en pierre, avec de nombreuses chapelles de chantry très décorées des différents évêques de l'époque. Il aurait été utilisé comme modèle pour la cathédrale de Salisbury, dont la construction a commencé juste au moment où la construction de l'arrière-chœur de Winchester touchait à sa fin. Lorsque ces travaux ont été achevés, l'abside normande d'origine a été démolie. Deux grands arcs dans le mur ouest de l'arrière-chœur permettent d'avoir une vue sur l'arrière du retable. L'arrière-chœur présente une particularité avec ses travées centrales légèrement plus hautes que les bas-côtés qui les entourent. Les bas-côtés sont éclairés par de grandes fenêtres à lancette,,,,.
Le chœur est la section la plus récente de l'extrémité est, construit dans le style gothique perpendiculaire de 1458 à 1520. Il se compose de quatre travées, avec des bas-côtés nord et sud. Comme la nef remodelée, il comporte deux étages, au lieu des trois visibles dans les transepts nord et sud, la différence étant que ses fenêtres sont plus grandes que leurs homologues de la nef. Contrairement à la nef, le chœur a une voûte en bois peinte pour ressembler à de la pierre. La voûte possède certains des bossages de toit les plus décoratifs et les plus colorés de la cathédrale. La chapelle de la Vierge est également très agrandie à l'époque de l'évêque de Courtenay (1486-1492), dotée de nouvelles baies à l'est, avec une grande fenêtre à sept lumières. La voûte de la travée ouest, qui remonte à l'époque de l'arrière-chœur, a également été refaite à l'époque de Courtenay et présente désormais des voûtes de liernes en étoile très travaillées. La chapelle sud-est de l'arrière-chœur, attenante à la chapelle de la Vierge, a également été remaniée à cette époque, principalement par le successeur de Courtenay, Thomas Langton, qui lui donne une pseudo voûte en éventail qu'il peint en bleu. Contrairement au reste de la cathédrale, la voûte colorée survit,,,.
Les nefs latérales du chœur sont l'œuvre incontestable de l'évêque Fox (1501-1529) et les piles en gothique décoré datent de 1320. Les murs extérieurs des collatéraux du chœur sont le plus richement décorés de moulures et de panneaux et de nobles fenêtres dans le meilleur gothique perpendiculaire. Une partie du travail est du début de la période de l'évêque Edingdon (1345-1366).
Chapelle de la Vierge
On y trouve un mélange de styles: les murs nord et sud à l'ouest conservent la riche arcade en gothique primitif de l'évêque De Lucy et à l'est de grandes fenêtres en gothique perpendiculaire. La voûte est complexe avec un beau travail de liernes. La partie ouest de la chapelle a des panneaux richement sculptés ; la partie inférieure des murs est peinte. Elle est datée par les marques de l'évêque Hunton Avant (1470-1498), puis de l'évêque Silkstede mort en 1524.
Chapelle sud
La chapelle sud est aménagée comme une fondation par Monseigneur Langton mort en 1500. Les boiseries sont très belles et riches. La voûte est encore plus élaborée que celle de la chapelle de la Vierge.

### Crypte
La crypte, un vaste vestige normand, s'étend sous une grande partie de l'extrémité est du bâtiment. Elle a de nombreuses sections et bas-côtés. Sa voûte en pierre date de la fin du XIe siècle, tout comme les transepts. Une statue proéminente par Antony Gormley d'un homme grandeur nature, y a été installée depuis les années 1980. Elle est souvent inondée en hiver en raison de la nappe phréatique élevée,,,,.

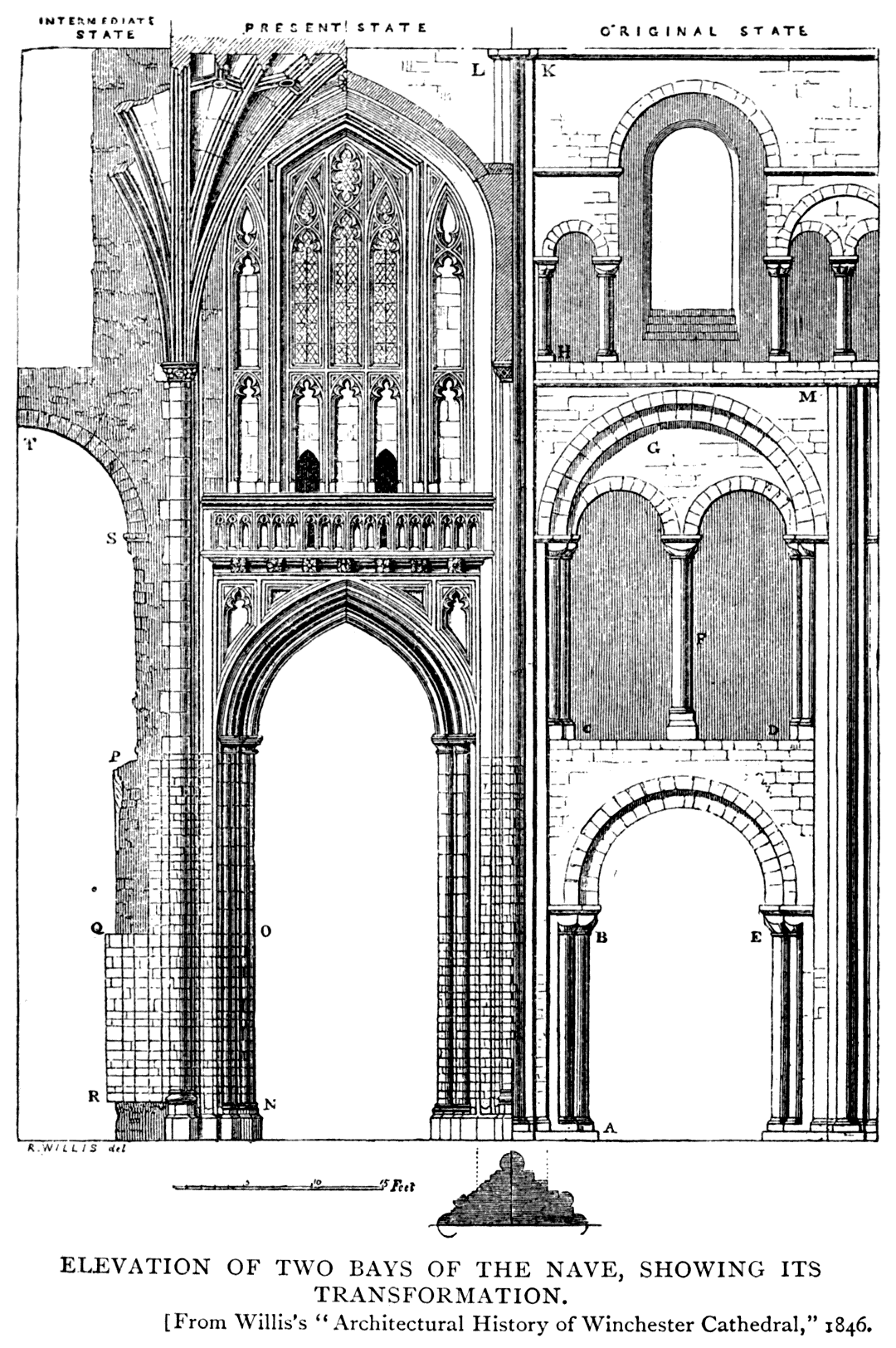
Coupe transversale de la nef montrant comment elle a été transformée du normand au gothique
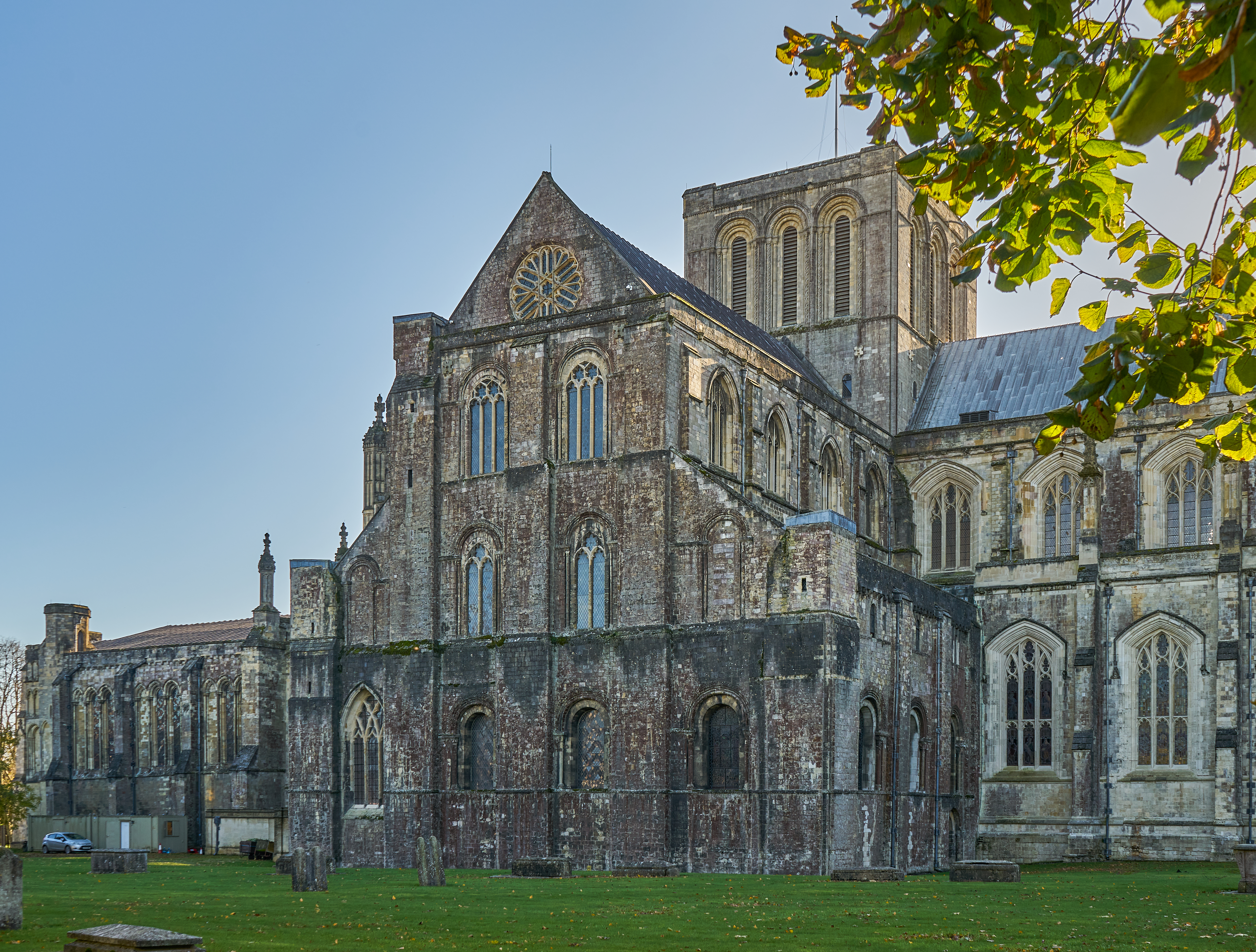
Tour centrale normande et transept Nord.
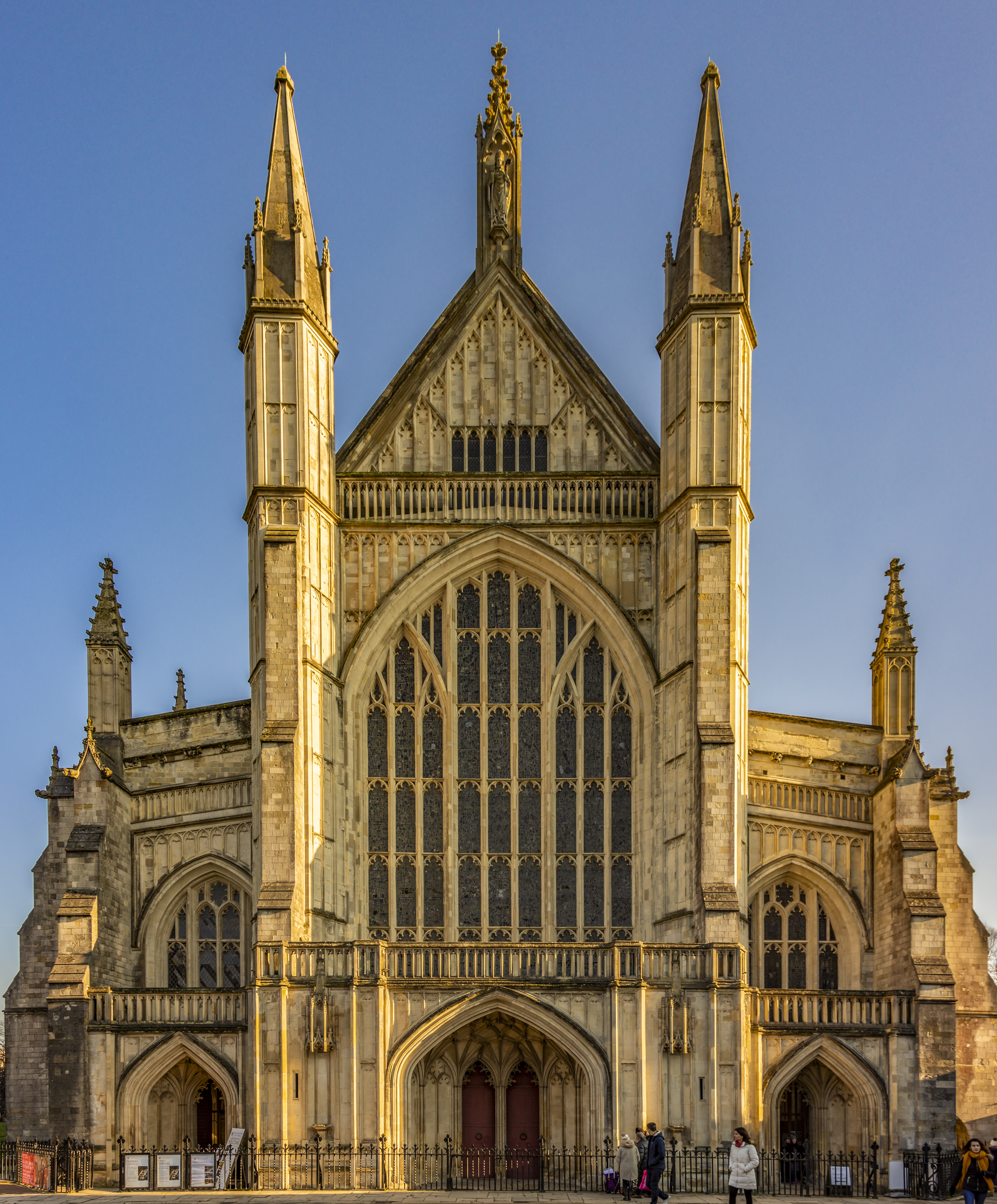
Façade ouest de l'évêque Edington.
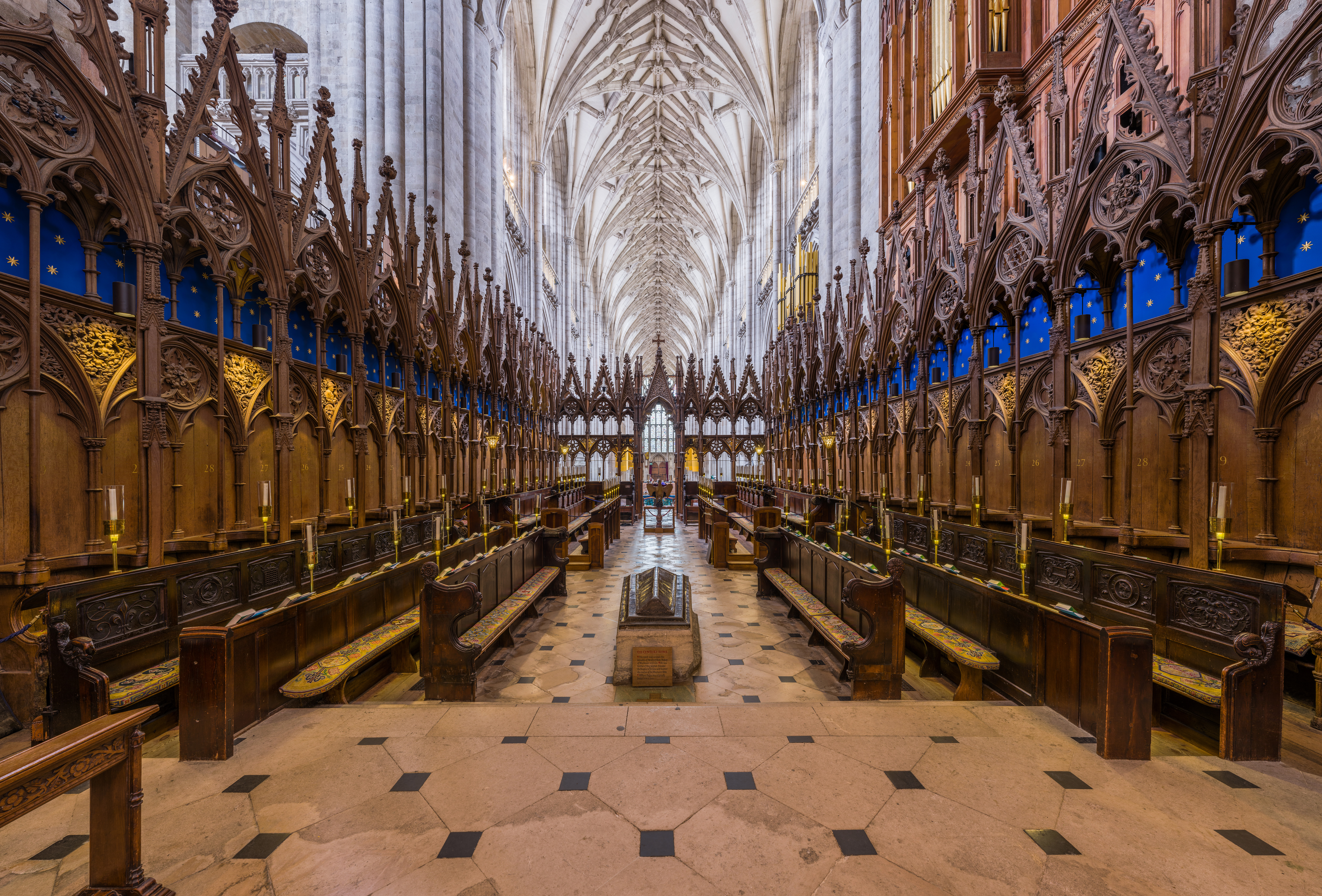
Stalles et écran du chœur.
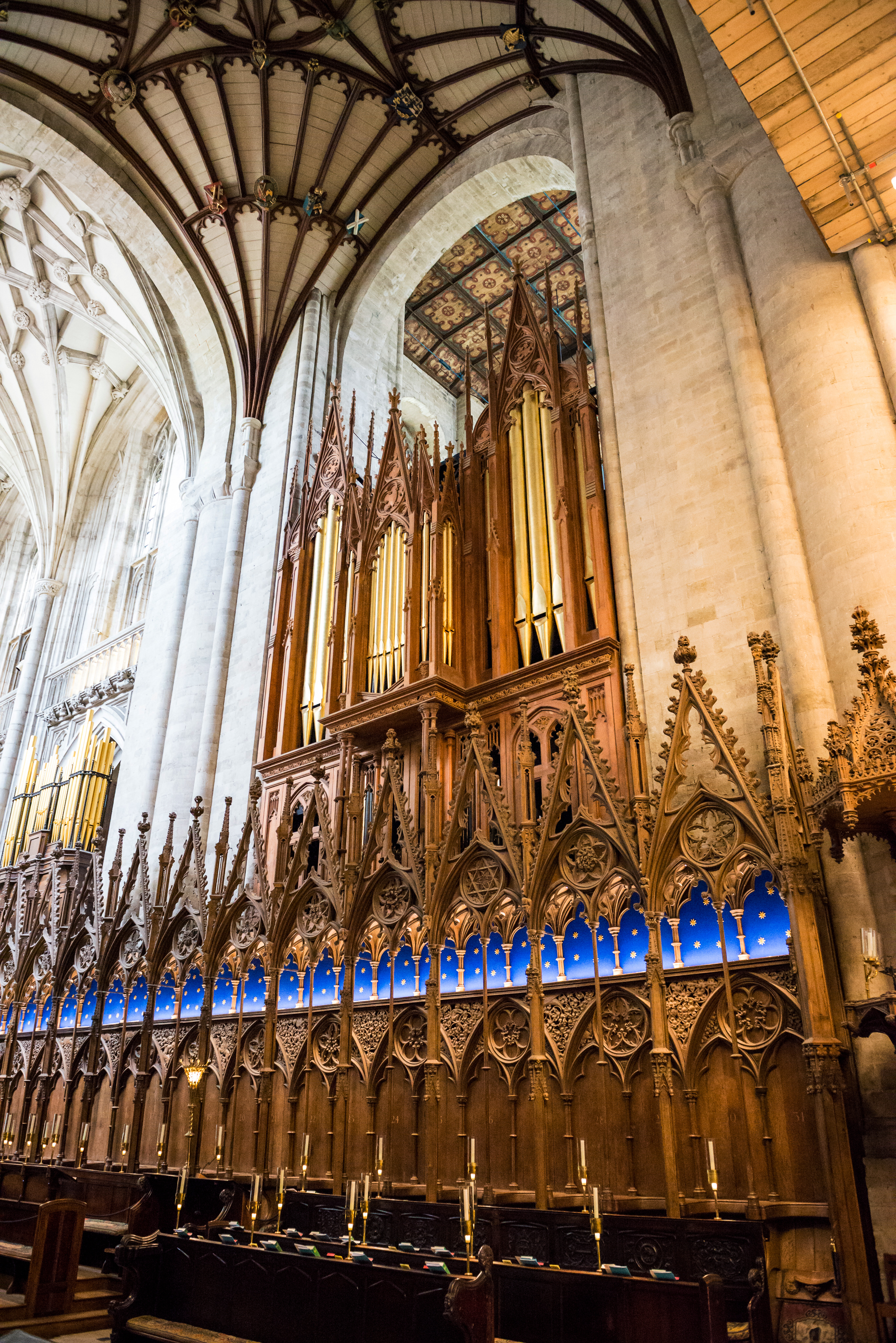
Stalles des chœur, orgue, tour arche et voûte en éventail.
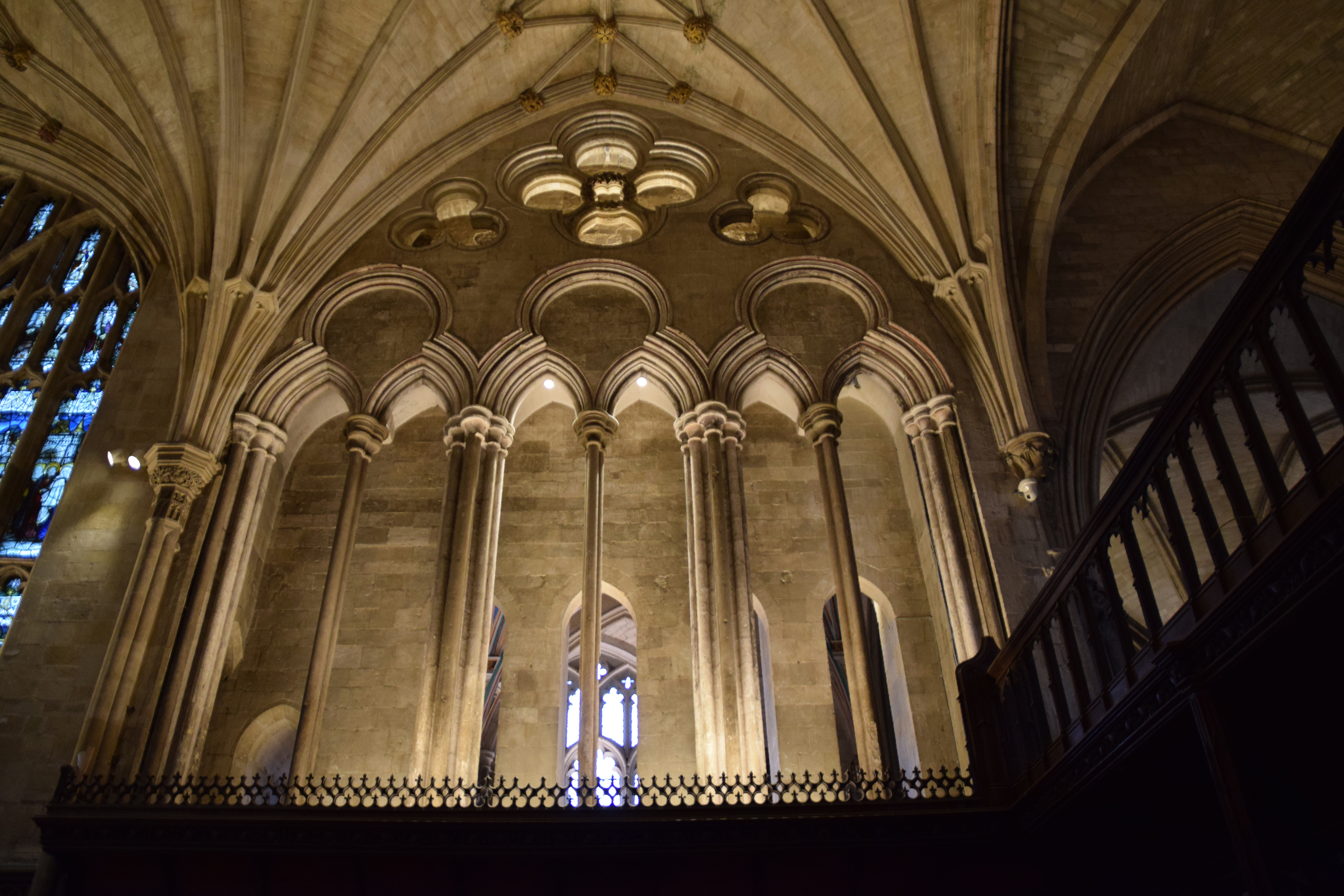
Détail de la chapelle de la Vierge.
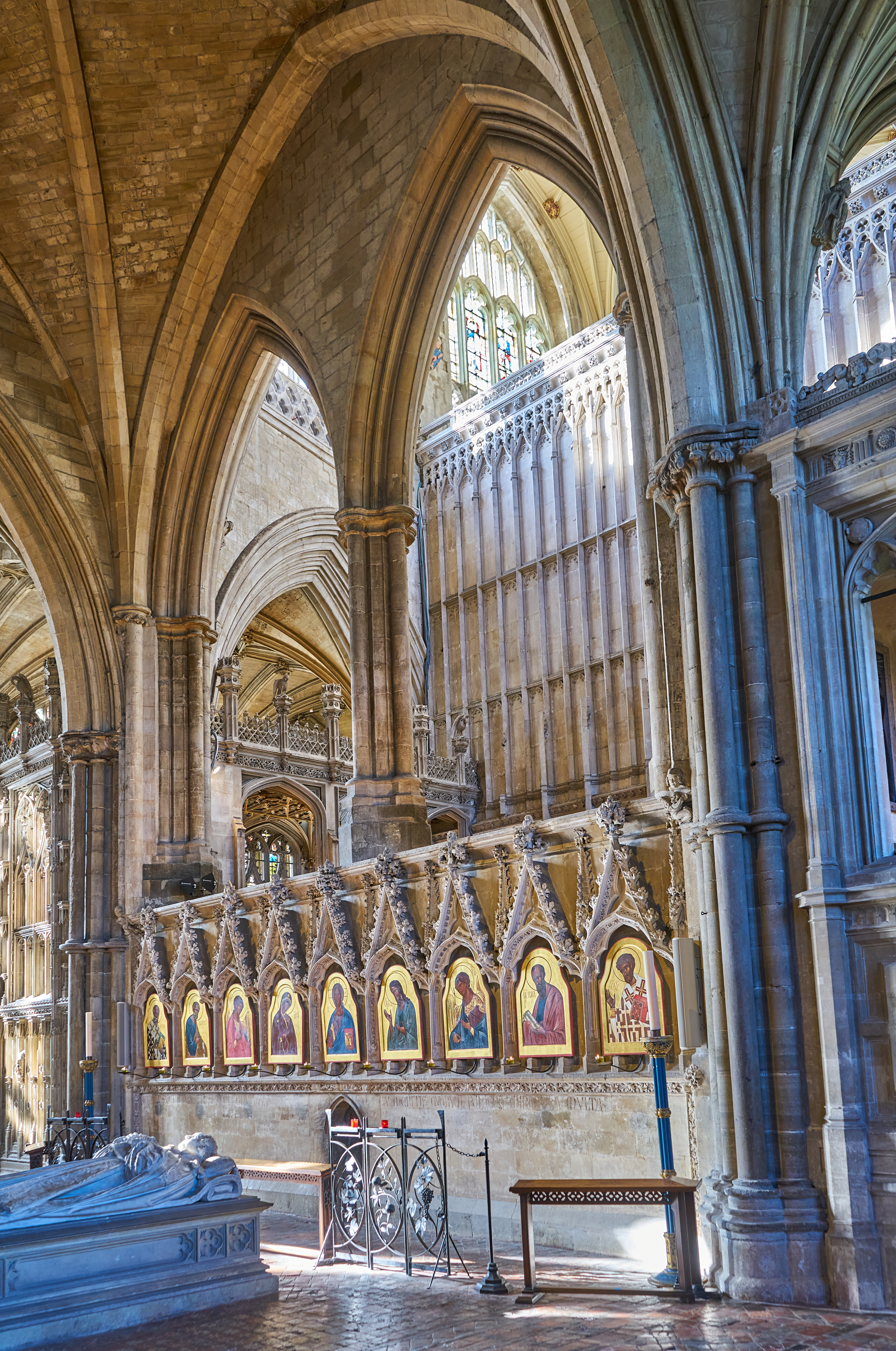
Arcs coupés dans l'abside.
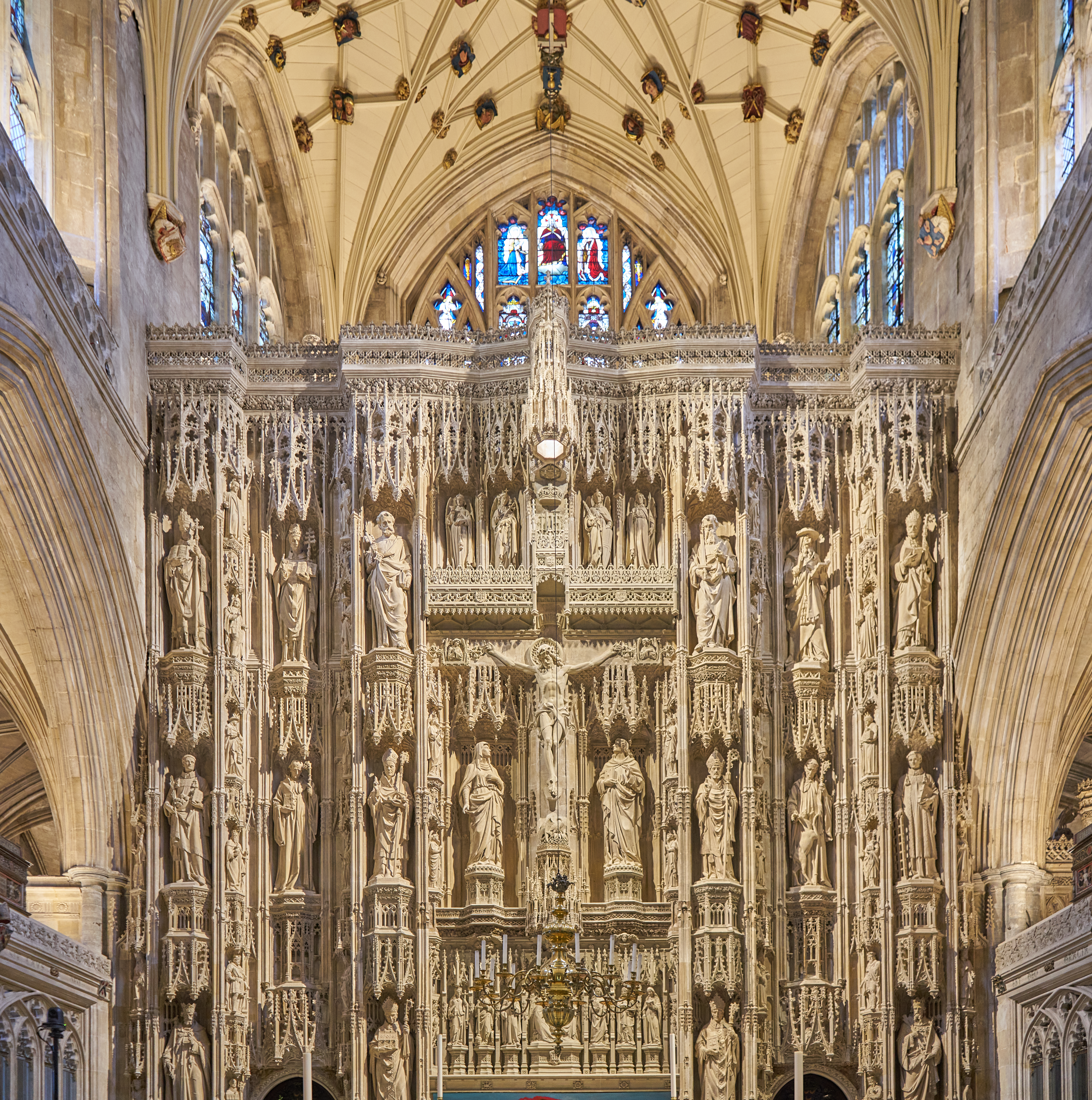
Retable et Grand Écran, 1450 à 1476.

## Vitraux
Une grande partie des vitraux de Winchester a été perdue à l'époque d'Oliver Cromwell alors Lord-protecteur lorsque l'énorme fenêtre Great West a été brisée par les Têtes-Rondes, tout comme de nombreuses autres fenêtres dans les niveaux inférieurs du bâtiment. Le vitrail de la grande fenêtre ouest a été reconstitué avec du verre clair sous forme de mosaïque après la restauration.
La plupart des vitraux survivants se trouvent dans les niveaux supérieurs de la cathédrale, comme dans la grande fenêtre est, qui a été restaurée dans le cadre de la restauration de 2012-2020. Elle date des années 1620 et présente le travail d'artisans flamands, dont le travail peut également être vu dans King's College Chapel à Cambridge. Une grande partie du vitrail de la claire-voie du chœur date de 1404 à 1426 et a été fabriqué par Thomas d'Oxford. Une rosace est visible dans le pignon du transept nord. Le plus ancien vitrail de la cathédrale se trouve dans le transept nord, datant de 1330.

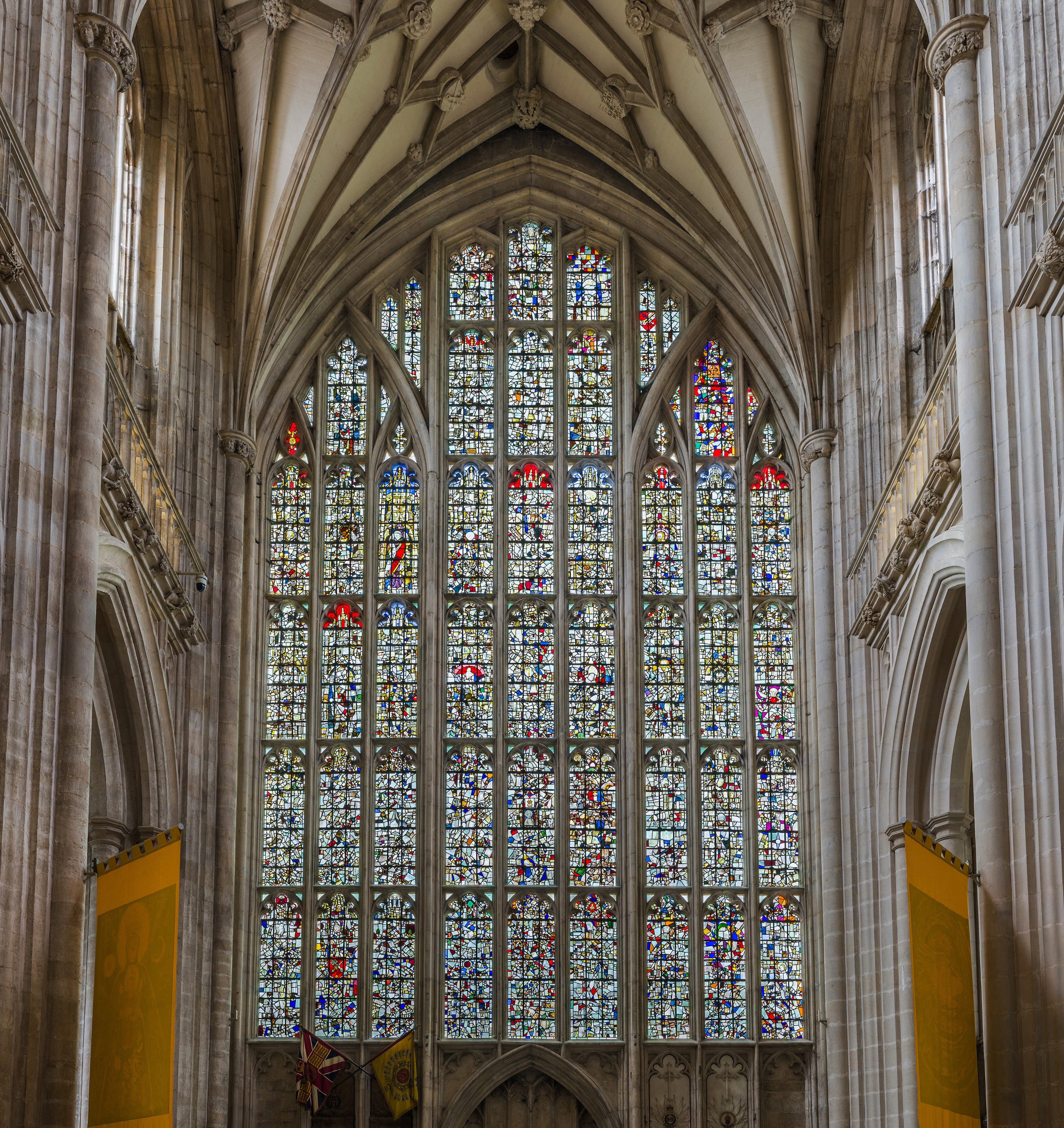
Great West Window, maintenant une mosaïque.
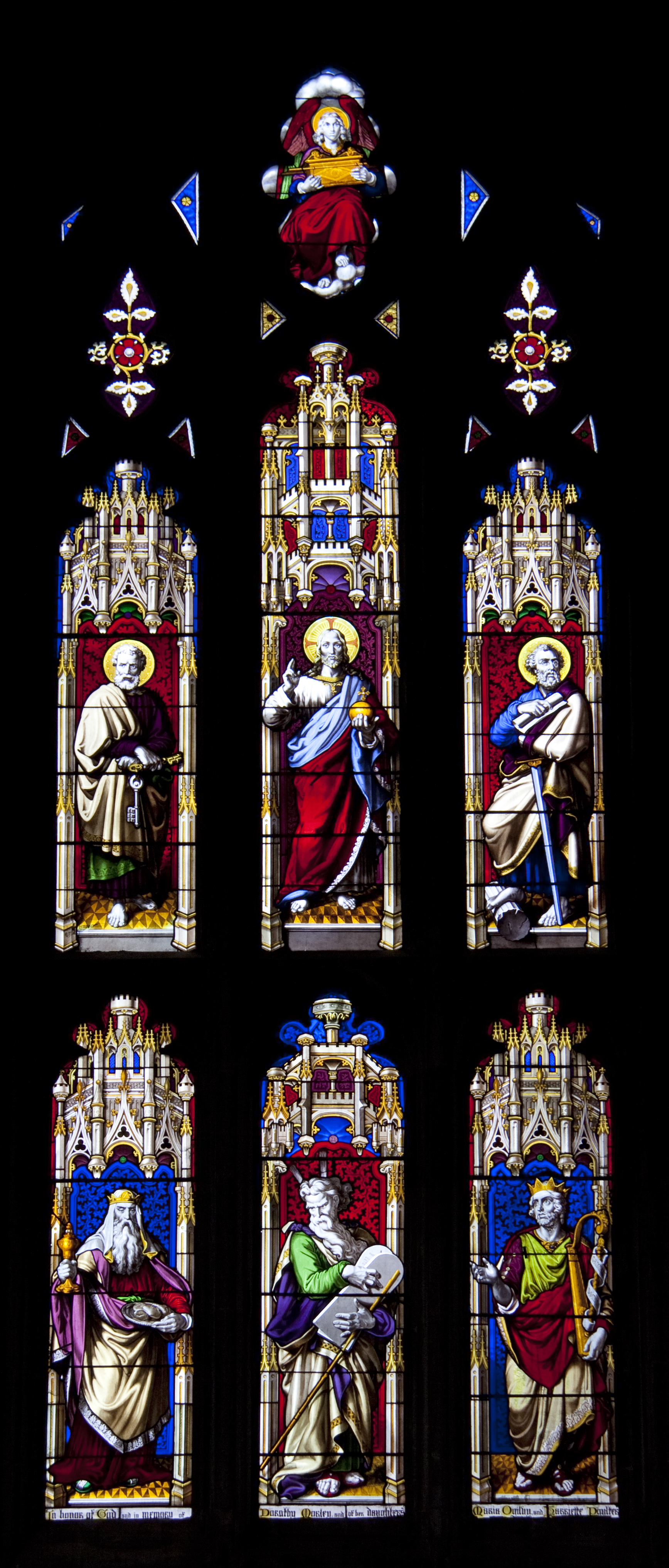
Vitraux dans l’une des fenêtres de la nef.
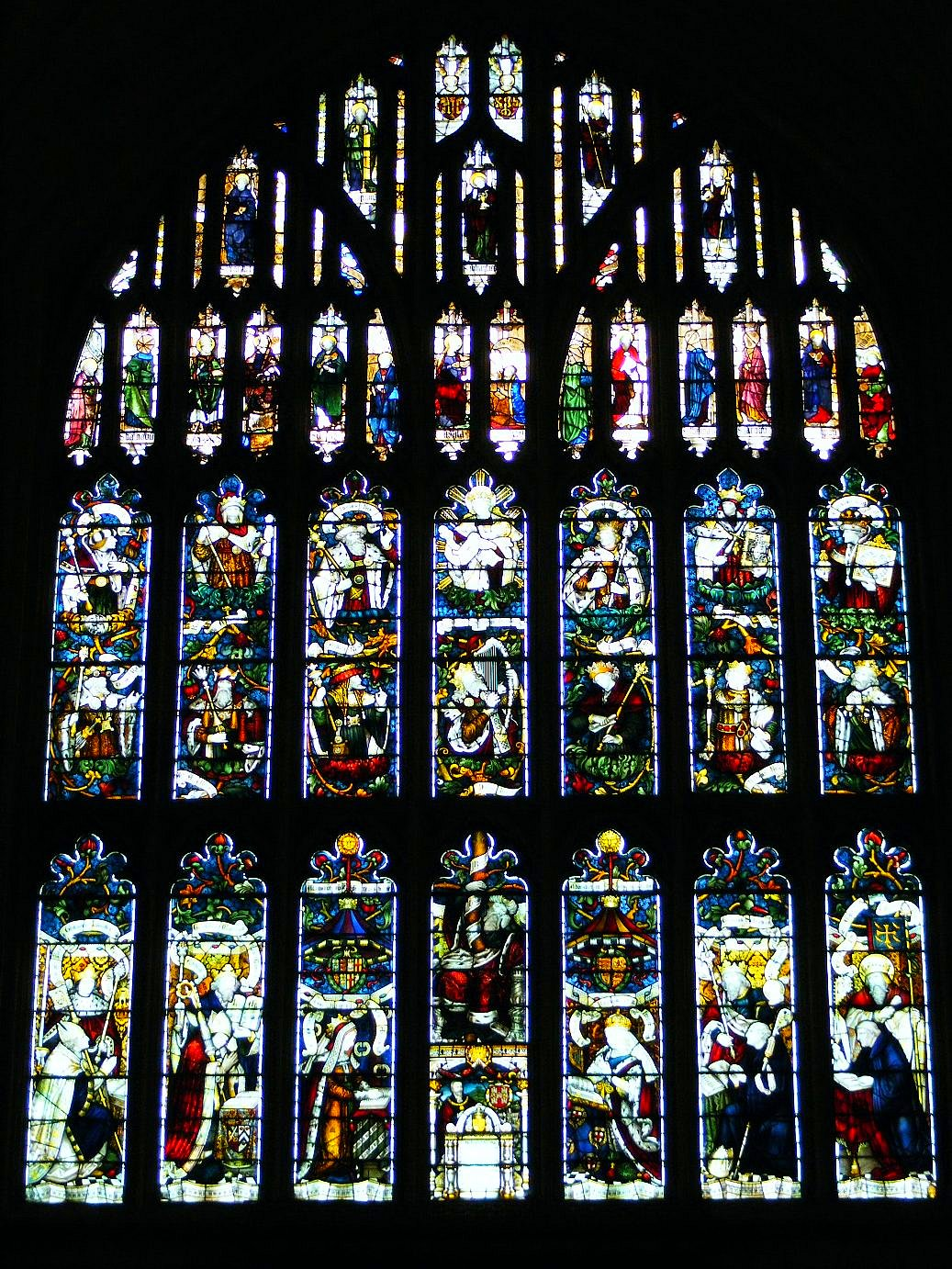
Vitrail de la chapelle de la Vierge.
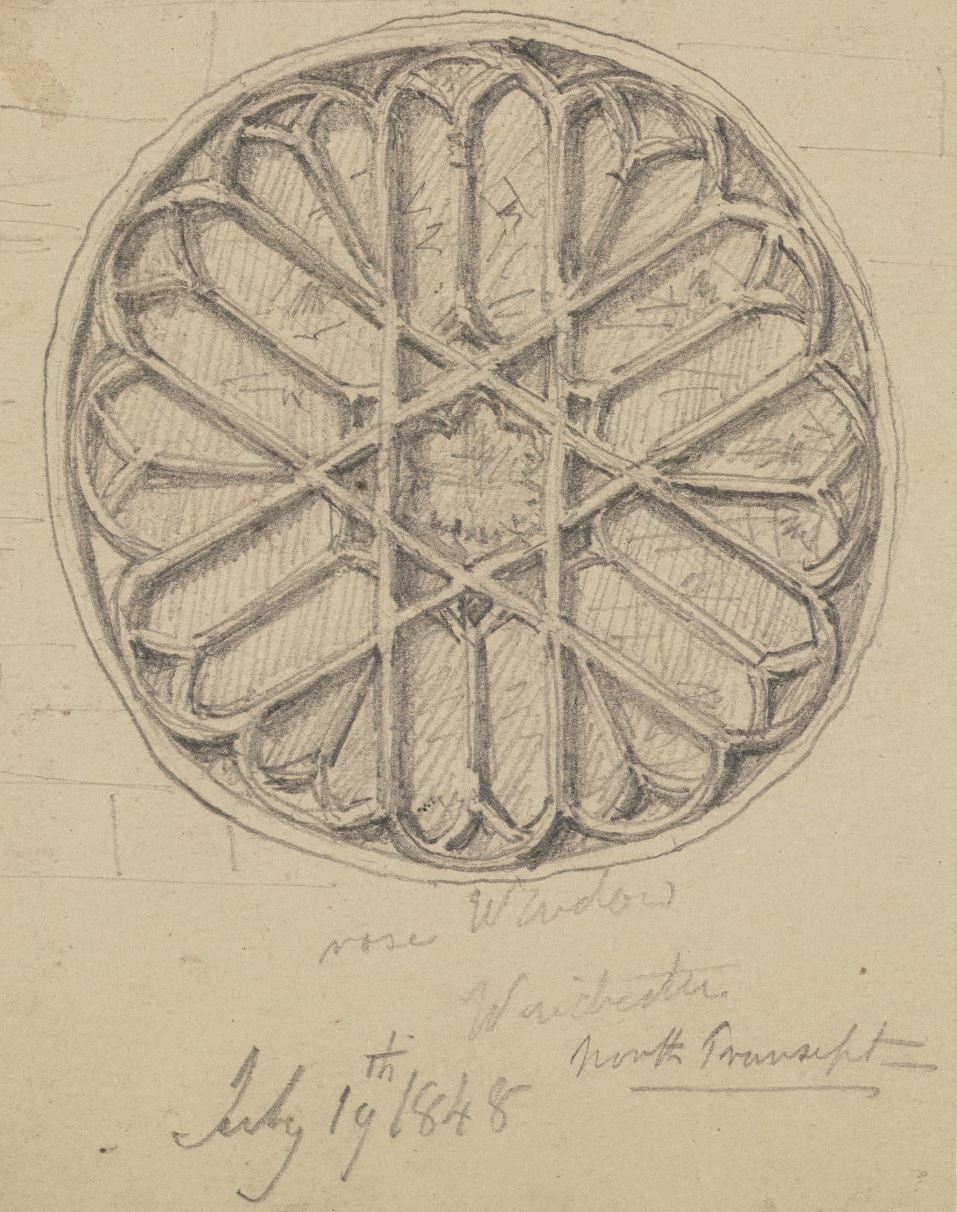
Gravure de la rosace du transept Nord.

## Voûtes
Une grande partie du bâtiment est voûtée, en pierre ou en bois. La partie voûtée la plus ancienne de l'édifice est la crypte du XIe siècle entièrement voûtée en pierre. La nef et les bas-côtés sont voûtés en pierre des carrières de Beer (Devon). Les bas-côtés du chœur, la chapelle de la Vierge et le l'arrière-chœur sont également voûtés en pierre. La voûte sous la tour centrale et enjambant le chœur est voûtée en bois, peint pour ressembler à de la pierre. De nombreuses chapelles chantry ont des voûtes en éventail. La plus haute voûte de la cathédrale est à 78 pieds (23,7744 mètres) au-dessus du sol. Les transepts ne sont pas voûtés sauf dans les bas-côtés, mais ont des plafonds en bois du XIXe siècle.

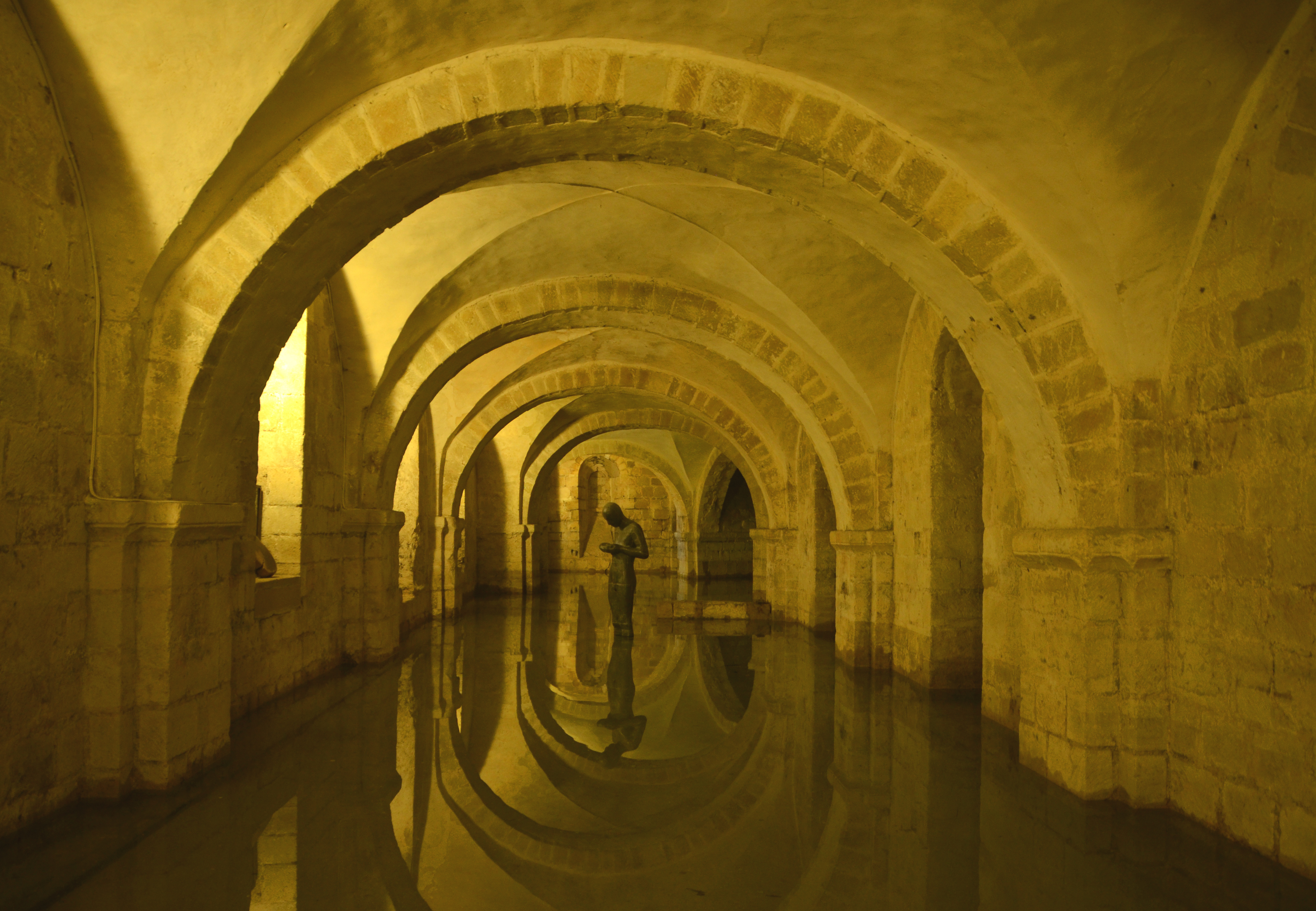
Voûte normande dans la crypte
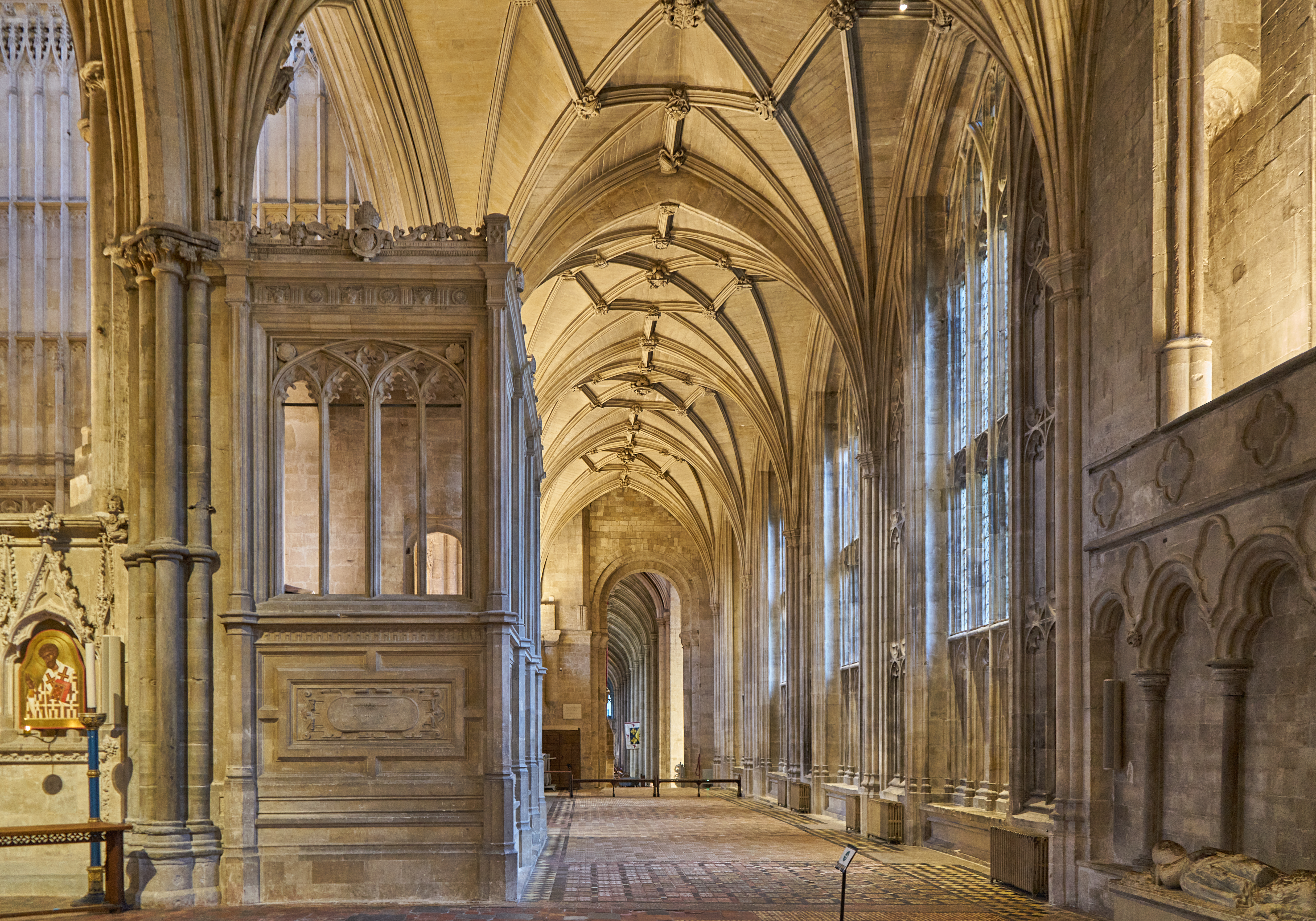
Voûtes dans les allées du chœur, primitif anglais
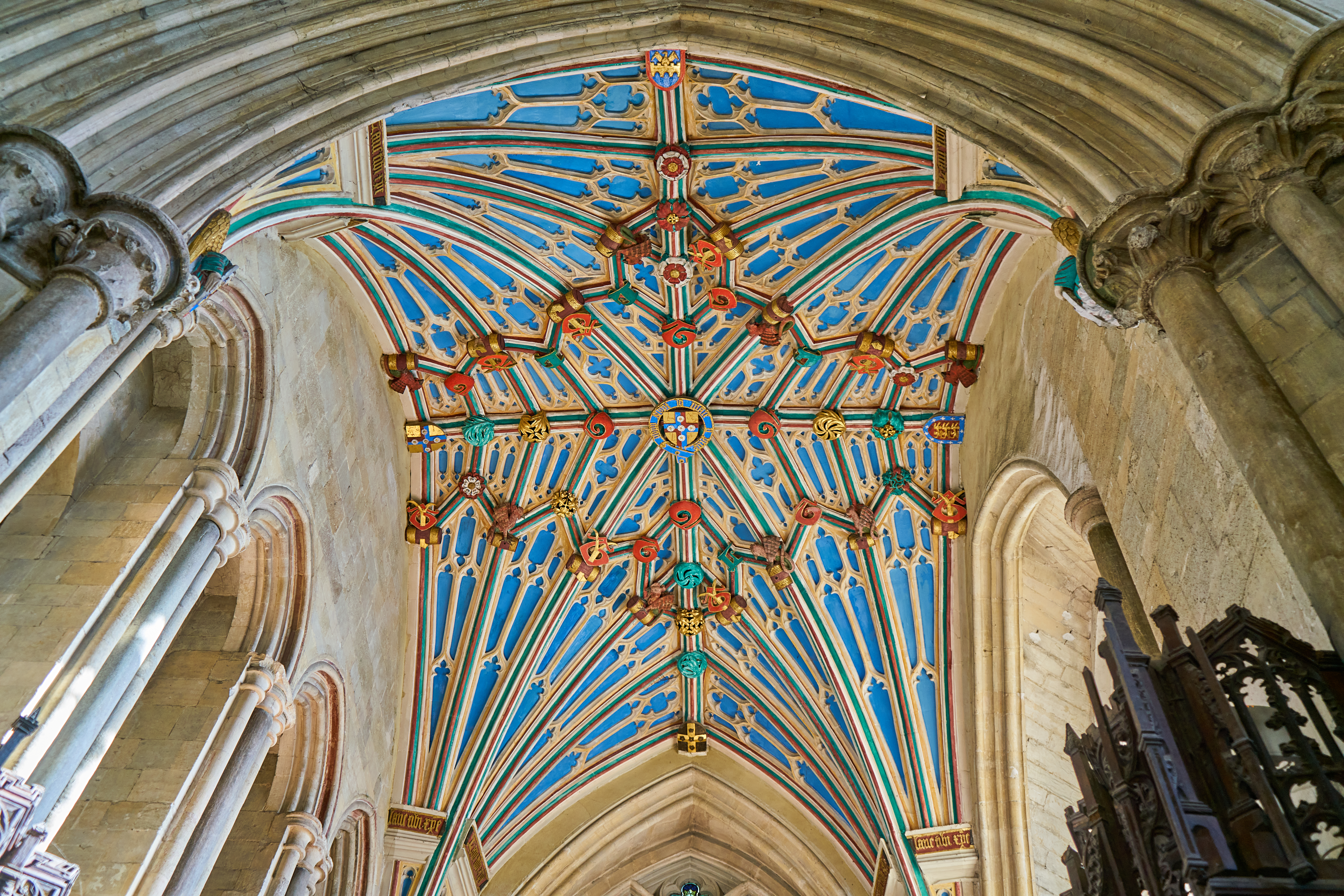
Voûte en éventail bleue de la chapelle sud-est de l'arrière-chœur
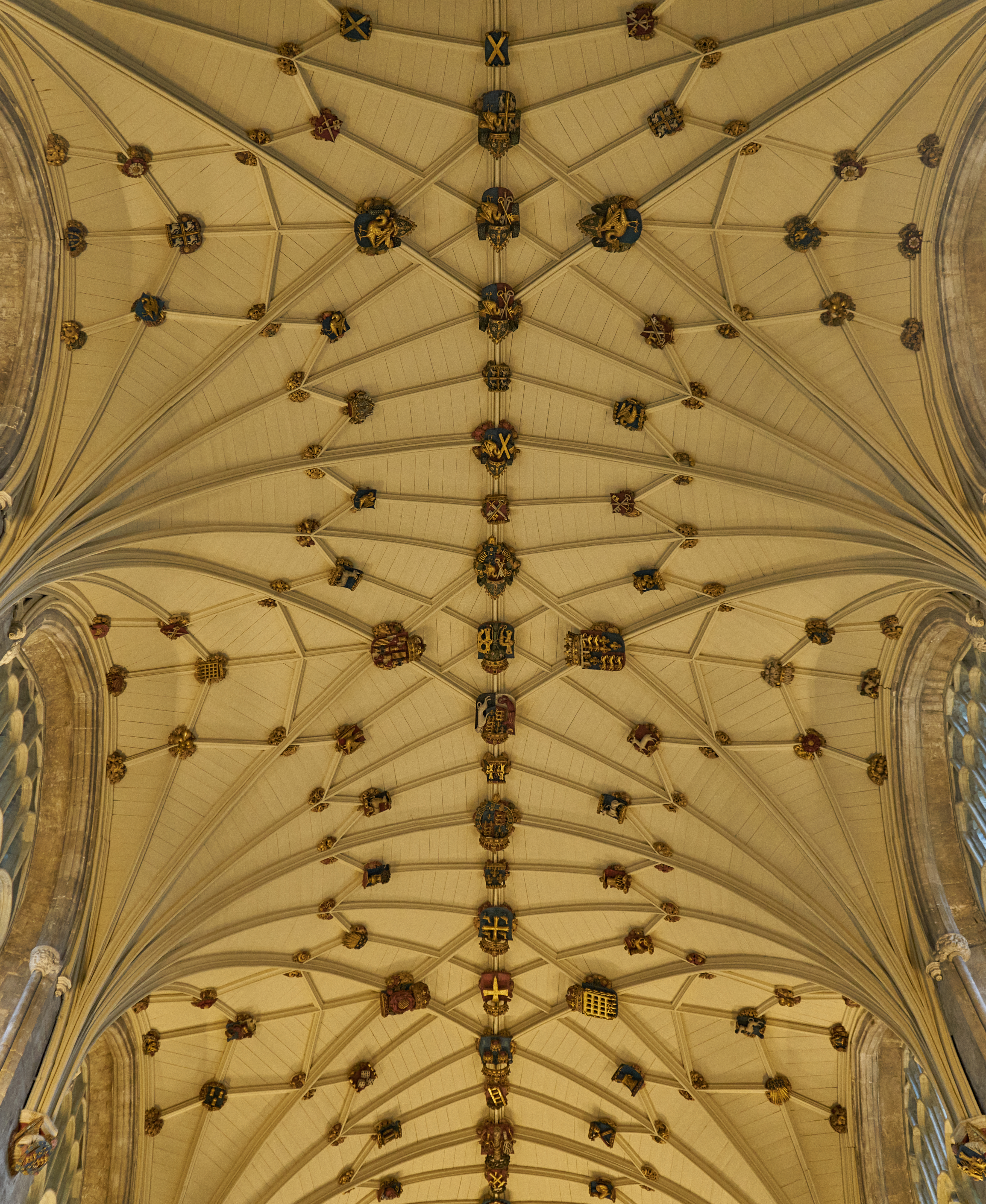
Voûte gothique perpendiculaire tardif du chœur
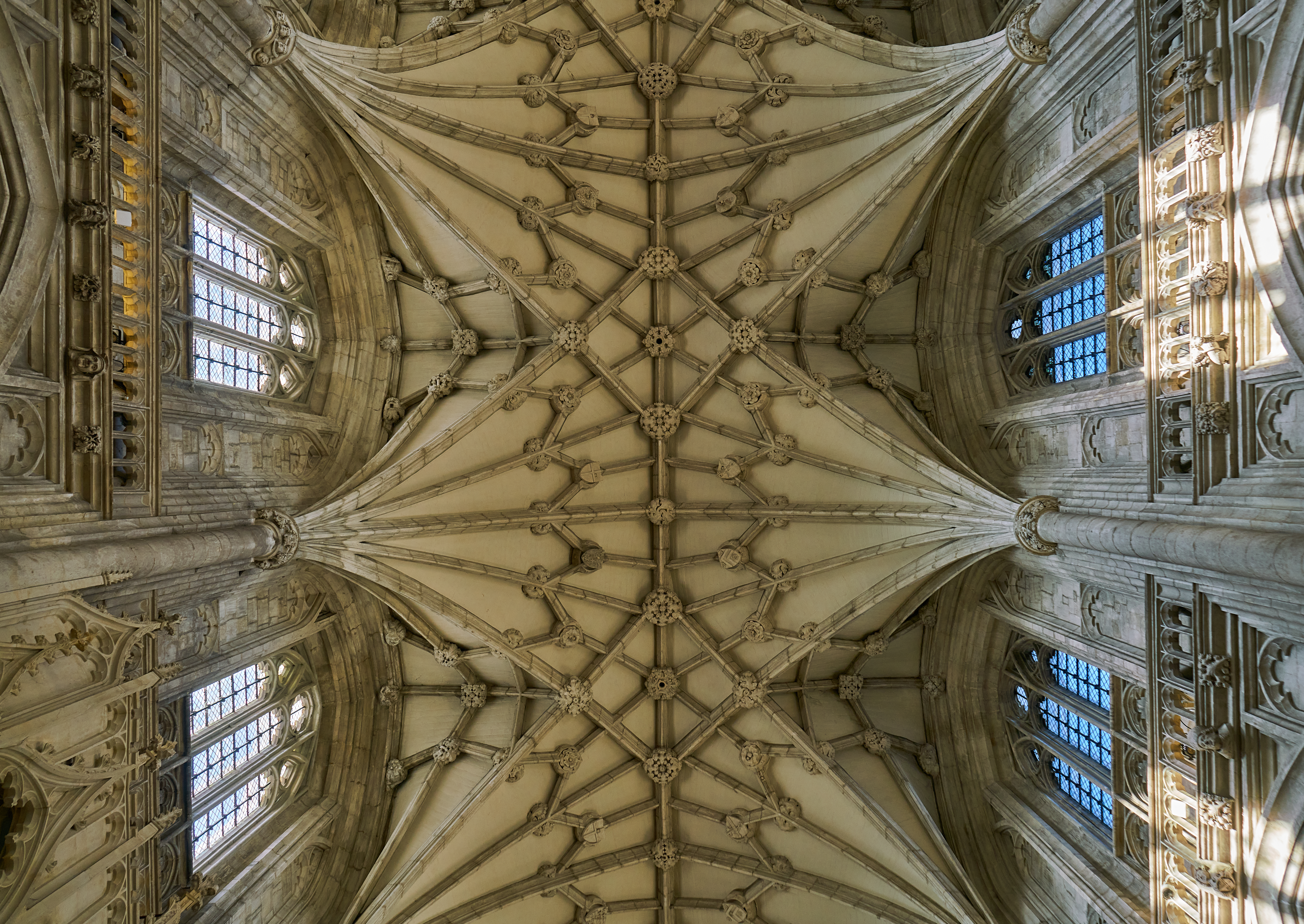
Voûte dans la nef, perpendiculaire primitif
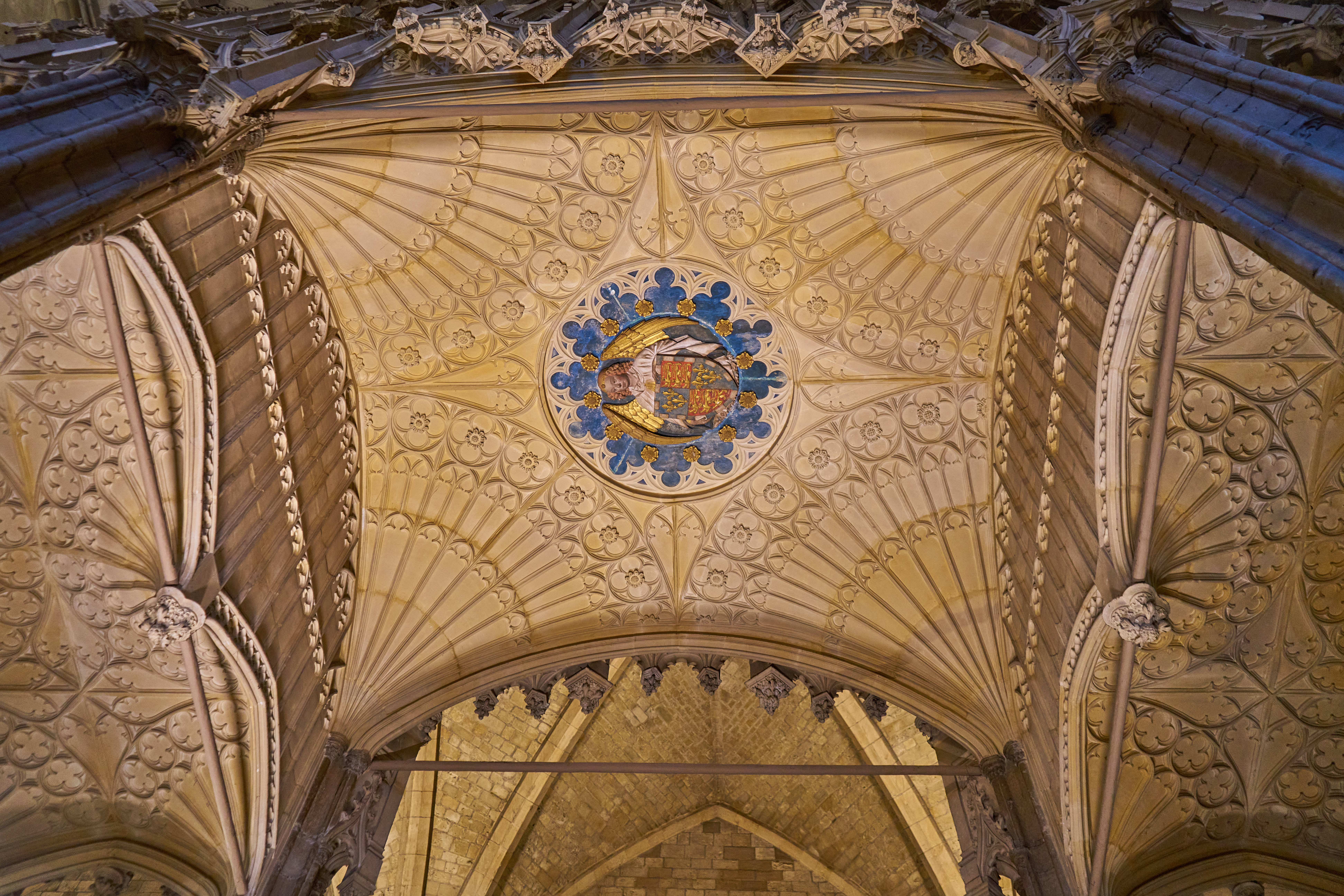
Voûte en éventail dans une des chapelles chantry de l'arrière-chœur
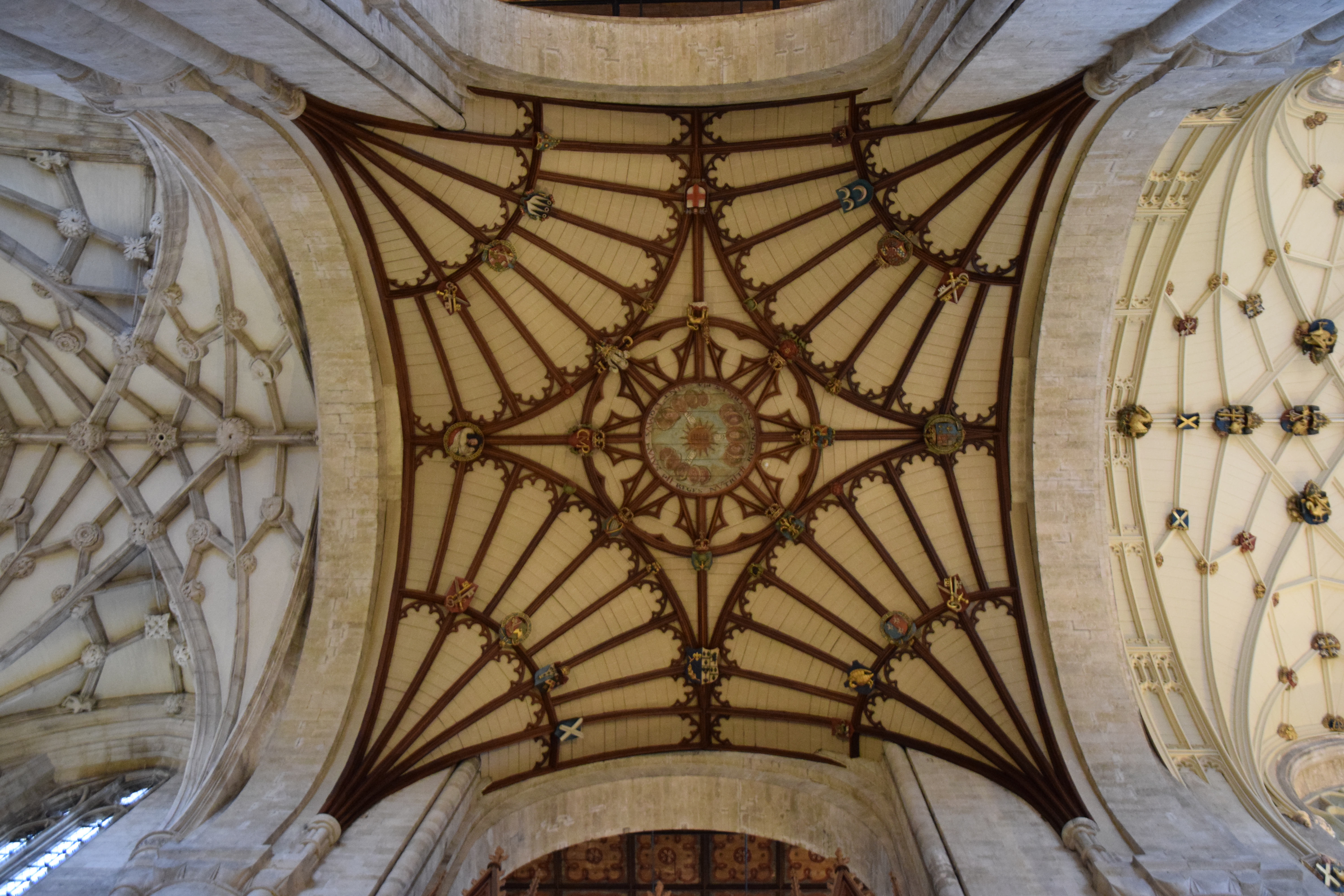
Voûte en éventail en bois sous la tour, 1635

## Fresques
Les fresques sont situées à l'intérieur du transept, entre les deux piliers côté nord de la croisée du transept. Élevée au XIIe siècle elle a été voutée d'ogives au siècle suivant. Sous la peinture du XIIIe siècle, on a découvert dans les années 1960 des fresques peintes vers 1175-1185.

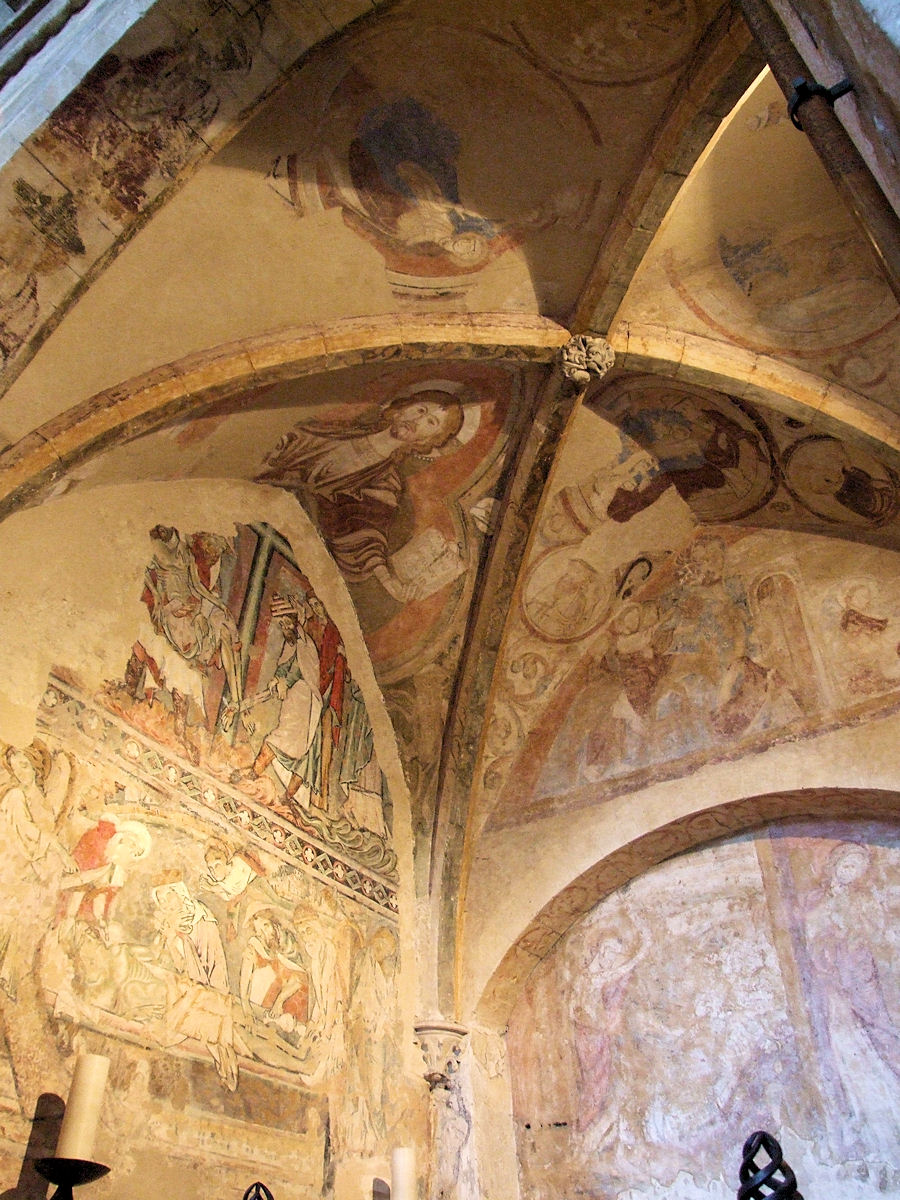
Fresques du XIIe siècle.
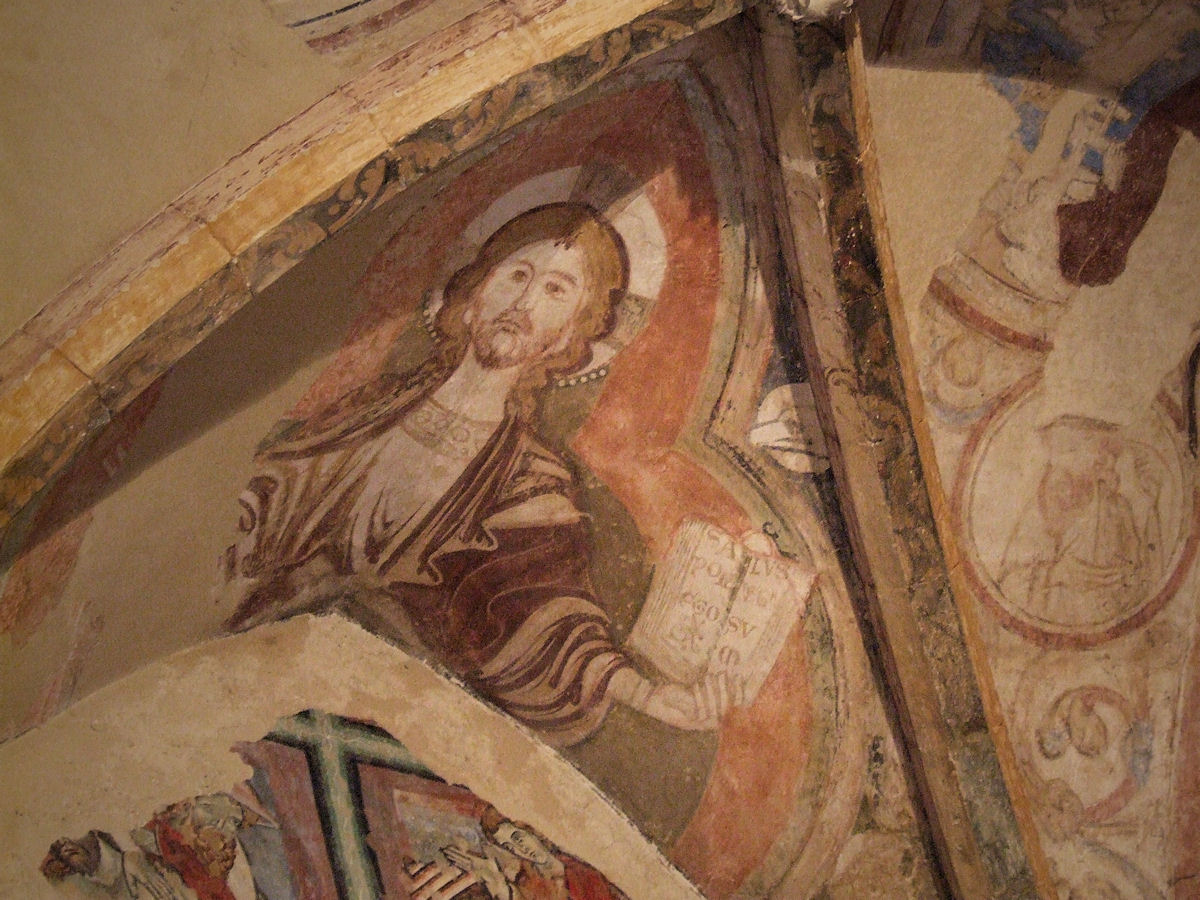
Détail des fresques.

## Manuscrits et enluminures
Avant 1066, la majorité des moines et des clercs anglais ont une médiocre connaissance du latin et utilisent des livres en langue vernaculaire. Pour que les copistes anglais puissent copier les textes essentiels, il faut les importer du continent. Lanfranc, archevêque de Cantorbéry, et Herbert, évêque de Norwich, demandent des livres et des copistes aux abbayes normandes, l'évêque de Durham amène des copistes du Bec qui dominent la production jusqu'au début du XIIe siècle. Aux XIe et XIIe siècles, la Normandie exporte vers l'Angleterre 32 ouvrages dans le demi-siècle qui suit la conquête, l'Angleterre et la Normandie forment une ère culturelle commune.
La grande période créatrice des XIe siècle et XIIe siècle à son apogée dans les scriptoria monastiques aux environs de 1100. Cette floraison exceptionnelle doit être mise en parallèle avec l'apogée romane de l'architecture. Elle est le fruit d'un jeu complexe d'influences des écoles carolingiennes et anglo-saxonnes. Les conquêtes normandes de l'Angleterre et de l'Italie du Sud au XIe siècle ont élargi le champ des relations artistiques et intensifié les courants d'échanges. Dès le début du XIe siècle, le renouveau monastique de Normandie et le développement des scriptoria de l'abbaye du Mont-Saint-Michel et de l'abbaye de Fécamp bénéficient de l'influence de l'enluminure anglo-saxonne et il se crée en Normandie un style marqué par la conjonction de traditions carolingiennes et d'apports d'Angleterre.
La conquête normande de l'Angleterre amène une rupture toute relative dans les arts du livre dans les îles Britanniques. Plusieurs manuscrits venus de Normandie traversent la Manche, comme la bible de Guillaume de Saint-Calais mais leur influence reste limitée au domaine des lettrines ornées. Les scriptoria anciens continuent à produire en continuant le style anglo-saxon d'avant la conquête.

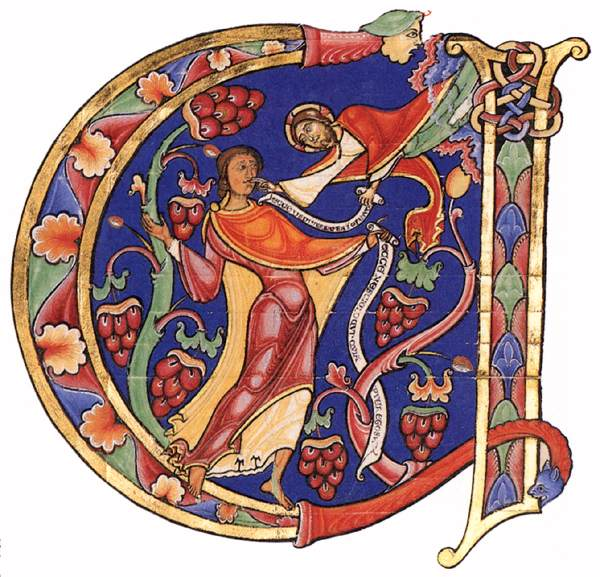
Bible de Winchester

La cathédrale de Winchester est un lieu majeur de l'enluminure romane en Angleterre où est produit le plus célèbre manuscrit, la bible du même nom (Bibliothèque capitulaire de Winchester), entamée vers 1150 et poursuivie jusque 1180 et finalement laissée inachevée. Deux campagnes de décorations se sont succédé, la première inspirée de Maître Hugo et de l'abbaye de Saint-Alban (Herefordshire) où il faut attendre les années 1120 pour que le style italo-byzantin y soit adopté localement mais avec une adaptation dans les traits des personnages notamment : les traits sont émaciés, les yeux agrandis et les plis des vêtements emboités. Puis il se met en place ce style de manière la plus achevée. Vers 1120-1130, y est exécuté le célèbre psautier de Saint-Alban dont les miniatures en pleine page sont inspirées de modèles à la fois anglo-saxons, byzantins et ottoniens. Les motifs des encadrements, les couleurs de fond et les modelés des personnages obtenus à partir de rehauts de blanc sont directement issus du style italo-byzantin. Ce style original que développe le Maître du psautier de Saint-Alban, qui s'est sans doute déplacé dans d'autres scriptoria, influence durablement les autres artistes d'Angleterre à cette époque.

## Monuments et trésors
La cathédrale possède de nombreux monuments et trésors, notamment des fonts baptismaux tournaisiens du XIIe siècle, la bibliothèque Morley, l'exposition « Kings and Scribes » (« Rois et Scribes ») et la Bible de Winchester. Les fonts baptismaux sont de rares survivants d'une série connue sous le nom de fonts baptismaux de Tournai, un des dix seuls de ce type en Angleterre ; ils remontent à v. 1150. Le bénitier pèse 1,5 tonne et est fabriqué à partir de calcaire carbonifère de Belgique. Il présente des sculptures uniques des guérisons de saint Nicolas. Ils ont été offerts à la cathédrale par Henri de Blois.
La bibliothèque Morley, installée dans le triforium du transept sud, abrite une collection de livres rares, qui ont tous été donnés à la cathédrale par George Morley, évêque de Winchester de 1662 à 1684. Les livres reposent toujours sur leurs étagères sculptées d'origine du XVIIe siècle.
L'exposition « Kings and Scribes » est l'aboutissement d'une restauration de 20,5 millions de livres sterling des transepts et de l'extrémité est, et présente des centaines d'artefacts anciens, notamment des crânes, des armes et des pierres de construction, tous exposés aux côtés de la technologie du XXIe siècle,. L'exposition présente également la célèbre Bible de Winchester, considérée comme la bible du XIIe siècle la plus grande et la mieux conservée d'Angleterre. Le texte, en latin de saint Jérôme, est écrit à la main sur 468 feuilles de parchemin de veau, mesurant chacune 23*15,75 pouces (9 201,2 mm). Ces feuilles ont été pliées au centre, constituant 936 pages en tout. Les illustrations de la bible utilisent parfois du lapis-lazuli, qui est à la fois rare et extrêmement cher, venant d'Afghanistan. D'autres illustrations contiennent de la feuille d'or ou de la peinture. La Bible est conservée dans une salle climatisée au rez-de-chaussée du transept sud. Le livre physique ne peut pas être lu par le public, mais il a été reproduit numériquement et les visiteurs peuvent utiliser de grands écrans pour lire la bible numérisée.
La cathédrale possède également un très grand nombre d'anciens coffres mortuaires, dont ceux d'Alfred le Grand, de Knut le Grand et de sa femme Emma de Normandie, de Guillaume le Roux et d'Ecgberht (roi du Wessex). Les restes de ces personnes étaient à l'origine enterrés dans l'Old Minster, lieu de sépulture principal de la dynastie dirigeante du Wessex ; on pense qu'ils ont été transférés à la cathédrale normande de Winchester après la démolition de la cathédrale en 1093 pour faire place à la nouvelle construction. Leurs os ont été placés dans des coffres, mais ceux-ci ont été fortement dérangés pendant la première révolution anglaise, les restes sont aujourd'hui mélangés, avec plusieurs individus dans chaque coffre, et certains individus répartis dans plusieurs boîtes.

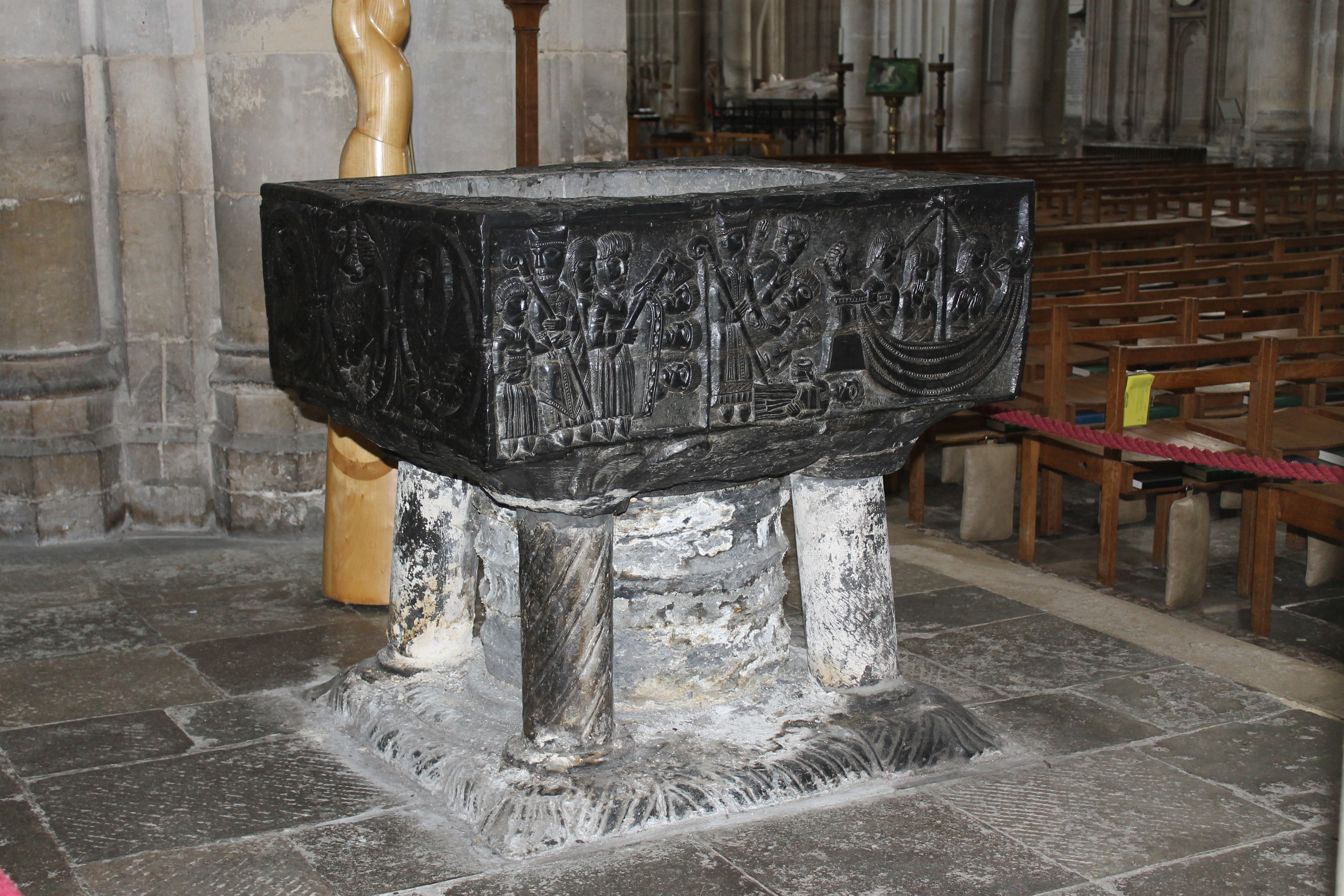
Fonts baptismaux tournaisiens
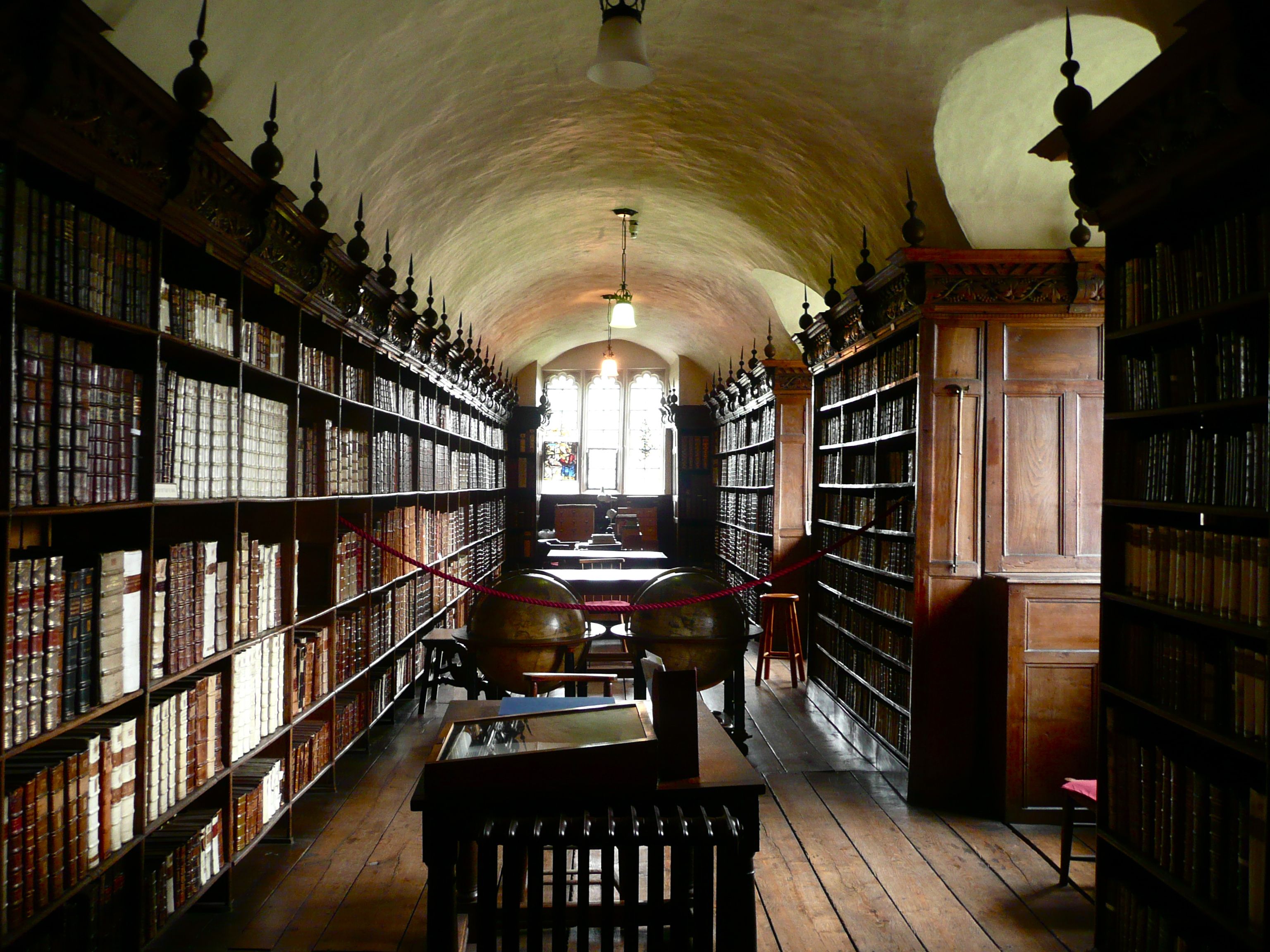
Bibliothèque Morley
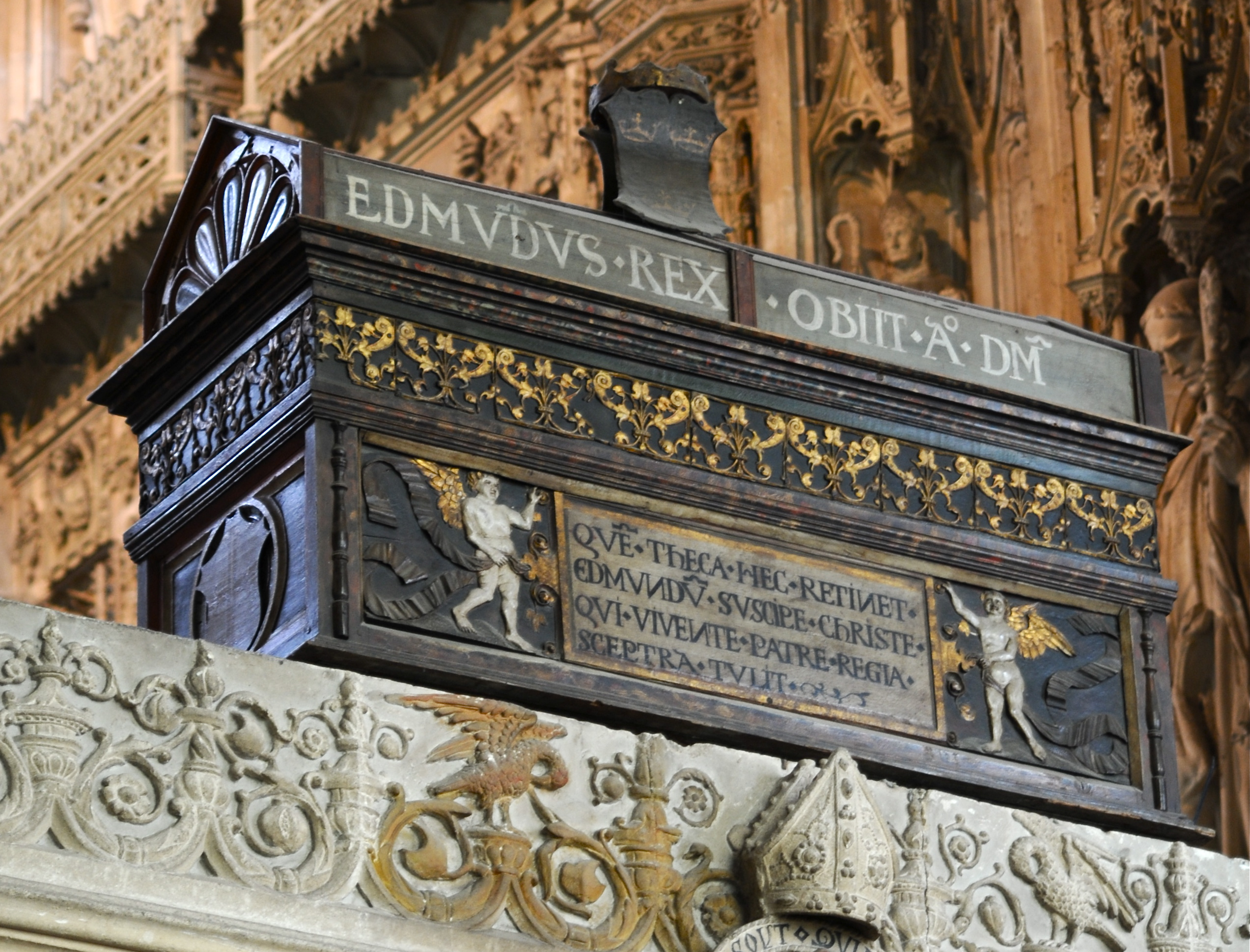
Coffre mortuaire d’un Roi Edmund non identifié
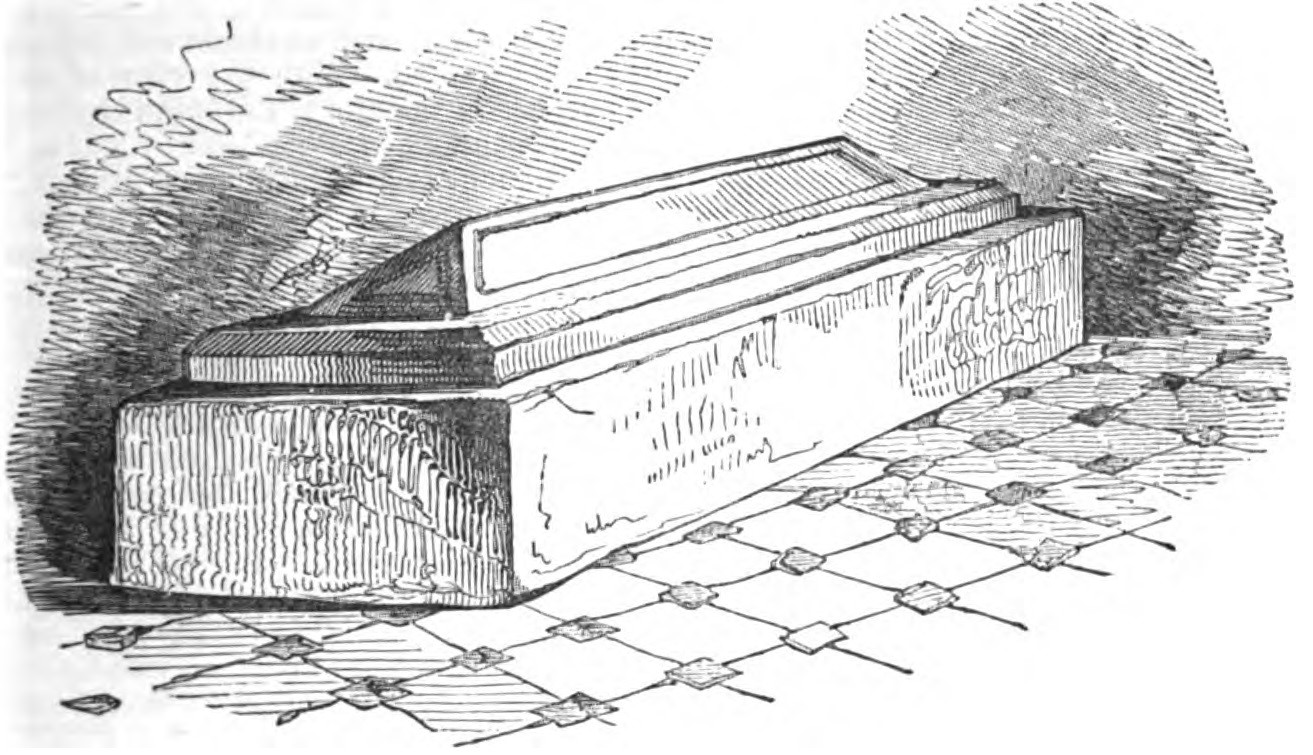
Tombe de Guillaume le Roux
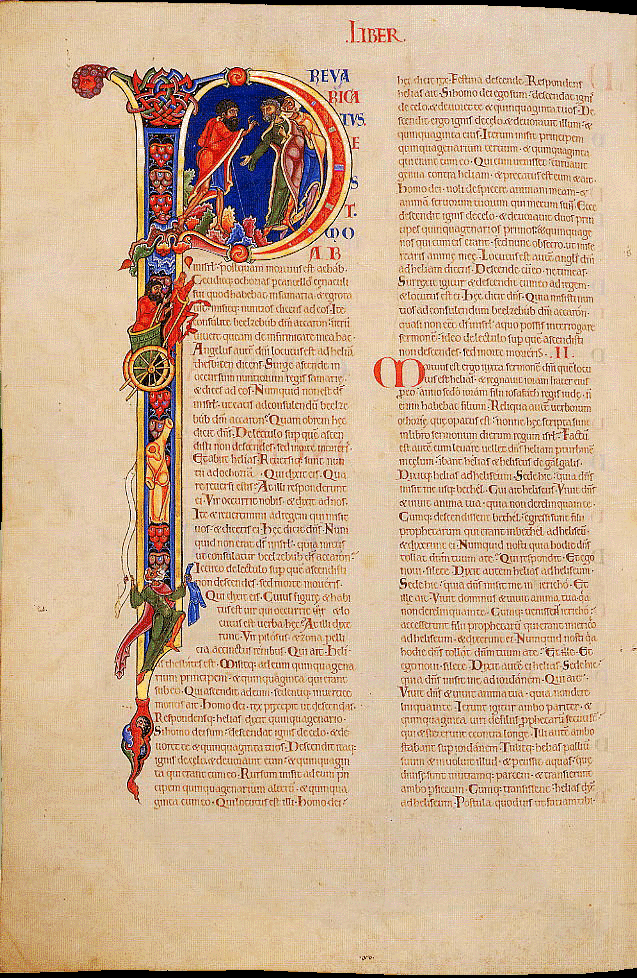
Une des pages de la Bible de Winchester
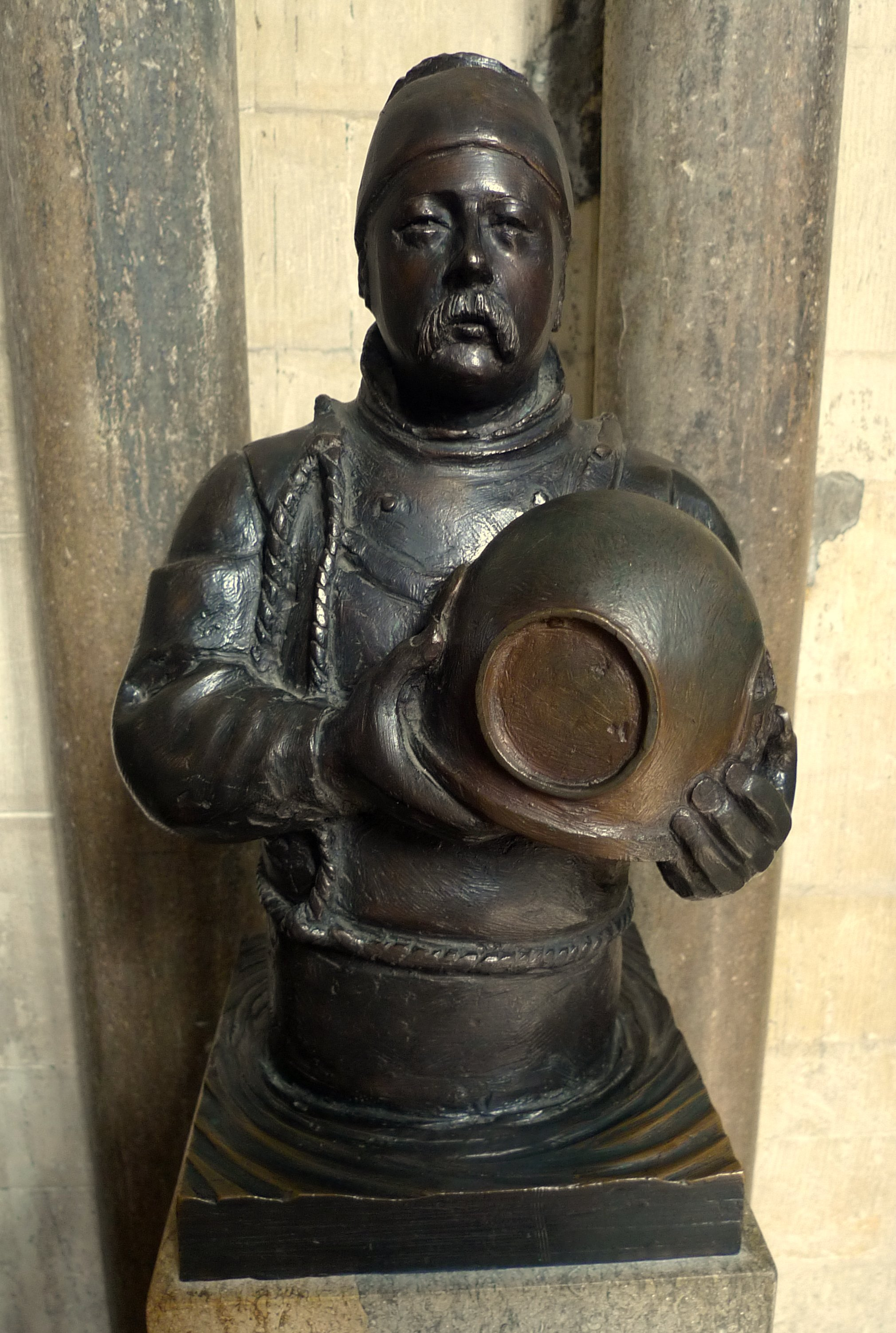
Buste de William Walker
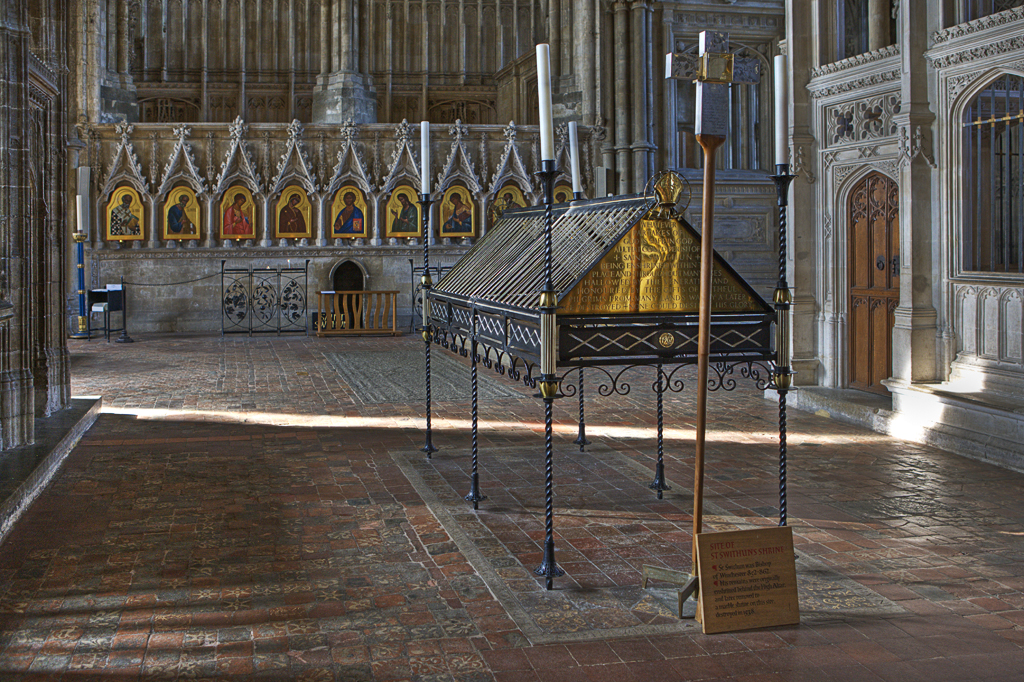
Site du sanctuaire de Swithun, détruit lors de la dissolution

## Chœurs
La cathédrale possède plusieurs chœurs. Son chœur principal est internationalement reconnu et se compose actuellement de 22 garçons choristes âgés de 8 à 13 ans, en plus de 12 ténors masculins adultes. Cette chorale chante six offices par semaine pendant les périodes scolaires ; tous les garçons sont scolarisés à l'école Pilgrim, située dans la clôture de la cathédrale. La chorale fait aussi régulièrement des enregistrements studio, participe à des émissions de radio et de TV, des concerts et des tournées internationales. La chorale est actuellement dirigée par Andrew Lumsden.
La Cathedral Girls 'Choir, la chorale féminine de la cathédrale, a été fondée en 1999 et est composée de 20 filles âgées de 12 à 17 ans, qui sont scolarisées dans tout le Hampshire. Le chœur de filles chante un service hebdomadaire le dimanche avec les choristes laïcs pendant les périodes scolaires et s'unit aux garçons pour les grandes fêtes de Noël et de Pâques.
Le Cathedral Chamber Choir est formé de 30 chanteurs adultes professionnels venant de tout le Hampshire et propose de la musique chorale pendant les vacances scolaires lorsque les chœurs de garçons et de filles sont en pause, sauf à Pâques et à Noël. Le chœur se produit régulièrement lors de concerts.
De plus, il existe une chorale de bénévoles formée de membres de la congrégation, connue sous le nom de « Cathedral Nave Choir », formée de 40 adultes. Le « Cathedral Nave Choir » chante un office par mois. Il existe également deux autres chorales de jeunes, l'une appelée « Junior Choir » et l'autre appelée « Youth Choir ». Le « Junior Choir » est un chœur mixte de garçons et de filles âgés de 7 à 13 ans. Il n'y a pas de processus d'audition pour le « Junior Choir », contrairement à tous les autres chœurs. Le « Youth Choir » est similaire au « Junior Choir », mais s'adresse aux garçons et aux filles de plus de 14 ans et nécessite un processus d'audition,.

## Orgue et organistes

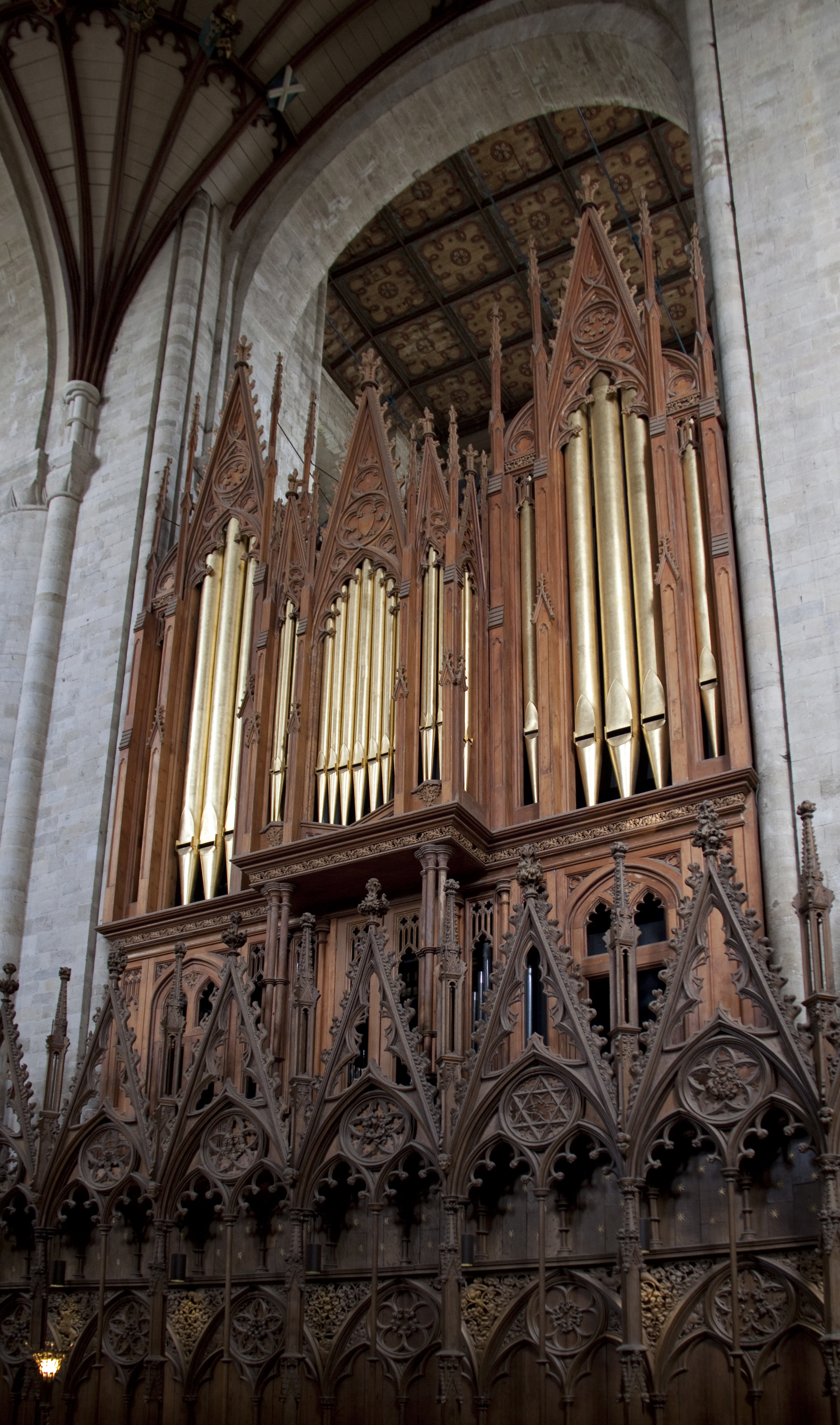
Buffet d'orgue

Le premier orgue documenté à la cathédrale de Winchester remonte au Xe siècle. La cathédrale a probablement été la première église à posséder un orgue de taille raisonnable, les premiers écrits y faisant référence datent de 993-994 ; ils évoquent la vie de saint Swithun, qui décrit l'orgue imposant sur deux étages qui avait 400 tuyaux et pouvait être entendu dans toute la ville. Ce premier orgue nécessitait deux hommes pour en jouer, et 70 hommes pour souffler.
L'orgue actuel date de 1851, lorsqu'un très grand instrument est construit par Henry Willis and Sons pour l'exposition universelle de 1851, qui s'est tenue au Crystal Palace (palais d'exposition), à Londres,. L'organiste de la cathédrale de l'époque, Samuel Wesley, visite l'exposition et est impressionné par sa taille et son ton. Il recommande au doyen et au chapitre d'acheter l'instrument pour Winchester. L'achat est finalisé pour 2 500 £ et l'instrument est installé à Winchester trois ans plus tard, en 1854, après avoir été légèrement réduit,. L'instrument, tel qu'installé, avait quatre manuels et 49 jeux.
Il est modifié en 1897 et 1905, et entièrement reconstruit par Harrison & Harrison en 1937, et à nouveau en 1986–1988. Les organistes de Winchester comprennent le compositeur Richard Browne (1627–1629), Christopher Gibbons dont le patronage a contribué à la renaissance de la musique d'église après l'Interrègne anglais, Samuel Sebastian Wesley, le compositeur de musique sacrée et Martin Neary, qui a arrangé la musique pour les funérailles de Diana, princesse de Galles à l'abbaye de Westminster.
L'orgue est situé sur la partie nord du chœur et dans sa forme actuelle contient plus de 5 500 tuyaux et 79 jeux. Le buffet d'orgue principal se trouve sous l'arc de la tour jouxtant le transept nord.

## Cloches

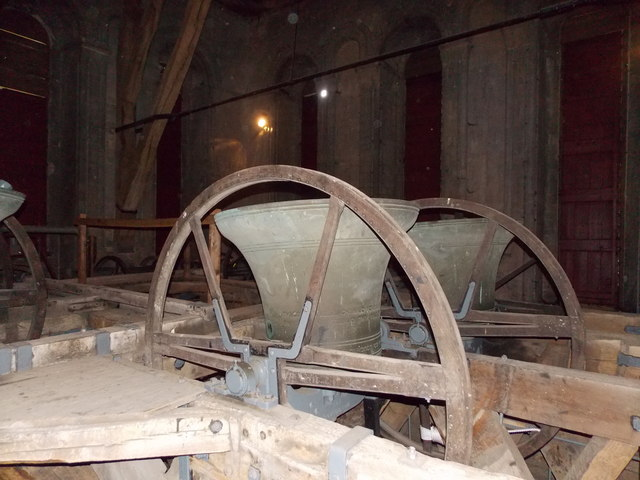
Cadre des cloches.

Les cloches de la cathédrale sonnent depuis l'époque saxonne. Il est rapporté que le roi Knut le Grand a donné deux cloches à l'ancienne cathédrale où il a été enterré en 1035, bien qu'aucune de ces cloches ne survive. Au milieu du XVIIe siècle, à la suite de la conversion de la tour en une tour adaptée aux cloches, sept cloches sont installées dans une très grande charpente en chêne réalisée par John Williams.
Cette structure a été renforcée et agrandie plusieurs fois ; en 1883, huit cloches y sont installées, la plus grosse pesant quelque 32 quintaux (1 626 kg). Quatre de ces cloches ont été coulées par Richard Phelps en 1734, les troisième, cinquième, septième et le bourdon. La deuxième cloche a été coulée par Theodore Ecclestone en 1742, avec des aigus coulés par Robert Wells en 1772 ; les quatrième et sixième ont été coulées par James Wells en 1814.
En 1891, le bourdon s'est fissuré et est refondu par Mears & Stainbank de la Whitechapel Bell Foundry en 1892 avec un poids légèrement plus léger de 1524 kg. Dans le même temps, leur nombre passe à dix avec deux nouveaux aigus, également par Mears & Stainbank, accrochés dans une extension. Les cloches existantes sont réaccrochées en même temps,.
En 1921, leur nombre passe à douze avec l'ajout de deux nouvelles cloches aiguës, coulées par Gillett & Johnston de Croydon, pour offrir au Hampshire et au diocèse de Winchester son premier carillon de douze cloches. Les nouvelles cloches sont dédiées aux morts de Winchester pendant la Première Guerre mondiale. Ce carillon de douze ne devait cependant pas durer longtemps : les cloches sont démontées en 1936 et envoyées à John Taylor & Co de Loughborough, pour une refonte complète.

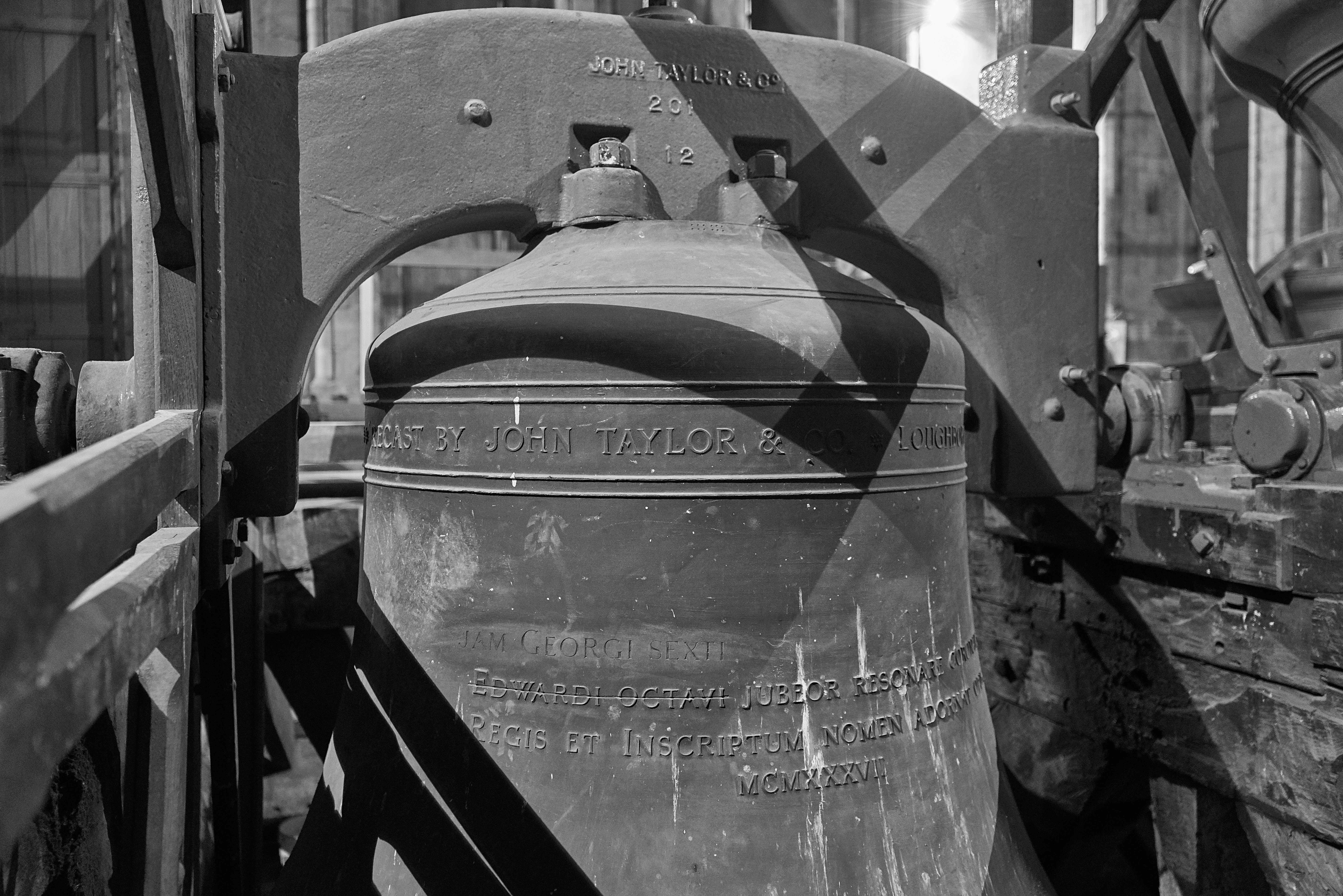
Inscription sur le bourdon de la cathédrale.

Les cloches étaient destinées à être refondues pour le couronnement d'Édouard VIII, l'inscription sur le bourdon en fait mention. Cependant, le temps que le métal refroidisse, que les cloches soient accordées et raccrochées, la crise d'abdication d'Édouard VIII survient et son frère George VI devient roi. En conséquence, l'inscription « Edwardi Octavi » est barrée et celle de « Georgi Sexti » est gravée à la main. Les nouvelles cloches Taylor ont un carillon plus lourd de douze, le bourdon pesant environ 35 quintaux et demi (1 806 kg). Les huit cloches les plus lourdes sont remises en place dans le cadre en chêne d'origine de 1734 avec les quatre cloches aiguës accrochées dans une nouvelle extension en métal. Les douze cloches reçoivent de nouveaux accessoires, dont des structures en fonte et des roulements à billes. Les nouvelles cloches ont un succès immédiat, considérées comme bien supérieures au carillon qu'elles ont remplacé, étant décrites dans The Ringing World comme un « carillon vraiment magnifique ».
En 1967, une cloche redondante de l'église Saint-Laurent de Winchester est transférée à la cathédrale et accrochée dans un nouveau cadre métallique en fonte comme une cloche à demi-ton, appelée sixième bémol. Cette cloche supplémentaire permet de sonner un carillon plus léger de huit lorsque la sixième naturelle est remplacée par la « nouvelle » sixte bémol, évitant ainsi d'utiliser les cloches les plus lourdes. Cette cloche pèse 6 quintaux et demi  (340 kg) et a été fondue par Anthony Bond en 1621, ce qui en fait la plus ancienne cloche de la tour de la cathédrale. Elle fête ses 400 ans en 2021,.
En 1991, une restauration est à nouveau nécessaire, mais cette fois la tour requiert une attention particulière : il a été constaté lors d'une enquête que la grande charpente en bois, qui n'était attachée à aucun des murs de la tour comme le sont les charpentes modernes, se déplaçait sur le sol du beffroi pendant la sonnerie, ce qui endommageait à la fois la tour et le sol. De plus, les poutres du plancher pourrissaient et les panneaux des persiennes étaient endommagés. La sonnerie est suspendue indéfiniment. La restauration qui en résulte a consisté à abaisser les 13 cloches (le carillon des douze plus l'ex-cloche Saint-Laurent) dans la chambre de sonnerie où elles ont été suspendues sur un échafaudage spécial. La charpente dépourvue de cloches a été hissée à l'écart du sol du beffroi, suspendue à de massives poutres en acier creusées dans les murs de la tour. Le sol a été réparé avec de nouvelles poutres remplaçant certaines particulièrement pourries ; le cadre du carillon nouvellement renforcé a été abaissé dessus et les cloches ont été suspendues. Dans le même temps, il a été décidé d'augmenter les cloches du premier carillon diatonique au monde de quatorze, avec deux nouvelles cloches aiguës coulées par la Whitechapel Bell Foundry en 1992 et une troisième cloche supplémentaire de quatrième dièse, à utiliser de la même manière que l'ex-cloche Saint-Laurent, pour fournir un carillon plus léger de dix sans utiliser les trois cloches ténor. Un nouveau cadre a été fourni pour les sept cloches les plus légères, construites en iroko, remplaçant le cadre métallique installé lors de la refonte de 1937,,,,.
Aucun gros travaux n'a été effectué sur les cloches depuis 1992. Le carillon demeure le seul carillon diatonique de quatorze cloches différentes au monde,. Les huit plus grandes cloches sont toujours accrochées dans le cadre en chêne de 1734 de John William, qui est l'un des plus grands cadres de ce type.
En 2021, de nouveaux battants en bois ont été fournis pour les deux plus grandes cloches par les fondeurs d'origine, John Taylor & Co, ce qui a augmenté la résonance des deux cloches les plus lourdes de la cathédrale,.

## Événements, culture et curiosités

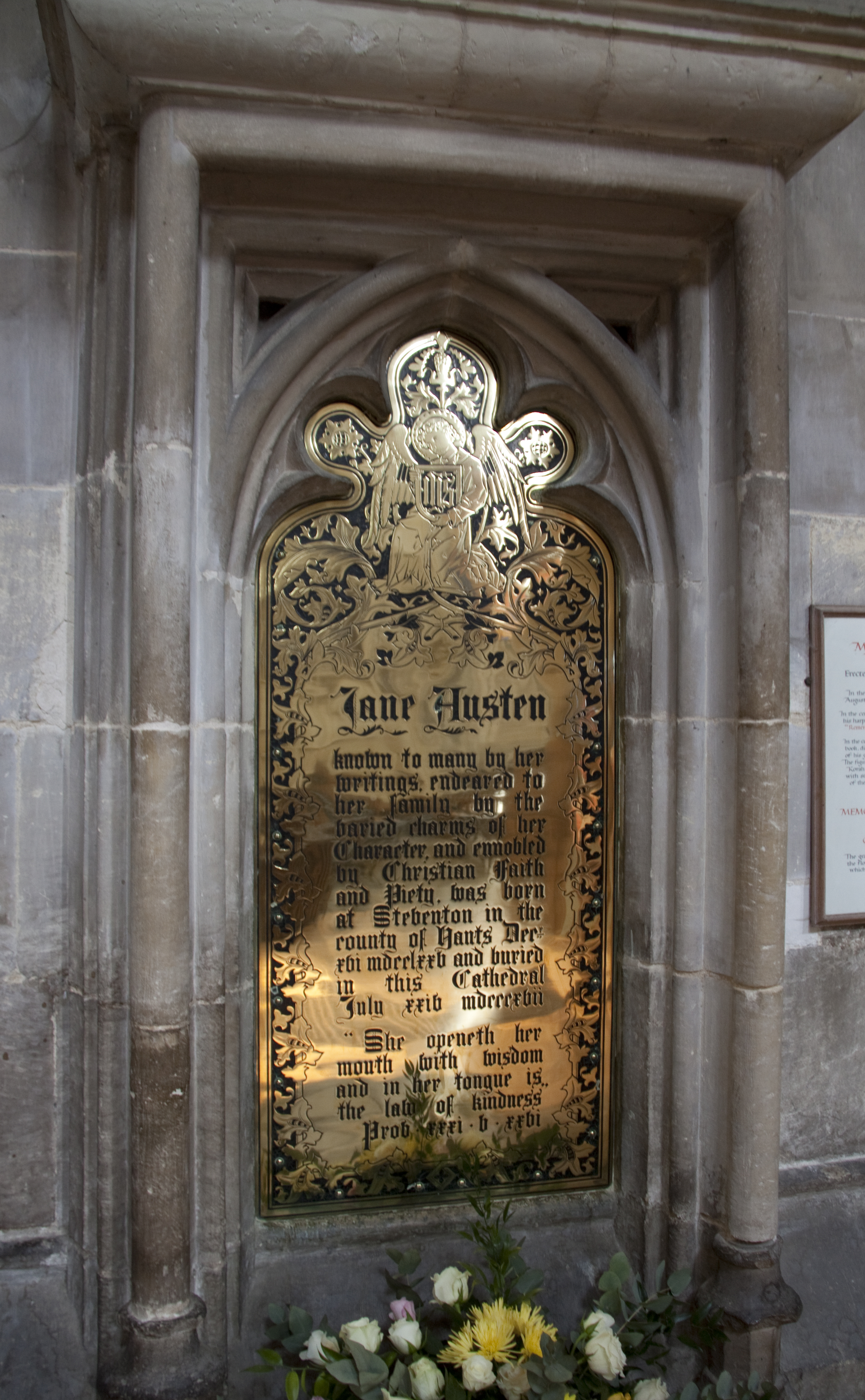
Mémorial de Jane Austen.

Des événements importants se sont déroulés dans la cathédrale de Winchester :
- les funérailles du roi Harthacnut (1042) ;
- le couronnement du roi Henri le Jeune et sa reine, Marguerite de France (1172) ;
- le second couronnement de Richard Ier (le 17 avril 1194[81]) ;
- le mariage du roi Henri IV et de Jeanne de Navarre (1403) ;
- le mariage de la reine Marie Ire et du roi Philippe II d'Espagne (1554) ;
- les funérailles et l'inhumation de Jane Austen (1817).

De nos jours, la cathédrale attire beaucoup de touristes en raison de son association avec Jane Austen, morte dans la ville le 18 juillet 1817. Ses funérailles ont eu lieu dans la cathédrale où elle a été enterrée dans le collatéral nord. L'inscription sur sa pierre tombale ne fait aucune mention de ses romans. La plaque commémorative originale du XIXe siècle faisait un tiède éloge de sa capacité d'écriture. Beaucoup plus tard, une plaque plus élogieuse a été placée sur un mur voisin, payée avec le produit de sa première biographie, qui la décrit comme « connue de beaucoup par ses écrits ». Il y a aussi une fenêtre commémorative en son honneur par CE Kempe.
La cathédrale a été l'objet de travaux de recherche d'Anthony Trollope, par exemple, pour ses romans sur la vie d'Église au XIXe siècle connue comme les Chroniques de Barsetshire. Ayant passé trois ans dans la ville dans son enfance, le romancier emprunte des traits de la cathédrale et de la ville pour ses Chroniques.
En 2005, le bâtiment a aussi servi de lieu de tournage au film Da Vinci Code, le transept nord a été employé pour représenter le Vatican. Après ce tournage, la cathédrale a accueilli des débats et des expositions afin de démystifier le livre.
La cathédrale de Winchester est probablement la seule cathédrale avoir eu des chansons populaires écrites à son sujet. Winchester Cathedral fut un tube du groupe New Vaudeville Band qui a atteint le Top 10 au Royaume-Uni et la première position aux États-Unis en 1966. La cathédrale fut également le sujet d'une chanson de Crosby, Stills, Nash and Young, Cathedral, extrait de leur album CSN sorti en 1977. Plus récemment, le groupe de Liverpool, Clinic, a sorti un album intitulé Winchester Cathedral en 2004.

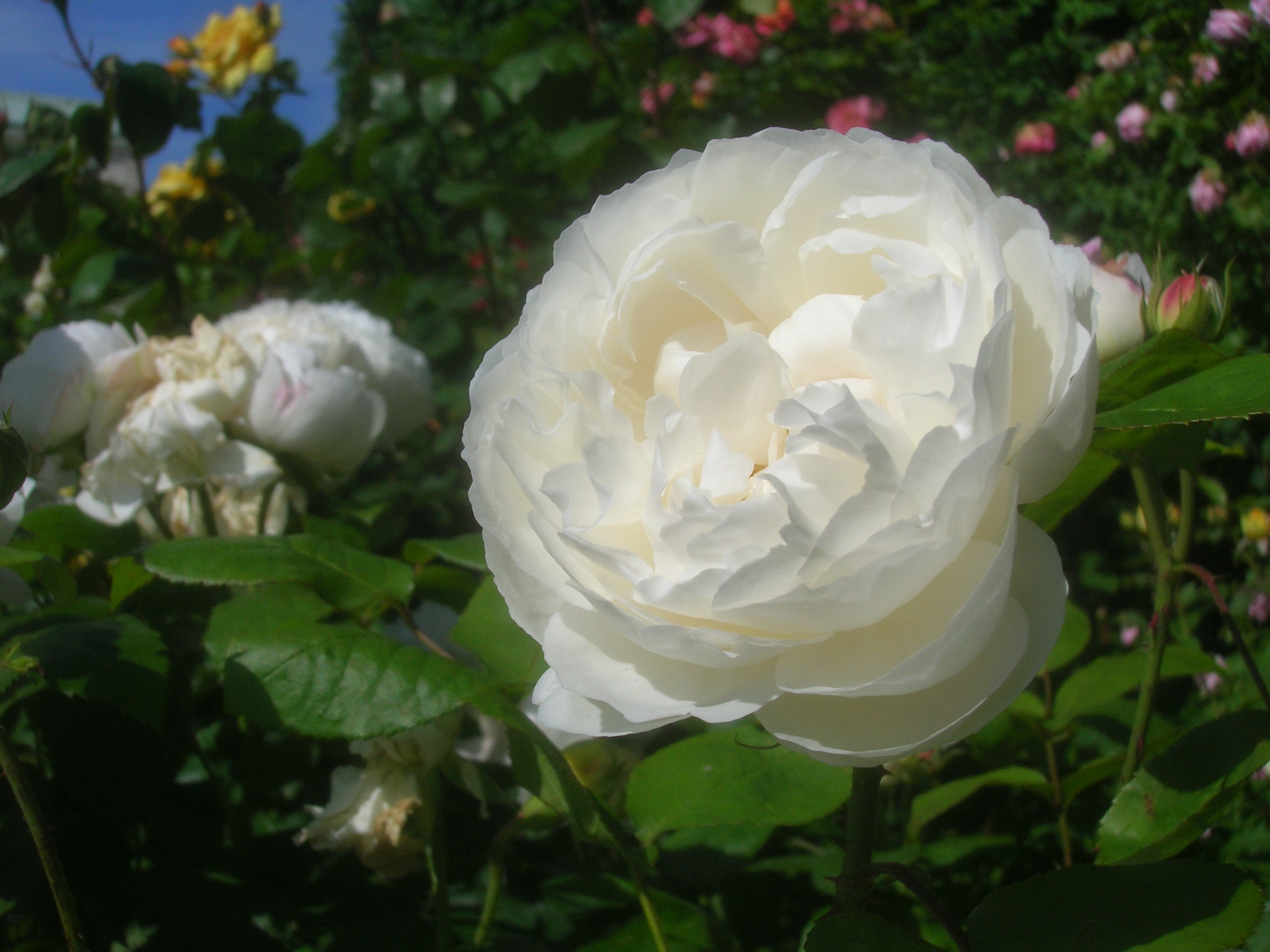
Cultivar de rosier « Winchester Cathedral », Austin, 1992.

En 1992, le créateur de roses britannique David Austin a présenté un lusus blanc de cultivar de la rose « Mary Rose » (1983) sous le nom de « Winchester Cathedral ».
Lors de son affectation en Angleterre pendant la Première Guerre mondiale, William Griffith Wilson, dit Bill Wilson ou Will B., le cofondateur des Alcooliques anonymes, visite la cathédrale et fait une première expérience de la présence de Dieu.
La cathédrale est le point de départ du St Swithun's Way, long de 34 miles, un sentier de grande randonnée qui a été ouvert en 2002 pour commémorer le jubilé d'or d'Élisabeth II.
Dans le transept sud, se trouve une « chapelle des pêcheurs » où est inhumé Izaac Walton, mort en 1683, auteur du Parfait Pêcheur à la ligne et un ami de John Donne. Dans le chœur se trouve la cloche du HMS Iron Duke qui était le navire de l'amiral John Jellicoe à la bataille du Jutland en 1916.
La « chapelle Épiphanie » possède une série de vitraux de style préraphaélite, conçus par Edouard Coley Burne-Jones et réalisés dans les ateliers de William Morris. La décoration de feuillage au-dessus et au-dessous de chaque panneau est sans aucun doute de William Morris et au moins un des personnages a une ressemblance saisissante avec son épouse Jane, qui a fréquemment posé pour Dante Gabriel Rossetti et d'autres membres de la confrérie préraphaélite.
La crypte, souvent inondée, contient une statue réalisée par Antony Gormley, nommée Sound II, installé en 1986, et un tombeau actuel de saint Swithun.
Une série de neuf icônes a été installée entre 1992 et 1996 sur l'arrière-chœur qui, pendant un temps, a protégé les reliques de saint Swithun détruites en 1538 par Henri VIII. Cette iconostase venant de la tradition orthodoxe russe a été créée par Sergei Fedorov (parfois écrit Fyodorov) et a été consacrée en 1997. Les icônes sont composées des personnages religieux locaux saint Swithun et saint Birinus. En dessous de cet arrière-chœur se trouve le trou sacré utilisé une fois par des pèlerins pour se faufiler et se trouver près du sanctuaire curatif de saint Swithun. Le « lien extérieur » au-dessous relie aux images de chaque icône et à l'arrière-chœur.
La cathédrale et ses environs ont été utilisés à plusieurs reprises comme lieu de tournage pour The Crown, une série dramatique historique populaire de Netflix basée sur la monarchie pendant le règne de la reine Elizabeth II. L'intérieur a été utilisé comme substitut à la fois de l'abbaye de Westminster (pour les funérailles de Lord Louis Mountbatten dans la saison 4) et de la cathédrale Saint-Paul de Londres (pour les funérailles de Sir Winston Churchill dans la saison 3 et pour les répétitions du mariage du prince Charles et de Lady Diana Spencer et du mariage qui a suivi dans la saison 4),,.
Chaque novembre et décembre depuis 2006, le parc de la cathédrale accueille le marché de Noël de la cathédrale de Winchester.

## Accès public
Comme pour de nombreuses autres cathédrales anglicanes au Royaume-Uni, un droit d'entrée est facturé aux visiteurs pour entrer dans la cathédrale depuis mars 2006. Les visiteurs peuvent demander un laissez-passer annuel au même prix qu'une entrée simple.

## Liste des sépultures

### Tombes

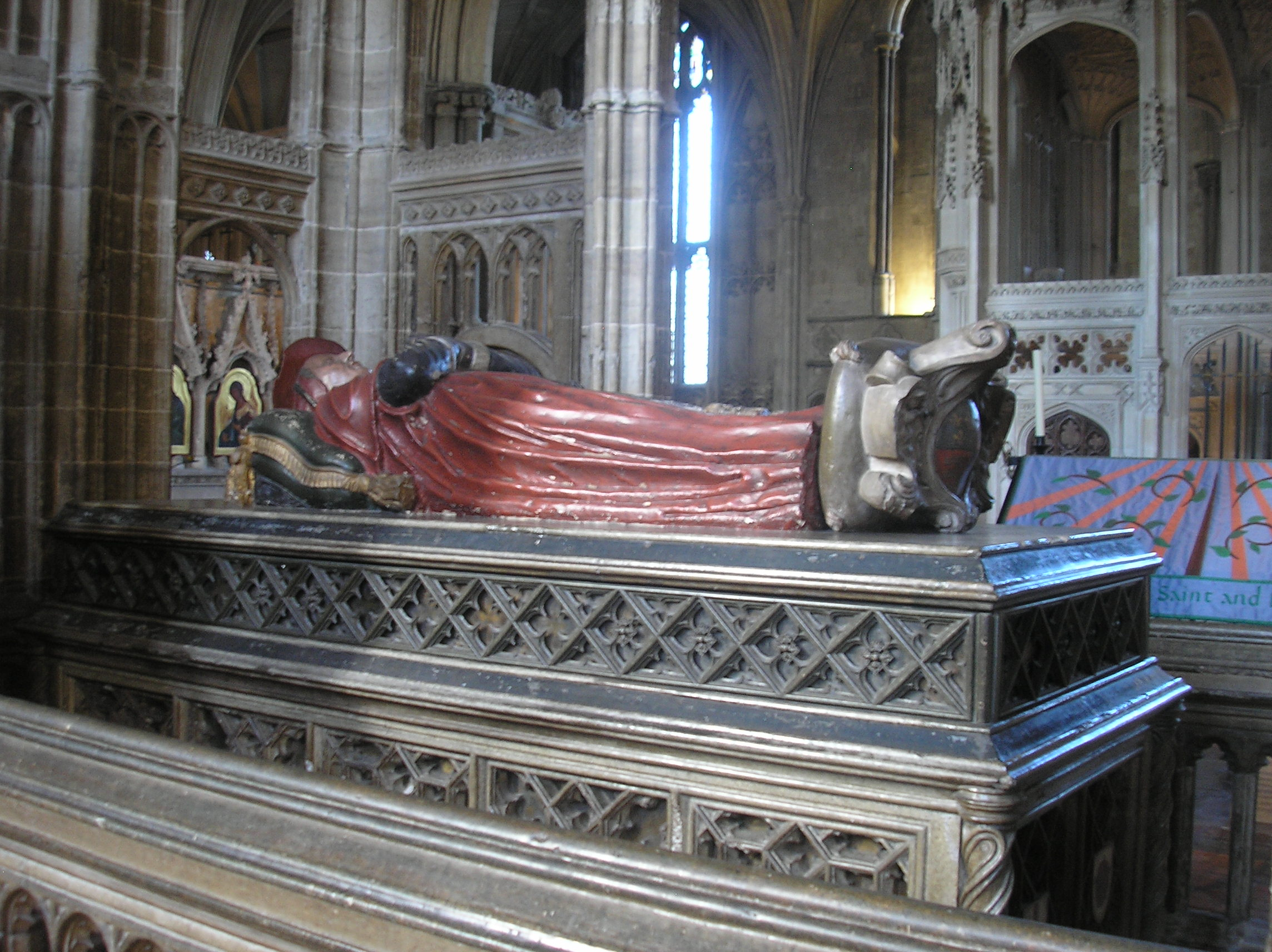
Tombe du cardinal Beaufort.

- Saint Birin de Dorchester dont les reliques ont finalement été transférées dans la cathédrale
- Vauquelin de Winchester, premier évêque normand de Winchester (1070-1098)
- Henri de Blois (ou Henri de Winchester), abbé de l'abbaye de Glastonbury (1126-1129) et évêque de Winchester (1129-1171)
- Richard d'Ilchester, évêque de Winchester (1173-1188) et homme d'État anglais
- Godfrey de Luci, évêque de Winchester (1189-1204)
- Pierre des Roches, évêque de Winchester (1205-1238) et juge en chef d'Angleterre (1213-vers 1215)
- Henri Beaufort (1375-1447), cardinal et évêque de Winchester (fils légitimé de Jean de Gand et lord grand chancelier d'Angleterre sous Henri V et Henri VI)
- Izaac Walton, auteur de The Compleat Angler (9 août 1593 - 15 décembre 1683)
- John Ecton, fonctionnaire de Queen Anne's Bounty, compilateur juridique et auteur, décédé à Turnham Green, Middlesex, le 20 août 1730. Son testament, portant la date du 7 juillet 1730, a été prouvé à Londres, le 8 septembre 1730, par sa veuve, Dorothea Ecton, notant qu'il souhaitait être enterré dans la cathédrale de Winchester[92]
- Jane Austen (1817)[93]

### Déplacés dans les coffres mortuaires
- Cynegils, roi du Wessex (611-643)
- Cenwalh, roi du Wessex (643–672)
- Ecgberht , roi de Wessex (802–839)
- Æthelwulf , roi du Wessex (839-856)
- Eadred, roi d'Angleterre (946-955)
- Eadwig, roi d'Angleterre et plus tard du Wessex (955-959)
- Knut le Grand, roi d'Angleterre (1016-1035) et aussi du Danemark et de Norvège
- Emma de Normandie, épouse de Cnut et d'Æthelred le Malavisé d'Angleterre
- Guillaume le Roux, roi d'Angleterre (1087-1100), et non pas dans la tombe traditionnelle qui lui est associée, qui pourrait en fait être celle de son neveu Henri de Blois, frère d'Étienne (roi d'Angleterre)
- Hardeknut, roi d'Angleterre (1040-1042) et aussi du Danemark [94]
- Stigand, archevêque de Cantorbéry (mort en 1072)

L'un des coffres mortuaires fait également référence à un roi 'Edmund', dont on ne sait rien d'autre. Il est possible qu'il s'agisse d' Edmond Côte-de-Fer, roi d'Angleterre (1016), mais il est enterré à l'abbaye de Glastonbury selon la plupart des récits, dont la Chronique anglo-saxonne.

### Initialement enterrés à Winchester
- Édouard l'Ancien, roi d'Angleterre (899-924), ensuite déplacé à l'abbaye de Hyde.
- Alfred le Grand, roi de Wessex (875-899), déplacé de Old Minster et plus tard à l'abbaye de Hyde.